# IPhone

Vorderseite des iPhone 16 Pro in der Farbausführung „Wüstensand“ (gold)

iPhone [ˈa͡ɪfo͡ʊn] ist eine im Jahr 2007 mit dem gleichnamigen Smartphone ins Leben gerufene Smartphone-Modellreihe des US-amerikanischen Unternehmens Apple. Bislang wurden insgesamt 38 verschiedene Modelle (c-, e-, G-, S-, SE-, Plus-, S-Plus-, Max-, Pro-, Pro-Max- und Mini-Modelle mitgezählt) vorgestellt, das neueste Modell iPhone 16e im Februar 2025.
Alle iPhone-Modelle laufen unter Apples hauseigenem Betriebssystem iOS, mit dem in den vorinstallierten Anwendungen („Apps“) die Funktionen eines Mobiltelefons genutzt werden können. Die restlichen vorinstallierten Apps entsprechen größtenteils den in Apples Betriebssystem macOS vorinstallierten Programmen, die jedoch für den Einsatz auf einem Smartphone entsprechend angepasst wurden. Darunter befinden sich beispielsweise Apples primärer Webbrowser Safari sowie Apples E-Mail-Anwendung Mail. Weiterhin stehen in Apples zentraler mobilen Vertriebsplattform, dem App Store, mehr als zwei Millionen Anwendungen zum Herunterladen bereit.
Das US-amerikanische Nachrichtenmagazin Time wählte das iPhone zur „Erfindung des Jahres 2007“. Kritisch beurteilt wurden in den Medien hingegen übereinstimmend die schlechten Arbeitsbedingungen bei der Herstellung und Rohstoffgewinnung der für das iPhone benötigten Rohstoffe und juristische Auseinandersetzungen bei der Vermarktung.
Bis Mitte 2012 wurden weltweit etwa 250 Millionen iPhone-Geräte verkauft. Bis Ende 2014 waren es etwa 516 Millionen Geräte. Am 27. Juli 2016 knackte die iPhone-Reihe die erste Milliarde verkaufte Geräte. Bis 2017 wurden über 1,2 Milliarden iPhone-Modelle verkauft. Bis zum 1. November 2018 wurden insgesamt mehr als 2,2 Milliarden Geräte verkauft. Am 31. Juli 2025 hat Apple gemeldet, dass es bislang drei Milliarden iPhones vertrieben hat.

## Geschichte

### Vorgeschichte
In einem Interview erzählte Steve Jobs, damaliger Apple-CEO, dass er bereits Anfang der 2000er Jahre die Idee hatte, einen Multi-Touch-Bildschirm zu entwickeln, auf dem man wie auf einer Tastatur tippen konnte. Dieser Bildschirm war ursprünglich für ein Tablet gedacht, Jobs entschied jedoch, dass zuerst ein Telefon gebaut werden sollte.
1999 erwarb Apple die Internetdomäne „iphone.org“. 2004 begann die Entwicklung des späteren iPhones unter dem Codenamen „Project Purple“; das Apple-interne Programm zum Flashen von iPhones und iPhone-Prototypen heißt deshalb Purple Restore, und das Programm zum Einrichten des iPhone seit iOS 5 Purple Buddy. Während der Entwicklung wurde das Projekt selbst vor vielen Apple-Mitarbeitern geheim gehalten, es wurde sogar eine Benutzeroberfläche namens SkankPhone entwickelt, um nicht die eigentliche Oberfläche namens SpringBoard allen Mitarbeitern am Project Purple zeigen zu müssen. Für den endgültigen Namen des Smartphones waren einige Bezeichnungen im Gespräch. So hätte es TelePod, ein Kofferwort mit den beiden Begriffen Telephone und iPod, oder Mobi, die Kurzform von mobile, heißen können. Außerdem war der Vorschlag TriPod im Gespräch, der die drei Hauptfunktionen des Handys (iPod, Telefon und Internet) beschreiben sollte. Eine weitere Namensidee war iPad, die dann ab 2010 für das Tablet von Apple verwendet wurde.
Nach Angaben von Steve Jobs wurden während der Entwicklung des iPhone über 300 Patente und Geschmacksmuster angemeldet, unter anderem die Multi-Touch-Funktion und die Entsperrtechnik slide to unlock (Zum Entsperren streichen).
Im September 2005 stellte Steve Jobs das Motorola ROKR E1 vor, das als erstes Mobiltelefon mit Apples Mediensoftware iTunes synchronisiert werden konnte. Schon kurz darauf sickerte jedoch durch, dass er mit dem ROKR unzufrieden sei, weil es als Fremdprodukt nicht in die Designlinie der Apple-Produktpalette passte. Diese Einschätzung wurde im September 2006 von Apple durch den Entzug der ROKR-Unterstützung bei iTunes bestätigt. Stattdessen wurde eine weitere iTunes-Aktualisierung mit Unterstützung für ein noch unbekanntes Mobiltelefon veröffentlicht, das offensichtlich nicht nur Audio-, sondern auch Video- und Bilddateien wiedergeben können sollte. Dies führte in verschiedenen Medien zu Spekulationen über ein zu erwartendes Apple-Mobiltelefon, die bis zum Jahresende 2006 immer konkreter wurden.

### Vorstellung

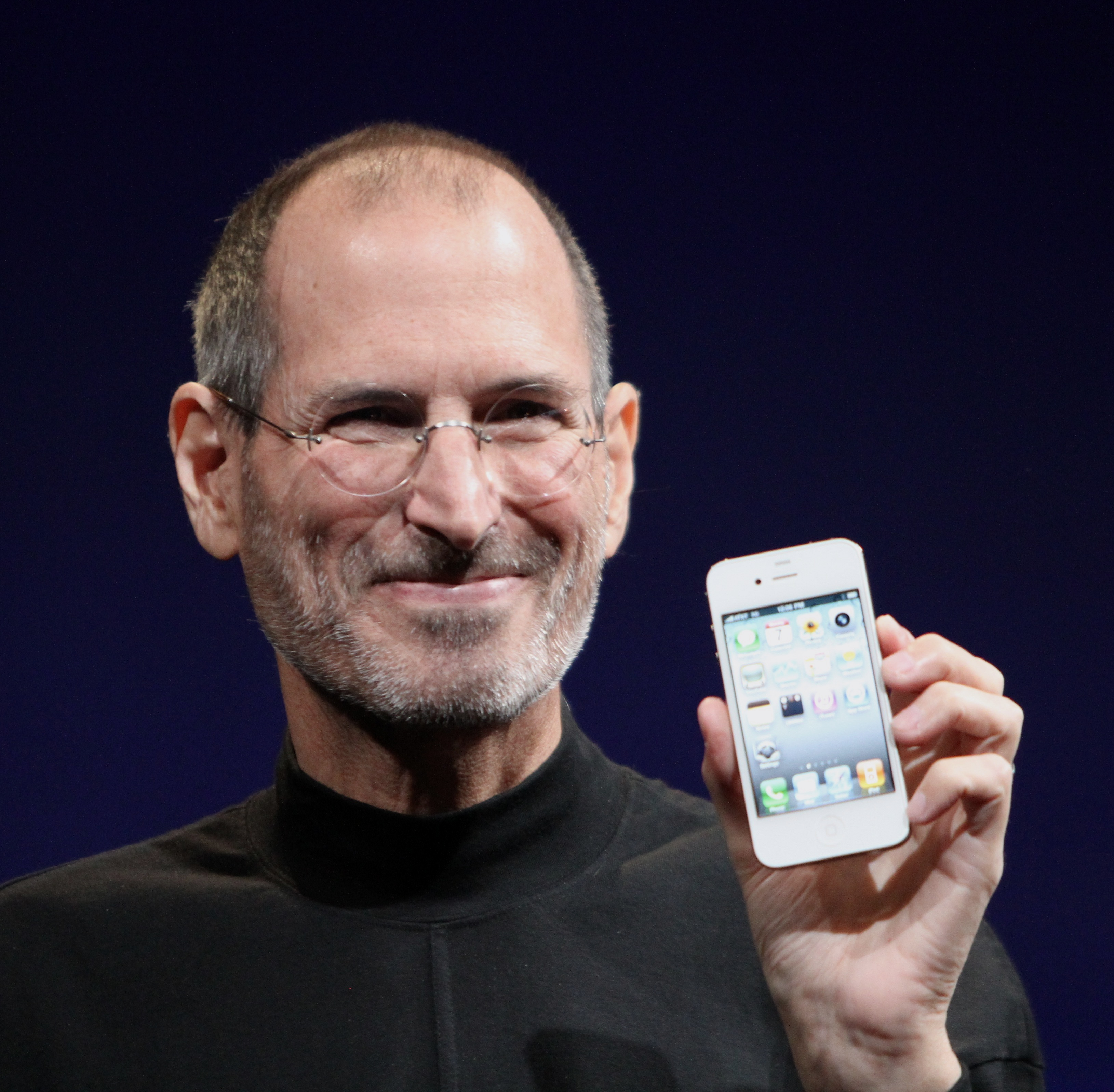
Steve Jobs präsentiert das iPhone 4

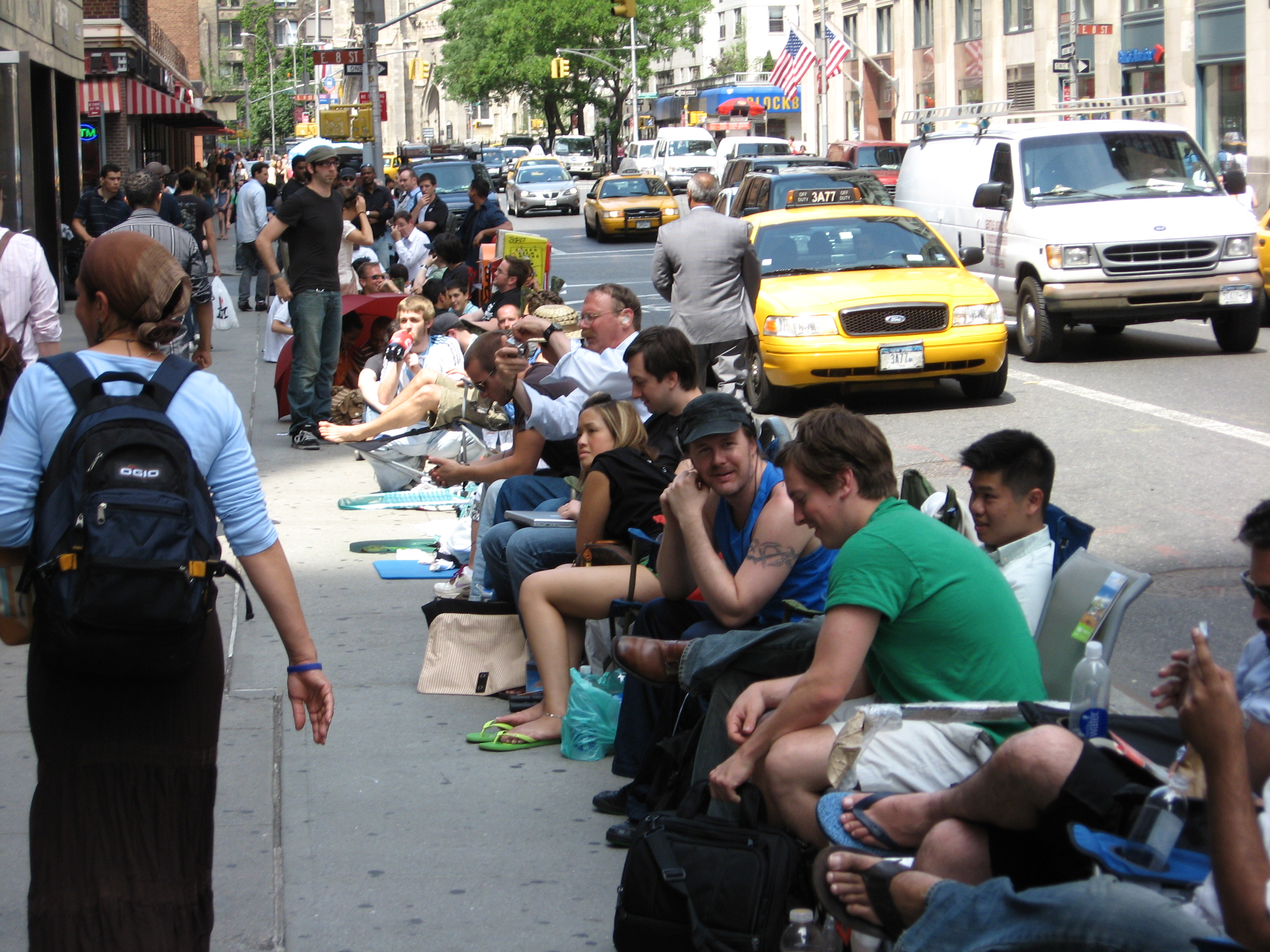
Wartende iPhone-Interessenten am 29. Juni 2007 vor einem AT&T-Store in New York City

Schließlich wurde die erste iPhone-Generation (auch genannt: iPhone Classic, iPhone 2G) am 9. Januar 2007 auf der Macworld Conference & Expo in San Francisco vorgestellt. Dabei pries Steve Jobs die einfach zu bedienende und trotzdem funktionelle Benutzeroberfläche an. Da die virtuelle Software-Tastatur nur bei Bedarf eingeblendet wird, entsteht mehr Platz für Inhalte auf dem Bildschirm.
Anfang Juni 2007 wurde der Verkaufsbeginn in den Vereinigten Staaten am 29. Juni durch die Ausstrahlung eines Fernsehwerbespots angekündigt. Vorerst waren die Geräte nur in den Apple Stores und Verkaufsstellen von AT&T erhältlich. In Deutschland, Frankreich und in Großbritannien wurde das Gerät ab November 2007 angeboten, 2008 folgten Österreich und Irland. In Deutschland begann der Vertrieb ausschließlich über die heutige Telekom zum Preis von 399 Euro, gekoppelt mit einem auf das Telekom-Netz beschränkten SIM-Lock, im Gegenzug beteiligte die Telekom Apple an den monatlichen Umsätzen.
Der Verkauf der Nachfolgegeneration, des iPhone 3G, startete am 11. Juli 2008 parallel in 21 Ländern, darunter Deutschland, Österreich und der Schweiz. Vorgestellt worden war die zweite Geräte-Generation am 9. Juni 2008 im Rahmen der WWDC 2008. Neu waren unter anderem GPS-Ortung, die Unterstützung neuer Mobilfunkstandards sowie die Rückseite aus schwarzem Kunststoff.
Die dritte iPhone-Generation, das iPhone 3GS, wurde etwa ein Jahr später, am 8. Juni 2009 vorgestellt. Neuerungen waren vor allem die bessere Kamera, der digitale Kompass sowie der schnellere Prozessor. Das Design des Geräts blieb bis auf den Schriftzug auf der Rückseite unverändert. Der Verkauf in Europa startete im Juni. Das S in der Modellbezeichnung steht für speed (engl. für ‚Geschwindigkeit‘).
Mit der Veröffentlichung des iPhone 4 erlangte die iPhone-Reihe die bis dahin größte Bekanntheit – nach der Vorstellung auf der WWDC am 7. Juni 2010 ging das Smartphone laut Apple an den ersten drei Verkaufstagen 1,7 Mio. Mal über die Ladentheke. Das Aussehen wurde von Grund auf verändert, die Vorder- und Rückseite bestehen aus flachem Glas. Neu sind zudem das hochauflösende Retina-Display und eine Frontkamera für Videotelefonate. In die Kritik geriet das iPhone 4 wegen seiner Empfangsprobleme, die bei zu festem Umklammern des Gehäuses auftraten.
Das iPhone 4s wurde am 4. Oktober 2011, einen Tag bevor Steve Jobs verstarb, vorgestellt. Es kam am 14. Oktober 2011 auf den Markt. Neu war vor allem der Spracherkennungsassistent Siri, der in diesem Gerät erstmals zur Verfügung steht. Im Design unterscheidet sich das Gerät nur geringfügig vom Vorgänger. Das S in der Modellbezeichnung steht für Siri.
Das iPhone 5 wurde am 12. September 2012 vorgestellt. Der Bildschirm wurde vergrößert, trotzdem ist es dünner und leichter als der Vorgänger. Als SoC kommt Apples A6-Chip zum Einsatz.
Das iPhone 5s wurde am 10. September 2013 vorgestellt und am 20. September auf den Markt gebracht. Bei nahezu gleichem Design wie der Vorgänger iPhone 5 bietet es den schnelleren A7-Chip sowie Neuerungen im Kamerasystem (TrueTone-Blitz, größeres Objektiv, SlowMotion-Mode). Hauptaugenmerk dieser Version ist ein in der Home-Taste integrierter Fingerabdruckscanner (Touch ID) und die neue Farbvariante Gold.
Gleichzeitig mit dem iPhone 5s stellte Apple ein zweites iPhone-Modell vor, das iPhone 5c. Bei nahezu identischer Hardware wie das iPhone 5 ist es äußerlich einfacher gestaltet und verfügt wie das ältere iPhone 3G über eine Kunststoffrückseite in verschiedenen Farbvarianten.
Das iPhone 6 wurde am 9. September 2014 in zwei Versionen mit 4,7 Zoll (iPhone 6) und 5,5 Zoll (iPhone 6 Plus) Displaygröße vorgestellt. Neben größeren Displays gibt es einige Detailverbesserungen bei der Kamera und ein integriertes Barometer zur Erfassung der Höhe, das präziser und unabhängig vom GPS-Empfang arbeitet. Erstmals wurde ein NFC-Modul zur ausschließlichen Nutzung von Apple Pay eingebaut. Im Juli 2024 wurde bekannt, dass Apple anderen Entwicklern von mobilen Geldbörsen und Zahlungsdiensten kostenlosen Zugang zum NFC-Chip seiner Geräte fürs kontaktlose Bezahlen innerhalb des Europäischen Wirtschaftsraum (EWR) gewähren muss.
Am 9. September 2015 wurde genau ein Jahr nach dem iPhone 6 der Nachfolger, das iPhone 6s, vorgestellt. Mit ihm zusammen wurde wieder eine 5,5-Zoll-Variante mit dem Namen iPhone 6s Plus angekündigt. Es besitzt ein druckempfindliches Display mit dem Namen 3D Touch und unterstützt den neuesten Bluetooth-Standard 4.2. Der Prozessor im Apple-A9-SoC soll laut Apple bis zu 70 % schneller arbeiten und die integrierte Grafikeinheit um bis zu 80 % schneller sein als die Vorgängergeneration. Die Kameras wurden beidseitig mit höheren Auflösungen verbessert, wobei die rückseitige iSight-Kamera auch 4K-Videos aufnehmen kann. Die Touch-ID-Home-Taste soll nun den Fingerabdruck schneller erkennen. Das Design wurde weitestgehend vom iPhone 6 übernommen, kleinere Unterschiede sind ein S-Logo auf der Rückseite und die neue Farbvariante Roségold.
Am 21. März 2016 stellte Apple das 4-Zoll-Gerät iPhone SE vor, das bei Abmessungen und Design wie dem iPhone 5s über ähnliche technische Spezifikationen wie das iPhone 6s verfügt.
Das iPhone 7 und iPhone 7 Plus wurden am 7. September 2016 vorgestellt. Das Design blieb weitestgehend identisch zum Vorgänger iPhone 6s; durch Verzicht auf einen Kopfhörerausgang ist das Gehäuse nun spritzwassergeschützt. Die Kamera hat eine optische Bildstabilisierung; durch eine zusätzliche Teleobjektiv-Kamera mit 2x-Zoom-Funktion ermöglicht das größere iPhone 7 Plus einen Bokeh-Effekt. Zur Verbesserung der Akkulaufzeit besitzt der Quad-Core-Prozessor A10 Fusion je zwei Kerne für leistungsstarke Aufgaben und zwei für hohe Effizienz.
Am 12. September 2017 wurden von Apple drei neue Geräte vorgestellt: das iPhone 8, das iPhone 8 Plus und das iPhone X. Alle drei Geräte haben ein SoC, das von Apple als A11 Bionic Chip bezeichnet wird; wie auch das iPhone 4 und 4s haben alle drei Geräte eine Glasrückseite. Die Rückkamera der Geräte kann Videos mit einer Auflösung von 4K und einer Bildwiederholrate von bis zu 60 Hz aufzeichnen. Das iPhone X hat anders als die Vorgängergeräte einen Bildschirm, der die gesamte Vorderseite umfasst, ohne dass es einen Rand gibt. Erstmals verzichtete Apple auf die Home-Taste. Der Fingerabdrucksensor Touch ID wurde durch die Gesichtserkennung Face ID ersetzt. Der Verkauf startete am 3. November 2017.
Am 12. September 2018 wurden von Apple wieder drei neue Geräte vorgestellt: das iPhone XR, das iPhone XS sowie das iPhone XS Max. Alle drei Geräte sind mit dem neuen Prozessor, Apple A12 Bionic, ausgestattet. Im Gegensatz zum Vorgänger iPhone X gab es beim iPhone XS keine optischen Änderungen. Das iPhone XR ist das günstigste der drei neuen Modelle. Es ist schwächer ausgestattet, besitzt keine Dualkamera und hat ein LCD.
Am 10. September 2019 wurden iPhone 11, iPhone 11 Pro und iPhone 11 Pro Max mit A13 Bionic SoC vorgestellt. Das Design des iPhone 11 folgt dem iPhone XR mit 6,1 Zoll LCD; das Design des iPhone 11 Pro und des iPhone 11 Pro Max folgt iPhone XS und XS Max mit 5,8 Zoll bzw. 6,5 Zoll OLED. Die drei iPhones der 11er Baureihe verfügen gegenüber ihren Vorgängern über ein zusätzliches Ultraweitwinkelobjektiv und haben einen Nachtmodus für bessere Aufnahmen bei geringem Umgebungslicht.
Am 15. April 2020 folgte die Vorstellung des iPhone SE (2. Generation) im von iPhone 6 bis 8 bekannten Design mit 4,7 Zoll Displaygröße und Home-Taste. Es verfügt mit dem A13 Bionic SoC im Kern über die gleiche Technik wie die iPhone 11 Baureihe, wird aber mit Touch ID statt Face ID entsperrt und zu einem günstigeren Preis angeboten.
Am 13. Oktober 2020 wurden iPhone 12, iPhone 12 mini, iPhone 12 Pro und iPhone 12 Pro Max mit A14 Bionic SoC und Unterstützung für 5G-Netze vorgestellt. Das kantigere Design der Baureihe stellt die erste wesentliche Überarbeitung seit dem Design des iPhone X dar. Alle Geräte verfügen über ein OLED; die Displaygrößen reichen von 5,4 Zoll des iPhone 12 Mini über 6,1 Zoll des iPhone 12 und 12 Pro bis zu 6,7 Zoll des iPhone 12 Pro Max. Alle Geräte verfügen über einen MagSafe Anschluss, der zum drahtlosen Aufladen dient. Vorstellung und Lieferstart der Baureihe waren wegen der COVID-19-Pandemie verzögert.
Am 14. September 2021 wurden iPhone 13, iPhone 13 mini, iPhone 13 Pro und iPhone 13 Pro Max mit A15 Bionic SoC, neuen Kamerasystemen und längerer Akkulaufzeit vorgestellt.
Am 7. September 2022 wurden iPhone 14, iPhone 14 Plus, iPhone 14 Pro und iPhone 14 Pro Max vorgestellt. Alle Modelle können einen Notruf über eine Satelliten-Verbindung absetzen. Die Pro-Modelle verfügen über den A16 Bionic SoC, ein Kamerasystem mit 48-Megapixel-Sensor und ein Always-On-Display; die im Display eingebauten Sensoren integriert Apple als Dynamic Island in das Bedienkonzept von iOS 16.
Am 12. September 2023 wurden das iPhone 15, 15 Plus, 15 Pro und 15 Pro Max mit USB-C-Anschluss vorgestellt. Anders als bei den Vorgängern verwendet Apple bei den Pro-Modellen statt Edelstahl nun Titan.
Am 9. September 2024 wurden iPhone 16, iPhone 16 Plus, iPhone 16 Pro und iPhone 16 Pro Max vorgestellt. Neu ist eine Taste zur Kamerasteuerung und die Integration von Apple Intelligence nach Veröffentlichung.
Am 19. Februar 2025 wurde das iPhone 16e vorgestellt; es enthält den von Apple entworfenen Modem-Chip C1.

### Produktionsstandorte und Zulieferer
Das iPhone wird in China von verschiedenen EMS-Anbietern endmontiert. Das erste iPhone wurde einzig vom Weltmarktführer Foxconn produziert. Ab dem iPhone 6 holte Apple zudem das Unternehmen Pegatron ins Boot. So produzierten Foxconn und Pegatron das iPhone 7, für das iPhone 7 Plus wurde Wistron zusätzlich zu Foxconn beauftragt.
Die taiwanischen iPhone-Hersteller Foxconn, Pegatron und Wistron haben 2020 angekündigt, die Produktion (iPhone 12) in Indien auszubauen.
Wistron produziert aktuelle iPhones seit August 2020 am neuen Standort in Kolar, im Teilstaat Karnataka, wo es kurz darauf, im Dezember, zu Ausschreitungen kam – die Arbeiter protestierten gegen die Arbeitsbedingungen und weil sie keinen oder zu wenig Lohn erhalten haben.
Wistron produzierte schon iPhone 6s, SE und 7 in Bengaluru.
Pegatron eröffnet Ende 2021 seine Produktion in Chennai, Teilstaat Tamil Nadu.
Foxconn produziert nach iPhone XR auch iPhone 11 in Chennai.
Die nachfolgend aufgelisteten Hersteller liefern eine oder mehrere iPhone-Baugruppen:
Alps Denki (Kompass), Authentec (Touch-ID-Sensor), Bosch (Beschleunigungssensor), Broadcom (Touchscreen-Controller, Controller-Chips, Hochfrequenz-Modul), Cirrus Logic (Audio-Chipsatz), Corning (Bildschirm), Fairchild (Halbleiter), Globalfoundries (Chipsatz, Prozessor), Green Point (Kunststoffhülle des iPhone 5c), GT Advanced Technologies (Bildschirm), Hi-P (Kunststoffhülle des iPhone 5c), Huizhou Desay Battery (Akkumulator), Japan Display (Bildschirm), LG Display (Bildschirm), Maxim Integrated (Halbleiter), NXP Semiconductors (Mixed-Signal-Chip, NFC-Chip), OmniVision (Frontkamera), PMC-Sierra (integrierte Schaltkreise), Qorvo (Sender, Verstärker), Qualcomm (Modem/Baseband-Prozessor, Hochfrequenz-Modul), Intel (Modem/Baseband-Prozessor), RF Micro Devices (Hochfrequenz-Modul), Samsung (Akkumulator, Chipsatz, Prozessor, Flash-Speicher), Sharp (Display), Skyworks (Sender, Verstärker), SK Hynix (DRAM), Sony (Kamera), STMicroelectronics (Gyroskop), TDK (Induktionsspulen), Texas Instruments (Halbleiter), Toshiba (Flash-Speicher), TriQuint Semiconductor (Hochfrequenz-Modul), TSMC (Chipsatz, Kamera, Touch ID-Sensor, Prozessor, DRAM), Win Semiconductors (Hochfrequenz-Modul), Xintec (Touch ID-Sensor).

### Markteinführungen und Vertrieb
Der iPhone-Verkaufsstart in den Vereinigten Staaten war am 29. Juni 2007. Das Mobiltelefon wurde in den USA ausschließlich in Kooperation mit dem amerikanischen Mobilfunkkonzern AT&T Wireless angeboten. In Europa wurde das Gerät ab dem 9. November 2007 verkauft; zuerst in Deutschland und Großbritannien, ab dem 28. November in Frankreich und ab dem 14. März 2008 in Österreich und Irland. In Deutschland und Österreich war das iPhone ausschließlich bei der Telekom erhältlich.
In fast allen Ländern, in denen das iPhone 3G verfügbar war, begann der Verkauf parallel am 11. Juli 2008. Innerhalb der ersten drei Tage konnte Apple eine Million Geräte verkaufen.
Verkaufsstart des iPhone 3GS war am 19. Juni 2009, unter anderem in den USA und Deutschland. Bis zum Oktober 2009 war das iPhone 3GS auch in China und November 2009 in Südkorea erhältlich; damit war das Gerät in insgesamt 86 Ländern erhältlich. Innerhalb der ersten drei Tage konnte Apple wie beim Vorgänger eine Million Geräte verkaufen.
Zum Verkaufsstart des iPhone 4 stellten sich besonders im Ausland viele Menschen an den Apple Stores an. Der Verkauf begann in den USA, Frankreich, Großbritannien, Japan und Deutschland am 24. Juni 2010. In den ersten drei Tagen wurden über 1,7 Millionen iPhone 4 abgesetzt. Jedoch war das Modell kurze Zeit später ausverkauft, weitere Exemplare waren erst einen Monat später verfügbar.
In Deutschland lagen die exklusiven Vertriebsrechte des iPhone bis zum 27. Oktober 2010 bei der Telekom. Seitdem ist das iPhone auch bei Vodafone, O2 und Apple direkt erhältlich. Auch in der Schweiz bieten es alle größeren Netzbetreiber an.
Seit dem 29. November 2010 bieten in Österreich neben Magenta Telekom auch die Netzbetreiber 3 und A1 Telekom Austria und Apple selbst das iPhone an.
Obwohl viele über die geringen Änderungen beim iPhone 4s enttäuscht waren, stellten sich rund 1000 Menschen am Apple Store in Frankfurt am Main an, um das iPhone 4s zu erwerben. Apple verkaufte innerhalb des ersten Wochenendes vier Millionen Geräte.
Auch zum Verkaufsstart des iPhone 5 stellten sich Hunderte bei herbstlichen Temperaturen an den Apple Stores an. Dabei wurden innerhalb des ersten Verkaufswochenendes über fünf Millionen Geräte verkauft.
Der Verkaufsstart von iPhone 5c und iPhone 5s war am 20. September 2013, u. a. in den USA, Deutschland und China. Am ersten Verkaufswochenende wurden über neun Millionen Geräte verkauft.
Das iPhone 6 und iPhone 6 Plus konnten ab dem 19. September 2014 erworben werden. Apple gab dabei bekannt, dass die Modelle in den ersten 24 Stunden insgesamt vier Millionen Mal vorbestellt wurden und am ersten Verkaufswochenende über zehn Millionen Geräte veräußert wurden.
Seit dem 25. September 2015 sind das iPhone 6s und iPhone 6s Plus erhältlich, welche sich am ersten Verkaufswochenende über 13 Millionen Mal verkaufen konnten.
Das iPhone SE der 1. Generation ist seit dem 31. März 2016 erhältlich.
Erstmals wurden zum Verkaufsstart am 16. September 2016 keine offiziellen Verkaufszahlen zum iPhone 7 und iPhone 7 Plus veröffentlicht, da laut Apple aufgrund der hohen Nachfrage bereits absehbar war, dass die Telefone ausverkauft sein würden und die Statistik somit verfälscht werden würde. T-Mobile US gab jedoch bekannt, dass die Anzahl der Vorbestellungen die des iPhone 6s und iPhone 6s Plus um das Vierfache übersteigen.
Im Juli 2014 ging Apple mit IBM eine Partnerschaft im Geschäftskundenbereich ein. Im Rahmen dieser Partnerschaft entwickelt IBM branchenspezifische Anwendungen und Apps exklusiv für iPhone und iPad; zudem arbeiten beide Firmen bei Vertrieb, Verwaltung und Support der iOS-Geräte zusammen.
Übersicht aller verkauften iPhone-Modelle für den deutschsprachigen Raum mit Verkaufsstart und -preis
| Version                   | Land                             | Verkaufsstart      | Preis 1)    | Preis inflationsbereinigt     |
| ------------------------- | -------------------------------- | ------------------ | ----------- | ----------------------------- |
| iPhone                    | Deutschland                      | 9. November 2007   | —           | —                             |
| iPhone                    | Österreich                       | 14. März 2008      | —           | —                             |
| iPhone                    | Schweiz, Liechtenstein           | nicht erhältlich   | —           | —                             |
| iPhone 3G                 | Deutschland, Österreich, Schweiz | 11. Juli 2008      | —           | —                             |
| iPhone 3G                 | Liechtenstein                    | 22. August 2008    | —           | —                             |
| iPhone 3GS                | Deutschland                      | 19. Juni 2009      | ab 519 EUR  | 710 EUR                       |
| iPhone 3GS                | Schweiz                          | 19. Juni 2009      | ab 629 CHF  | 630 CHF                       |
| iPhone 3GS                | Österreich                       | 26. Juni 2009      | ab 519 EUR  | 620 EUR                       |
| iPhone 3GS                | Liechtenstein                    | Juli 2009          | —           | —                             |
| iPhone 4                  | Deutschland                      | 24. Juni 2010      | ab 629 EUR  | 851 EUR                       |
| iPhone 4                  | Österreich                       | 30. Juli 2010      | ab 629 EUR  | 743 EUR                       |
| iPhone 4                  | Schweiz, Liechtenstein           | 30. Juli 2010      | ab 769 CHF  | 765 CHF                       |
| iPhone 4s                 | Deutschland                      | 14. Oktober 2011   | ab 629 EUR  | 834 EUR                       |
| iPhone 4s                 | Österreich                       | 28. Oktober 2011   | ab 629 EUR  | 719 EUR                       |
| iPhone 4s                 | Schweiz, Liechtenstein           | 28. Oktober 2011   | ab 649 CHF  | 644 CHF                       |
| iPhone 5                  | Deutschland                      | 21. September 2012 | ab 679 EUR  | 882 EUR                       |
| iPhone 5                  | Österreich                       | 28. September 2012 | ab 679 EUR  | 758 EUR                       |
| iPhone 5                  | Schweiz, Liechtenstein           | 28. September 2012 | ab 729 CHF  | 729 CHF                       |
| iPhone 5s                 | Deutschland                      | 20. September 2013 | ab 699 EUR  | 896 EUR                       |
| iPhone 5s                 | Österreich                       | 25. Oktober 2013   | ab 699 EUR  | 765 EUR                       |
| iPhone 5s                 | Schweiz Liechtenstein            | 25. Oktober 2013   | ab 779 CHF  | 780 CHF                       |
| iPhone 5c                 | Deutschland                      | 20. September 2013 | ab 599 EUR  | 768 EUR                       |
| iPhone 5c                 | Österreich                       | 25. Oktober 2013   | ab 599 EUR  | 656 EUR                       |
| iPhone 5c                 | Schweiz, Liechtenstein           | 25. Oktober 2013   | ab 649 CHF  | 650 CHF                       |
| iPhone 6                  | Deutschland                      | 19. September 2014 | ab 699 EUR  | 887 EUR                       |
| iPhone 6                  | Österreich                       | 26. September 2014 | ab 699 EUR  | 752 EUR                       |
| iPhone 6                  | Schweiz, Liechtenstein           | 26. September 2014 | ab 759 CHF  | 760 CHF                       |
| iPhone 6 Plus             | Deutschland                      | 19. September 2014 | ab 799 EUR  | 1.014 EUR                     |
| iPhone 6 Plus             | Österreich                       | 26. September 2014 | ab 799 EUR  | 860 EUR                       |
| iPhone 6 Plus             | Schweiz, Liechtenstein           | 26. September 2014 | ab 879 CHF  | 881 CHF                       |
| iPhone 6s                 | Deutschland                      | 25. September 2015 | ab 739 EUR  | 933 EUR                       |
| iPhone 6s                 | Österreich                       | 9. Oktober 2015    | ab 739 EUR  | 788 EUR                       |
| iPhone 6s                 | Schweiz, Liechtenstein           | 9. Oktober 2015    | ab 759 CHF  | 769 CHF                       |
| iPhone 6s Plus            | Deutschland                      | 25. September 2015 | ab 849 EUR  | 1.072 EUR                     |
| iPhone 6s Plus            | Österreich                       | 9. Oktober 2015    | ab 849 EUR  | 906 EUR                       |
| iPhone 6s Plus            | Schweiz, Liechtenstein           | 9. Oktober 2015    | ab 879 CHF  | 891 CHF                       |
| iPhone SE (1. Generation) | Deutschland                      | 24. März 2016      | ab 489 EUR  | 614 EUR                       |
| iPhone SE (1. Generation) | Österreich                       | 29. März 2016      | ab 479 EUR  | 506 EUR                       |
| iPhone SE (1. Generation) | Schweiz                          | 29. März 2016      | ab 479 CHF  | 488 CHF                       |
| iPhone 7                  | Deutschland, Österreich          | 16. September 2016 | ab 759 EUR  | 953 EUR (DE) 802 EUR (AT)     |
| iPhone 7                  | Schweiz                          | 16. September 2016 | ab 759 CHF  | 773 CHF                       |
| iPhone 7                  | Liechtenstein                    | 23. September 2016 | —           | —                             |
| iPhone 7 Plus             | Deutschland, Österreich          | 16. September 2016 | ab 899 EUR  | 1.129 EUR (DE) 950 EUR (AT)   |
| iPhone 7 Plus             | Schweiz                          | 16. September 2016 | ab 899 CHF  | 915 CHF                       |
| iPhone 7 Plus             | Liechtenstein                    | 23. September 2016 | —           | —                             |
| iPhone 8                  | Deutschland, Österreich          | 22. September 2017 | ab 799 EUR  | 989 EUR (DE) 827 EUR (AT)     |
| iPhone 8                  | Schweiz, Liechtenstein           | 22. September 2017 | ab 839 CHF  | 850 CHF                       |
| iPhone 8 Plus             | Deutschland, Österreich          | 22. September 2017 | ab 909 EUR  | 1.125 EUR (DE) 941 EUR (AT)   |
| iPhone 8 Plus             | Schweiz, Liechtenstein           | 22. September 2017 | ab 959 CHF  | 971 CHF                       |
| iPhone X                  | Deutschland, Österreich          | 3. November 2017   | ab 1149 EUR | 1.422 EUR (DE) 1.190 EUR (AT) |
| iPhone X                  | Schweiz, Liechtenstein           | 3. November 2017   | ab 1199 CHF | 1.214 CHF                     |
| iPhone XS                 | Deutschland, Österreich          | 21. September 2018 | ab 1149 EUR | 1.397 EUR (DE) 1.166 EUR (AT) |
| iPhone XS                 | Schweiz, Liechtenstein           | 21. September 2018 | ab 1199 CHF | 1.202 CHF                     |
| iPhone XS Max             | Deutschland, Österreich          | 21. September 2018 | ab 1249 EUR | 1.518 EUR (DE) 1.268 EUR (AT) |
| iPhone XS Max             | Schweiz, Liechtenstein           | 21. September 2018 | ab 1299 CHF | 1.303 CHF                     |

| Version | Land                    | Verkaufsstart      | Preis 1)       | Preis inflationsbereinigt     |
| --- | ----------------------- | ------------------ | -------------- | ----------------------------- |
| iPhone XR | Deutschland, Österreich | 26. Oktober 2018   | ab 849 EUR     | 1.032 EUR (DE) 862 EUR (AT)   |
| iPhone XR | Schweiz, Liechtenstein  | 26. Oktober 2018   | ab 879 CHF     | 882 CHF                       |
| iPhone 11 Pro | Deutschland, Österreich | 20. September 2019 | ab 1149 EUR    | 1.377 EUR (DE) 1.149 EUR (AT) |
| iPhone 11 Pro | Schweiz, Liechtenstein  | 20. September 2019 | ab 1199 CHF    | 1.199 CHF                     |
| iPhone 11 Pro Max                                                                                                 | Deutschland, Österreich | 20. September 2019 | ab 1249 EUR    | 1.497 EUR (DE) 1.249 EUR (AT) |
| iPhone 11 Pro Max                                                                                                 | Schweiz, Liechtenstein  | 20. September 2019 | ab 1299 CHF    | 1.299 CHF                     |
| iPhone 11 | Deutschland, Österreich | 20. September 2019 | ab 799 EUR     | 958 EUR (DE) 799 EUR (AT)     |
| iPhone 11 | Schweiz, Liechtenstein  | 20. September 2019 | ab 809 CHF     | 809 CHF                       |
| iPhone SE (2. Generation)                                                                                         | Deutschland, Österreich | 17. April 2020     | ab 479 EUR     | 571 EUR (DE) 479 EUR (AT)     |
| iPhone SE (2. Generation)                                                                                         | Schweiz, Liechtenstein  | 17. April 2020     | ab 449 CHF     | 449 CHF                       |
| iPhone 12 mini | Deutschland             | 6. November 2020   | ab 778,85 EUR  | 929 EUR                       |
| iPhone 12 mini | Österreich              | 6. November 2020   | ab 799 EUR     | 799 EUR                       |
| iPhone 12 mini | Schweiz, Liechtenstein  | 6. November 2020   | ab 779 CHF     | 779 CHF                       |
| iPhone 12 | Deutschland             | 16. Oktober 2020   | ab 876,30 EUR  | 1.045 EUR                     |
| iPhone 12 | Österreich              | 16. Oktober 2020   | ab 899 EUR     | 899 EUR                       |
| iPhone 12 | Schweiz, Liechtenstein  | 16. Oktober 2020   | ab 879 CHF     | 879 CHF                       |
| iPhone 12 Pro | Deutschland             | 16. Oktober 2020   | ab 1120 EUR    | 1.336 EUR                     |
| iPhone 12 Pro | Österreich              | 16. Oktober 2020   | ab 1149 EUR    | 1.149 EUR                     |
| iPhone 12 Pro | Schweiz, Liechtenstein  | 16. Oktober 2020   | ab 1129 CHF    | 1.129 CHF                     |
| iPhone 12 Pro Max                                                                                                 | Deutschland             | 6. November 2020   | ab 1217,50 EUR | 1.452 EUR                     |
| iPhone 12 Pro Max                                                                                                 | Österreich              | 6. November 2020   | ab 1249 EUR    | 1.249 EUR                     |
| iPhone 12 Pro Max                                                                                                 | Schweiz, Liechtenstein  | 6. November 2020   | ab 1229 CHF    | 1.229 CHF                     |
| iPhone 13 mini | Deutschland, Österreich | 24. September 2021 | ab 799 EUR     | 924 EUR (DE) 799 EUR (AT)     |
| iPhone 13 mini | Schweiz, Liechtenstein  | 24. September 2021 | ab 779 CHF     | 779 CHF                       |
| iPhone 13 | Deutschland, Österreich | 24. September 2021 | ab 899 EUR     | 1.040 EUR (DE) 899 EUR (AT)   |
| iPhone 13 | Schweiz, Liechtenstein  | 24. September 2021 | ab 879 CHF     | 879 CHF                       |
| iPhone 13 Pro | Deutschland, Österreich | 24. September 2021 | ab 1149 EUR    | 1.329 EUR (DE) 1.149 EUR (AT) |
| iPhone 13 Pro | Schweiz, Liechtenstein  | 24. September 2021 | ab 1129 CHF    | 1.129 CHF                     |
| iPhone 13 Pro Max                                                                                                 | Deutschland, Österreich | 24. September 2021 | ab 1249 EUR    | 1.445 EUR (DE) 1.249 EUR (AT) |
| iPhone 13 Pro Max                                                                                                 | Schweiz, Liechtenstein  | 24. September 2021 | ab 1229 CHF    | 1.229 CHF                     |
| iPhone SE (3. Generation)                                                                                         | Deutschland, Österreich | 18. März 2022      | ab 519 EUR     | 562 EUR (DE) 519 EUR (AT)     |
| iPhone SE (3. Generation)                                                                                         | Schweiz, Liechtenstein  | 18. März 2022      | ab 479 CHF     | 479 CHF                       |
| iPhone 14 | Deutschland, Österreich | 7. September 2022  | ab 999 EUR     | 1.081 EUR (DE) 999 EUR (AT)   |
| iPhone 14 | Schweiz, Liechtenstein  | 7. September 2022  | ab 929 CHF     | 929 CHF                       |
| iPhone 14 Pro | Deutschland, Österreich | 7. September 2022  | ab 1299 EUR    | 1.406 EUR (DE) 1.299 EUR (AT) |
| iPhone 14 Pro | Schweiz, Liechtenstein  | 7. September 2022  | ab 1179 CHF    | 1.179 CHF                     |
| iPhone 15 | Deutschland, Österreich | 22. September 2023 | ab 949 EUR     | 949 EUR                       |
| iPhone 15 | Schweiz, Liechtenstein  | 22. September 2023 | ab 849 CHF     | 849 CHF                       |
| iPhone 15 Pro | Deutschland, Österreich | 22. September 2023 | ab 1199 EUR    | 1199 EUR                      |
| iPhone 15 Pro | Schweiz, Liechtenstein  | 22. September 2023 | ab 1079 CHF    | 1079 CHF                      |
| iPhone 16 | Deutschland, Österreich | 20. September 2024 | ab 949 EUR     |                               |
| iPhone 16 | Schweiz                 | 20. September 2024 | ab 849 CHF     |                               |
| iPhone 16 Pro | Deutschland, Österreich | 20. September 2024 | ab 1199 EUR    |                               |
| iPhone 16 Pro | Schweiz                 | 20. September 2024 | ab 1049 CHF    |                               |
| iPhone 16e | Deutschland, Österreich | 28. Februar 2025   | ab 699 EUR     |                               |
| iPhone 16e | Schweiz                 | 28. Februar 2025   | ab 629 CHF     |                               |
| 1) Preis bei Apple zur Einführung, Liechtenstein: Wird durch Apple Schweiz abgedeckt, die dortigen Preise gelten. |                         |                    |                |                               |

Zeitleiste aller iPhone-Modelle und Ausstattungsvarianten

### Juristische Auseinandersetzungen

#### Verkauf mit Vertragsbindung
Am 19. November 2007 erwirkte Telekom-Konkurrent Vodafone (D2) beim Landgericht Hamburg eine einstweilige Verfügung gegen den Exklusivvertrieb des iPhone in Deutschland. Vodafone-Geschäftsführer Friedrich Joussen erklärte, man wolle nicht den Vertrieb an sich verbieten lassen, sondern nur den Verkauf des Gerätes ohne zwangsweise Vertragsbindung ermöglichen. Vodafone selbst hatte sich im Sommer 2007 aus den Vertragsverhandlungen mit Apple zurückgezogen, nachdem Apple eine Umsatzbeteiligung von rund einem Drittel verlangt hatte. Die Telekom kündigte am 20. November 2007 Einspruch an, das Unternehmen wolle sich aber bis zu einer endgültigen Entscheidung an die Auflagen der Verfügung halten. In dieser heißt es unter anderem, dass das iPhone nicht mehr verkauft werden darf, „wenn es nur in Verbindung mit dem Abschluss eines Mobilfunkvertrages […] mit einer Mindestvertragslaufzeit von 24 Monaten angeboten […] wird.“ Der Mobilfunk-Anbieter debitel legte ebenfalls am 20. November 2007 wegen der Telekom-Vertragsgestaltung Beschwerde bei der Bundesnetzagentur ein. Bereits am Tag danach korrigierte die Telekom ihr Vertriebsmodell: Vertragsgebundene Geräte würden weiterhin für 399 Euro verkauft, zusätzlich bestehe jedoch die Möglichkeit, für 999 Euro ein iPhone ohne SIM-Lock zu erwerben, das in allen Mobilfunknetzen eingesetzt werden könne. Geräte, die in der 47. Kalenderwoche bereits verkauft wurden, könnten kostenlos entsperrt werden. Am 4. Dezember 2007 hob das Landgericht Hamburg seine einstweilige Verfügung wieder auf, anschließend erklärte die Telekom, dass ab sofort wieder nur noch vertragsgebundene iPhones verkauft würden. Der Vertrieb der SIM-Lock-freien Geräte wurde eingestellt. Gegen das Urteil wurde innerhalb der einmonatigen Frist keine Berufung eingelegt; es wurde somit im Januar 2008 rechtskräftig.
Verschiedene Händler verkauften das iPhone in Deutschland ohne Vertrag. Meist handelte es sich um Geräte, die aus dem EU-Ausland importiert wurden. Am 25. Juni 2009 startete der Mobilfunkprovider simyo die Petition Free iPhones. Die Initiative setzte sich für den freien Verkauf des iPhone ein, und zwar unabhängig von Anbietern, Tarifen und Netz. Die Petition wurde am 8. April 2010 durch simyo mit mehr als 25.000 abgegebenen Stimmen beendet und an Apple übergeben. Die Telekom wurde im August 2009 für die Aussage „exklusiv bei T-Mobile“ von einem Mitbewerber abgemahnt.
Seit der Einführung des ersten iPhones lagen die Exklusivvertriebsrechte des iPhone bei der Telekom. Seit dem 27. Oktober 2010 können jedoch iPhones mit oder ohne Vertragsbindung bzw. SIM-Lock auch bei den anderen deutschen Mobilfunkanbietern, wie Vodafone und Telefónica, bei Apple direkt oder im Einzelhandel erworben werden.

#### Namensstreit
Bereits 1996 brachte das Unternehmen Infogear Technology ein Tischtelefon mit E-Mail-Client unter dem Namen iPhone heraus und ließ dies markenrechtlich schützen. Das Unternehmen wurde im Jahr 2000 von Cisco Systems aufgekauft; damit ging auch das Markenrecht an iPhone in den USA auf Cisco über. Im Dezember 2006 gab dann Ciscos Tochterunternehmen Linksys die Markteinführung einer Produktfamilie von VoIP-Telefonen unter der Bezeichnung iPhone bekannt.
Nach einer Markenrechtsklage Ciscos gegen Apple vom 10. Januar 2007 erzielten die beiden Unternehmen am 22. Februar 2007 nach außergerichtlichen Verhandlungen eine Einigung, die vorsah, dass beide Unternehmen den Markennamen weltweit nutzen durften. Im Gegenzug wurde geprüft, ob eine Interoperabilität beider Unternehmen in den Bereichen Sicherheit sowie Kommunikation für Verbraucher und Geschäftskunden möglich sei.
Neben Cisco Systems beanspruchte auch das kanadische Unternehmen Comwave Telecom aus Toronto die Markenrechte an iPhone. Comwave Telecom vertreibt seit 2004 einen VoIP-Dienst einschließlich eigenen Mobilgeräts unter dieser Marke. Allerdings wurde von Comwave Telecom der Markenschutz in Kanada erst 2005 beantragt, aber das Canadian Intellectual Property Office (CIPO) hatte bislang die Rechte an iPhone noch nicht vergeben.
Im selben Jahr 2007, als das erste iPhone in den USA auf den Markt kam, ließ in China der Unternehmer Xintong Tiandi seine Marke „IPHONE“ für Lederwaren, etwa Hüllen für Mobiltelefone schützen. Da Apple die Marke iPhone in China (2002) zwar für Elektronikgeräte, jedoch nicht für Lederwaren schützen ließ und überdies die iPhone-Smartphones 2007 nicht allgemein in China bekannt waren, darf das chinesische Unternehmen seine Marke weiter führen, wurde im Mai 2016 höchstinstanzlich entschieden.
In Deutschland betreibt außerdem die Freenet AG einen VoIP-Dienst unter dem Namen iPhone.

#### Android-Smartphones
Einige Monate nach der Veröffentlichung des iPhone-Betriebssystems erschien Android, welches 2008 der einzige Konkurrent zum gestenbasierten iPhone-Betriebssystem war. Steve Jobs empfand Android als Plagiat und wollte dagegen kämpfen.

“I will spend my last dying breath if I need to, and I will spend every penny of Apple’s $40 billion in the bank, to right this wrong. I’m going to destroy Android, because it’s a stolen product. I’m willing to go thermonuclear war on this.”

„Notfalls werde ich meinen letzten Atemzug und jeden Penny der 40 Milliarden Dollar Apple-Bankguthaben dafür verausgaben, dieses Unrecht aus der Welt zu schaffen. Ich werde Android vernichten, denn es ist ein gestohlenes Produkt. Ich bin bereit, hierfür einen Atomkrieg zu führen.“

Apple verklagte die größten Android-Hersteller, wie Samsung und HTC, auf Patentverletzungen. Unter anderem soll Samsung das typische Design des iPhone durch abgerundete Ecken und App-Icons auf dem Home-Bildschirm nachgeahmt und einige Software-Funktionen kopiert haben. Samsung wehrte sich, indem beispielsweise die unrechtmäßige Nutzung von LTE im iPhone 5 angeklagt wurde. Apple und Samsung versuchen seit Dezember 2012, Schlichtungsgespräche zu führen, jedoch erzielten diese bisher keinen Erfolg.

## Technik

### Allgemeiner Aufbau
Der Ein- bzw. Aus-Schalter befindet sich bei Geräten bis zu einer Bildschirmgröße von 4 Zoll am rechten Rand der Oberseite des Telefons, bei größeren Bildschirmen wurde der Ein-Aus-Schalter an die rechte Gehäuseseite verschoben, wo er – aufgrund der größeren Gehäusemaße – für die meisten Menschen einfacher zu erreichen ist. Die Anordnung der restlichen Hardwaretasten ist bei jedem iPhone identisch. Der Stummschalter ist oberhalb der Lautstärketasten an der oberen linken Gehäuseseite angebracht, auf der Vorderseite sitzen oberhalb des Bildschirms zentral ein Lautsprecher, Annäherungssensor, Umgebungslichtsensor und seit dem iPhone 4 auch eine Frontkamera; unterhalb des Bildschirms zentral die Home-Taste. Auf der Unterseite ist mittig der Anschluss für das USB-Kabel angebracht, rechts daneben befindet sich ein Mikrofon, links ein Lautsprecher (diese Anordnung wurde mit dem Erscheinen des iPhone 5 vertauscht). Die Front- bzw. Rückseite wird mit zwei Schrauben ebenfalls an der Unterseite des iPhone fixiert. Der SIM-Kartenschacht ist ehemals von der Oberseite des iPhone an die rechte Seite gewandert, die Kopfhörerbuchse von der linken Oberseite links neben das Mikrofon an der Unterseite. Alle iPhones haben eine Kamera in der linken, oberen Ecke der Gehäuserückseite, seit dem iPhone 4 befindet sich rechts neben der Kamera zusätzlich noch ein Blitz. Ebenfalls seit dem iPhone 4 gibt es ein weiteres Mikrofon, welches die Umgebungsgeräusche bei Telefonaten herausfiltert. Seit Erscheinen des iPhone 5 werden 3 Mikrofone im iPhone eingebaut: Neben dem Mikrofon in der Gehäuseunterseite und dem Frontmikrofon (beim iPhone 4 und 4s neben der 3,5-mm-Klinkenbuchse, bei neueren Geräten im Lautsprecher oberhalb des Bildschirms) gibt es ein weiteres Mikrofon auf der Rückseite zwischen der iSight-Kamera und dem LED-Blitzlicht.
Die Frontseite und Rückschale des iPhone bilden jeweils eine Einheit. In der Rückschale befinden sich der Akku und die Hauptplatine (Logicboard); diese ist verplombt. Über den einzelnen Chips sind großflächige Metallbleche angebracht. Die Frontseite besteht aus vier bzw. fünf Teilen:
- dem Digitizer-Glas
- dem Rahmen mit Lautsprecher und den Sensoren
- dem Rahmen des LC-Bildschirms
- dem LC-Bildschirm
- gegebenenfalls einer FaceTime-Kamera

Lediglich der Rahmen und der Bildschirm sind verschraubt, das Digitizer-Glas ist geklebt. Die Frontseite ist mit drei Kabeln an die Hauptplatine angeschlossen und mit zwei Schrauben an der Rückschale fixiert. Eine Ausnahme bilden das iPhone 4 und iPhone 4s, bei denen die Frontseite mit dem Antennenrahmen verschraubt ist und das Telefon durch das Entfernen der Glasabdeckung auf Rückseite geöffnet werden muss.
Die Flexkabel im iPhone sind mit orangefarbenen Nummern markiert, die die Funktionen der einzelnen Flexkabel besser kenntlich machen. Sämtliche Flexkabel werden ähnlich einem Legostein eingesteckt und gegebenenfalls mit einem Plättchen zusätzlich fixiert; eine Ausnahme bildet das Kabel für den Lautsprecher, das mit einer Vorrichtung eingeklemmt wird.

Detailaufnahmen
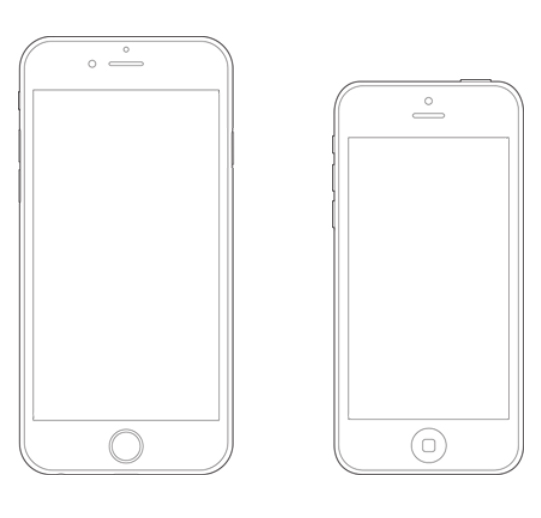
Größenvergleich zwischen iPhone 6 (links) und iPhone 5 (rechts)
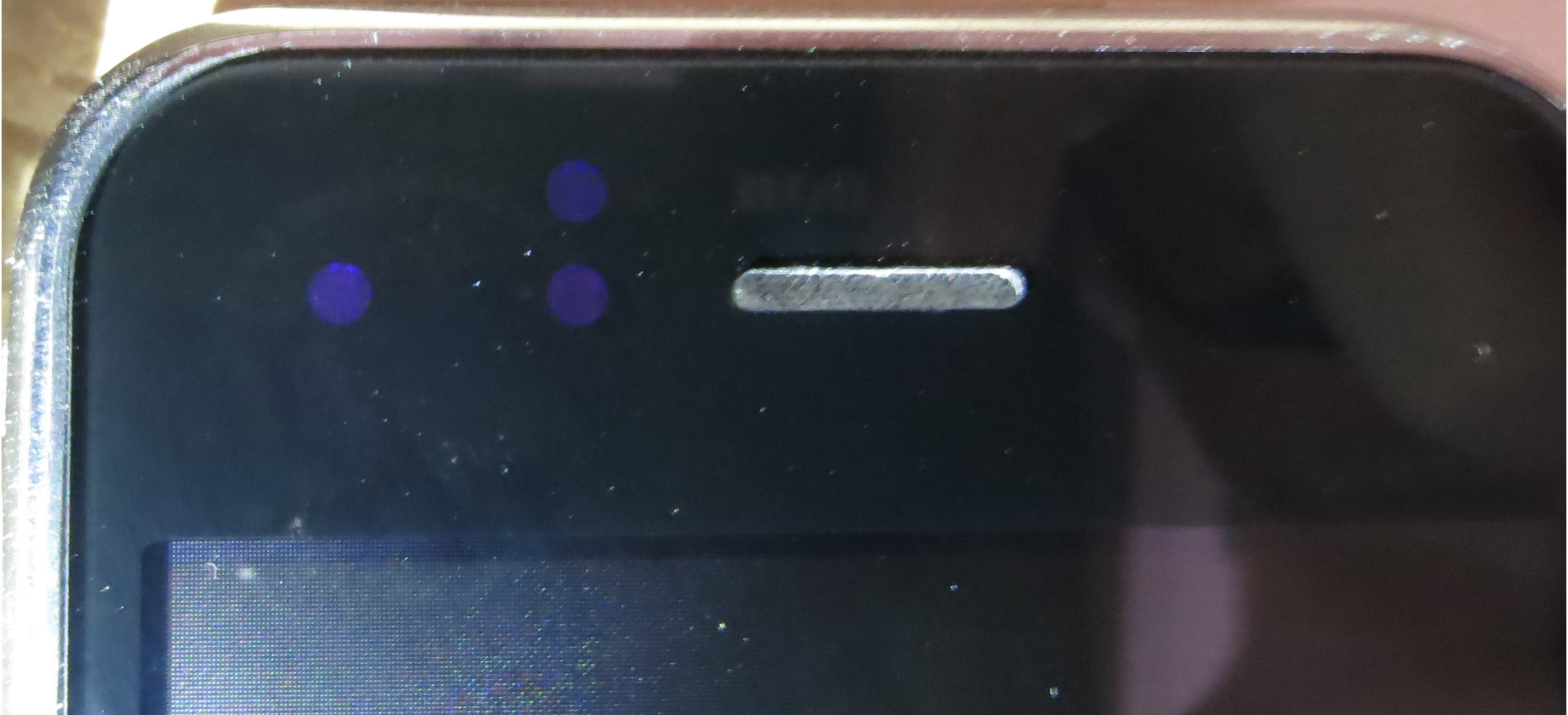
Die violetten Punkte bedecken Sensoren.
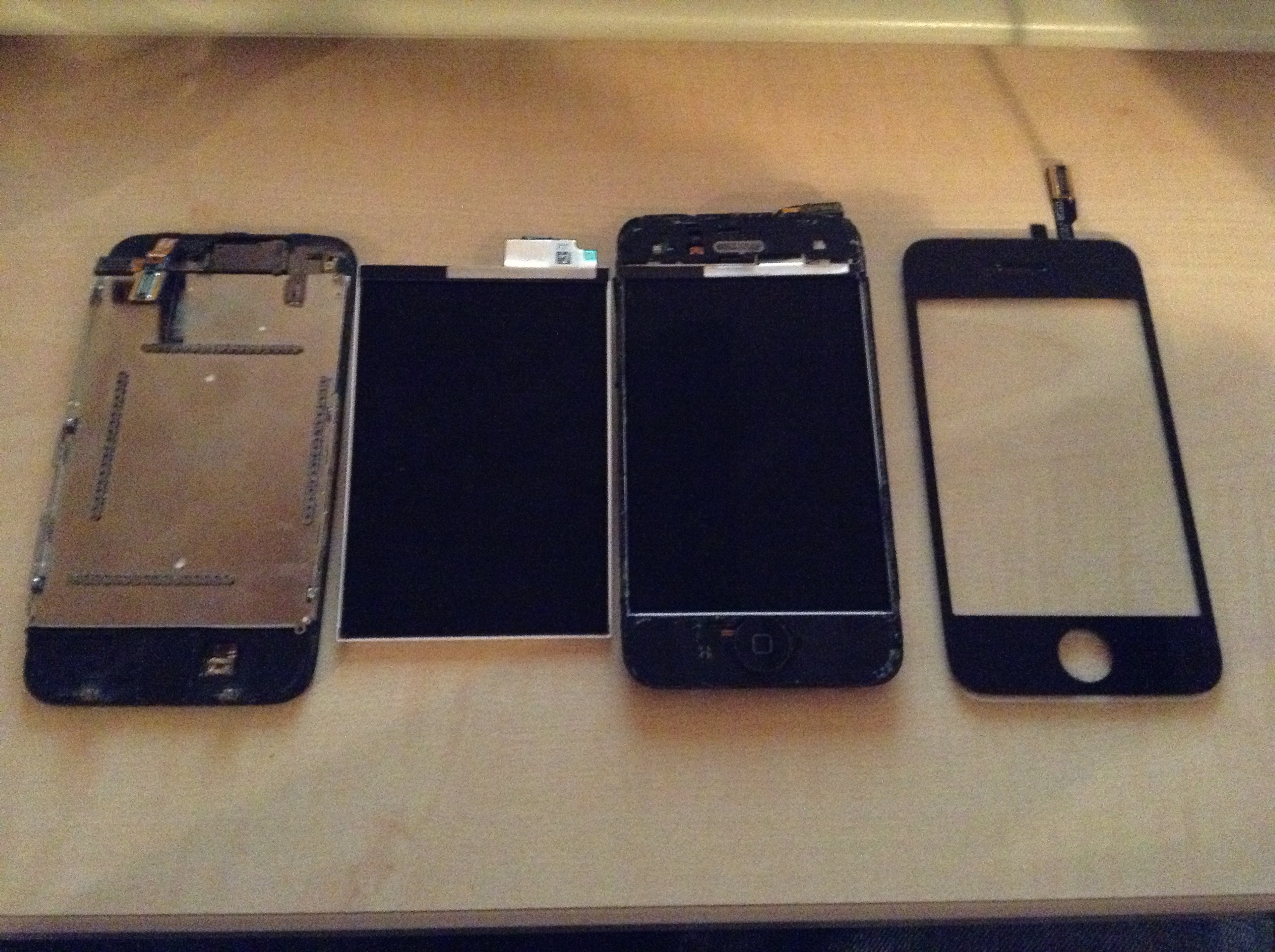
Größere Einzelteile
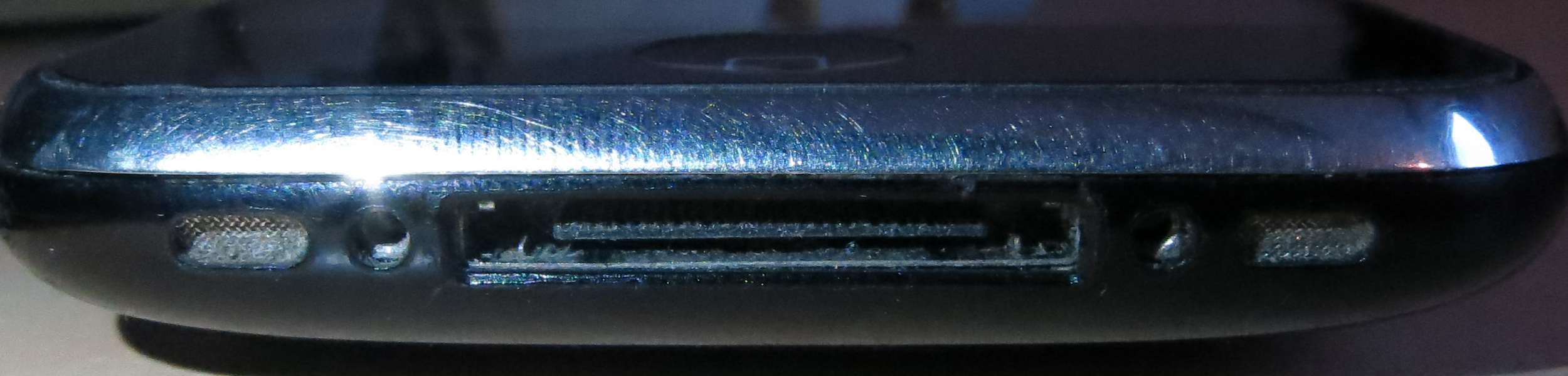
Unterseite mit Lautsprecher und Mikrofon
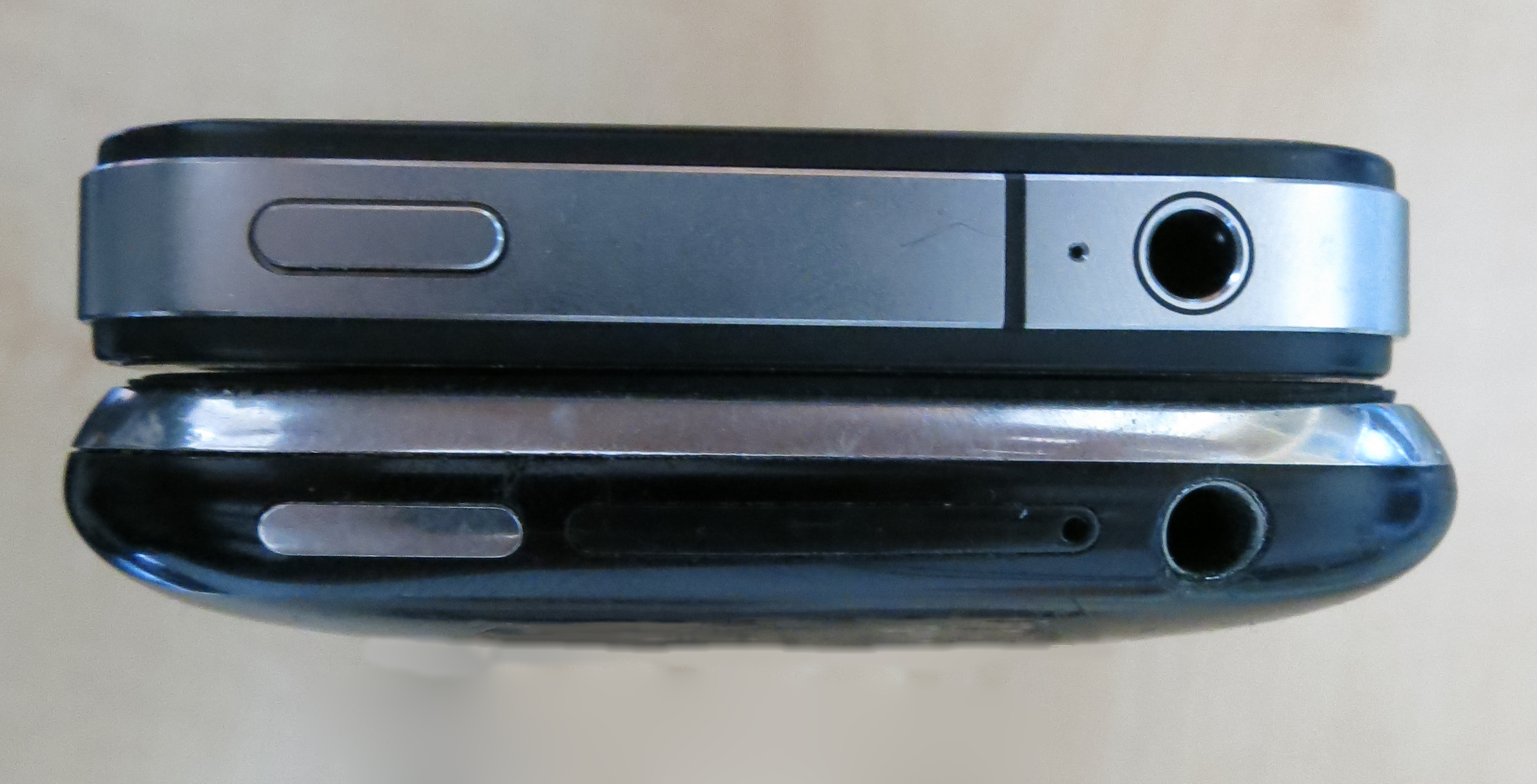
Größenvergleich zwischen iPhone 3GS (unten) und iPhone 4 (oben)
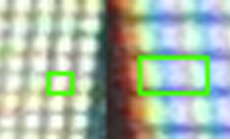
Retina-Display (links), 163ppi-Display (rechts)

### Aufbau der Hauptplatine (Logicboard)

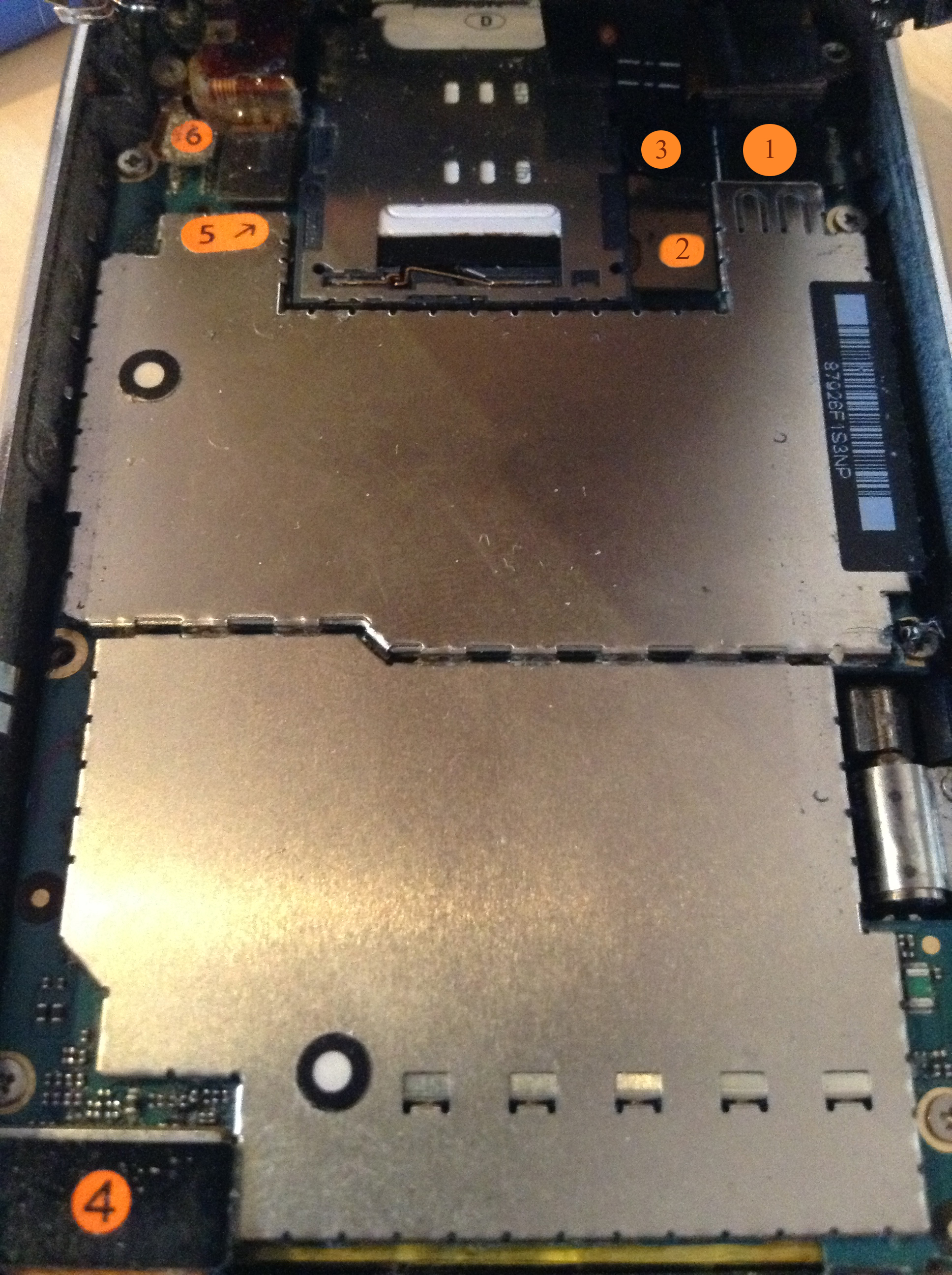
Logicboard eines iPhone 3GS. Die Chips sind von zwei EMI-Shields abgedeckt.
Anschlüsse:
1. Bildschirm
2. Touchscreen-Digitizer
3. Lautsprecher sowie Helligkeits- und Annäherungssensoren
4. 30-poliger Anschluss
5. Kopfhörerbuchse
6. Lautstärketasten und Stummschalter
7. Mikrofon und unterer Lautsprecher

Das Logicboard ist vergleichbar mit dem Mainboard eines herkömmlichen PCs. Hier sind sämtliche Chips fest verlötet, welche für den Betrieb des iPhone benötigt werden.
Das Schema enthält nur die wichtigsten Teile, die nach Funktionsbereich angeordnet sind

### Eingebaute Akkumulatoren
Das iPhone verwendet ausschließlich fest eingebaute (nichtwechselbare) Lithium-Polymer-Akkumulatoren. Die Ladungsträgerkapazität hat sich dabei anfangs nur unwesentlich geändert.
Apple eingebaute Akkumulatoren mit etwa 1400 bis 1500 mAh, seit dem iPhone 6 (etwa 1810 mAh) und dem iPhone 6 Plus (2915 mAh) haben die Kapazitäten jedoch stark zugenommen (siehe auch den Abschnitt Technische Details). Apple empfiehlt, den Akku des iPhone nur bei Temperaturen von 0 bis 35 °C in Betrieb zu nehmen und nur zwischen −20 und 45 °C zu lagern; die optimale Betriebstemperatur liegt jedoch zwischen 16 und 22 °C. Die Ladeelektronik des iPhone führt bis zu einer Akkuladung von etwa 80 % eine Schnellaufladung durch, um dann auf Erhaltungsladung umzuschalten. Die Akkus müssen nicht vor jeder erneuten Aufladung zu 100 % entladen werden, um eine optimale Lebensdauer zu erreichen, diese Pflegemaßnahme eines Lithium-Akkus ist sogar schädlich, da sie die Ladungsträgerkapazität stark beeinträchtigt. Apple gibt an, dass die Akkus des iPhone für 500 vollständige Ladezyklen bis zu 80 % der Originalkapazität behalten.
Im Unterschied zu anderen Mobiltelefonen schalten sich ausgeschaltete iPhones beim Anschluss des Ladegerätes automatisch ein, anstatt einen Ladebildschirm zu zeigen.

### Gerätegenerationen
Die Generationen der iPhones werden von Apple nicht offiziell konkretisiert, allerdings sind die iOS-Installationsdateien in Generationen und Revisionen eingeteilt. Die aktuelle Generation wäre die neunte; das europäische iPhone 7 wird als iPhone9,3 angegeben (iPhone-Generation 9, Revision 3). Die Revisionsangaben beziehen sich meistens auf das Modem, so ist das originale iPhone (iPhone 1,1) nur mit einem GSM-Modem ausgestattet, während das iPhone 3G (iPhone 1,2) zusätzlich ein 3G-Modem hat. Das ursprüngliche iPhone und das iPhone 3G würden hier die erste iPhone-Generation bilden und sich nur in der Revision unterscheiden. Einige Revisionen sind bestimmten Regionen vorbehalten, so etwa ist das iPhone 5s in der iPhone6,2-Ausführung in Europa nicht erhältlich, da es primär für die nordamerikanischen CDMA2000-Funknetze ausgelegt ist und nicht das in Europa übliche 2,6-GHz-LTE-Frequenzband unterstützt.

### Technische Details
Das iPhone und dessen Betriebssystem iOS basieren auf einem ARM-Prozessor. Dieser ist mit dem Grafikprozessor zusammen in ein Samsung-SoC oder TSMC-SoC integriert. Das erste vom iPhone unterstützte Funknetz war das GSM-Funknetz, mit den Nachfolgemodellen kamen weitere Funknetze hinzu. Die Leistungsfähigkeit der einzelnen Komponenten wurde vom ersten iPhone bis zu den aktuellen Modellen stetig gesteigert; so etwa soll der A8-Chip des iPhone 6 laut Apple „bis zu 50-mal schneller“ als der S5L8900-Chip des ersten iPhones sein. Von Beginn an wurden alle iPhones mit Flüssigkristallanzeigen (LCDs) ausgerüstet. Ab dem iPhone 4 wurden die bis dahin verwendeten TN-LCDs von IPS-LCDs für das höher auflösende Retina-Display abgelöst. Mit der Veröffentlichung des iPhone X im Herbst 2017 wurde erstmals ein OLED-Display eingesetzt. Einzelheiten lassen sich den Hauptartikeln der einzelnen Geräte und den unten anliegenden Tabellen entnehmen.
| Modell                                 | Modell                                 | Modell                                 | iPhone                                                                  | iPhone 3G                                              | iPhone 3GS                                             | iPhone 4                                               | iPhone 4                                               | iPhone 4                                               | iPhone 4s                                              |
| -------------------------------------- | -------------------------------------- | -------------------------------------- | ----------------------------------------------------------------------- | ------------------------------------------------------ | ------------------------------------------------------ | ------------------------------------------------------ | ------------------------------------------------------ | ------------------------------------------------------ | ------------------------------------------------------ |
| Vertriebsstatus (seitens Apple)        | Vertriebsstatus (seitens Apple)        | Vertriebsstatus (seitens Apple)        | Verkauf eingestellt                                                     | Verkauf eingestellt                                    | Verkauf eingestellt                                    | Verkauf eingestellt                                    | Verkauf eingestellt                                    | Verkauf eingestellt                                    | Verkauf eingestellt                                    |
| Generation, Revision                   | Generation, Revision                   | Generation, Revision                   | 1,1                                                                     | 1,2                                                    | 2,1                                                    | 3,1 GSM                                                | 3,2 GSM                                                | 3,3 CDMA                                               | 4,1                                                    |
| Flash-Speicher                         | Flash-Speicher                         | 4 GB                                   | Grünes Häkchensymbol für ja                                             |                                                        |                                                        |                                                        |                                                        |                                                        |                                                        |
| Flash-Speicher                         | Flash-Speicher                         | 8 GB                                   | Grünes Häkchensymbol für ja                                             | Grünes Häkchensymbol für ja                            | Grünes Häkchensymbol für ja                            | Grünes Häkchensymbol für ja                            | Grünes Häkchensymbol für ja                            | Grünes Häkchensymbol für ja                            | Grünes Häkchensymbol für ja                            |
| Flash-Speicher                         | Flash-Speicher                         | 16 GB                                  | Grünes Häkchensymbol für ja                                             | Grünes Häkchensymbol für ja                            | Grünes Häkchensymbol für ja                            | Grünes Häkchensymbol für ja                            |                                                        | Grünes Häkchensymbol für ja                            | Grünes Häkchensymbol für ja                            |
| Flash-Speicher                         | Flash-Speicher                         | 32 GB                                  |                                                                         |                                                        | Grünes Häkchensymbol für ja                            | Grünes Häkchensymbol für ja                            |                                                        | Grünes Häkchensymbol für ja                            | Grünes Häkchensymbol für ja                            |
| Flash-Speicher                         | Flash-Speicher                         | 64 GB                                  |                                                                         |                                                        |                                                        |                                                        |                                                        |                                                        | Grünes Häkchensymbol für ja                            |
| Flash-Speicher                         | Flash-Speicher                         | 128 GB                                 |                                                                         |                                                        |                                                        |                                                        |                                                        |                                                        |                                                        |
| Flash-Speicher                         | Flash-Speicher                         | 256 GB                                 |                                                                         |                                                        |                                                        |                                                        |                                                        |                                                        |                                                        |
| Gehäusefarben                          | Gehäusefarben                          | Gehäusefarben                          | Schwarz                                                                 | Schwarz, Weiß                                          | Schwarz, Weiß                                          | Schwarz, Weiß                                          | Schwarz, Weiß                                          | Schwarz, Weiß                                          | Schwarz, Weiß                                          |
| Akku                                   | Typ                                    | Typ                                    | Lithium-Polymer                                                         | Lithium-Polymer                                        | Lithium-Polymer                                        | Lithium-Polymer                                        | Lithium-Polymer                                        | Lithium-Polymer                                        | Lithium-Polymer                                        |
| Akku                                   | Kapazität                              | Kapazität                              | 5,18 Wh 1400 mAh, 3,7 Volt                                              | 4,255 Wh 1150 mAh, 3,7 Volt                            | 4,51 Wh 1219 mAh, 3,7 Volt                             | 5,25 Wh 1419 mAh, 3,7 Volt                             | 5,25 Wh 1419 mAh, 3,7 Volt                             | 5,25 Wh 1419 mAh, 3,7 Volt                             | 5,3 Wh 1432 mAh, 3,7 Volt                              |
| Akku                                   | Laufzeit (in h) a                      | Telefon                                | 8                                                                       | 5                                                      | 5                                                      | 7                                                      | 7                                                      | 7                                                      | 8                                                      |
| Akku                                   | Laufzeit (in h) a                      | Internet                               | 6                                                                       | 5                                                      | 5                                                      | 6                                                      | 6                                                      | 6                                                      | 8                                                      |
| Akku                                   | Laufzeit (in h) a                      | Standby                                | 250                                                                     | 300                                                    | 300                                                    | 300                                                    | 300                                                    | 300                                                    | 200                                                    |
| Gewicht (in g)                         | Gewicht (in g)                         | Gewicht (in g)                         | 135                                                                     | 133                                                    | 135                                                    | 137                                                    | 137                                                    | 137                                                    | 140                                                    |
| Abmessungen (in mm)                    | Abmessungen (in mm)                    | Höhe                                   | 115                                                                     | 115,5                                                  | 115,5                                                  | 115,2                                                  | 115,2                                                  | 115,2                                                  | 115,2                                                  |
| Abmessungen (in mm)                    | Abmessungen (in mm)                    | Breite                                 | 61                                                                      | 62,1                                                   | 62,1                                                   | 58,6                                                   | 58,6                                                   | 58,6                                                   | 58,6                                                   |
| Abmessungen (in mm)                    | Abmessungen (in mm)                    | Dicke                                  | 11,6                                                                    | 12,3                                                   | 12,3                                                   | 9,3                                                    | 9,3                                                    | 9,3                                                    | 9,3                                                    |
| Bild- schirm                           |                                        |                                        |                                                                         |                                                        |                                                        |                                                        |                                                        |                                                        |                                                        |
| Typ                                    | Typ                                    | TN-LCD                                 | TN-LCD                                                                  | TN-LCD                                                 | IPS-LCD                                                | IPS-LCD                                                | IPS-LCD                                                | IPS-LCD                                                |                                                        |
| Größe                                  | Größe                                  | 3,5″ (8,89 cm)                         | 3,5″ (8,89 cm)                                                          | 3,5″ (8,89 cm)                                         | 3,5″ (8,89 cm)                                         | 3,5″ (8,89 cm)                                         | 3,5″ (8,89 cm)                                         | 3,5″ (8,89 cm)                                         |                                                        |
| Auflösung (in Pixel)                   | Auflösung (in Pixel)                   | 480 × 320                              | 480 × 320                                                               | 480 × 320                                              | 960 × 640                                              | 960 × 640                                              | 960 × 640                                              | 960 × 640                                              |                                                        |
| Pixeldichte (in ppi)                   | Pixeldichte (in ppi)                   | 163                                    | 163                                                                     | 163                                                    | 326                                                    | 326                                                    | 326                                                    | 326                                                    |                                                        |
| Aktuelles Betriebssystem               | Aktuelles Betriebssystem               | Aktuelles Betriebssystem               | iOS 3.1.3                                                               | iOS 4.2.1                                              | iOS 6.1.6                                              | iOS 7.1.2                                              | iOS 7.1.2                                              | iOS 7.1.2                                              | iOS 9.3.6                                              |
| SoC                                    | Bezeichnung                            | Bezeichnung                            | Samsung S5L8900                                                         | Samsung S5L8900                                        | Samsung S5L8920                                        | Apple A4 Samsung S5L8930                               | Apple A4 Samsung S5L8930                               | Apple A4 Samsung S5L8930                               | Apple A5 Samsung S5L8940                               |
| SoC                                    | Prozessor                              | Typ                                    | ARM 1176                                                                | ARM 1176                                               | ARM Cortex A8                                          | ARM Cortex A8                                          | ARM Cortex A8                                          | ARM Cortex A8                                          | ARM Cortex A9                                          |
| SoC                                    | Prozessor                              | Takt (in MHz)                          | 400 (bis iOS 1.1) 412 (ab iOS 2.0)                                      | 412                                                    | 600                                                    | 800                                                    | 800                                                    | 800                                                    | 800                                                    |
| SoC                                    | Architektur                            | Architektur                            | ARMv6 32 Bit                                                            | ARMv6 32 Bit                                           | ARMv7 32 Bit                                           | ARMv7 32 Bit                                           | ARMv7 32 Bit                                           | ARMv7 32 Bit                                           | ARMv7 32 Bit                                           |
| SoC                                    | Arbeitsspeicher                        | Arbeitsspeicher                        | 128 MB                                                                  | 128 MB                                                 | 256 MB                                                 | 512 MB                                                 | 512 MB                                                 | 512 MB                                                 | 512 MB                                                 |
| SoC                                    | Grafik- prozessor                      | Typ                                    | PowerVR                                                                 | PowerVR                                                | PowerVR                                                | PowerVR                                                | PowerVR                                                | PowerVR                                                | PowerVR                                                |
| SoC                                    | Grafik- prozessor                      | Typ                                    | MBX Lite                                                                | MBX Lite                                               | SGX 535                                                | SGX 535                                                | SGX 535                                                | SGX 535                                                | SGX 543MP2                                             |
| SoC                                    | Grafik- prozessor                      | Takt (in MHz)                          | 60                                                                      | 60                                                     | 150                                                    | 200                                                    | 200                                                    | 200                                                    | 200                                                    |
| Konnek- tivität                        | Modem                                  | Modem                                  | Infineon                                                                | Infineon                                               | Infineon                                               | Infineon                                               | Infineon                                               | Qualcomm                                               | Qualcomm                                               |
| Konnek- tivität                        | Modem                                  | Modem                                  | S-Gold 2                                                                | X-Gold 608                                             | X-Gold 608                                             | X-Gold 618                                             | X-Gold 618                                             | MDM6600                                                | MDM6610                                                |
| Konnek- tivität                        | Mobil- funk                            | 2G                                     | GSM, GPRS, EDGE (Quadband 850, 900, 1800 und 1900 MHz)                  | GSM, GPRS, EDGE (Quadband 850, 900, 1800 und 1900 MHz) | GSM, GPRS, EDGE (Quadband 850, 900, 1800 und 1900 MHz) | GSM, GPRS, EDGE (Quadband 850, 900, 1800 und 1900 MHz) | GSM, GPRS, EDGE (Quadband 850, 900, 1800 und 1900 MHz) | GSM, GPRS, EDGE (Quadband 850, 900, 1800 und 1900 MHz) | GSM, GPRS, EDGE (Quadband 850, 900, 1800 und 1900 MHz) |
| Konnek- tivität                        | Mobil- funk                            | 3G                                     | —                                                                       | UMTS, HSDPA (850, 1900 und 2100 MHz)                   | UMTS, HSDPA (850, 1900 und 2100 MHz)                   | UMTS, HSDPA (850, 900, 1900 und 2100 MHz)              | UMTS, HSDPA (850, 900, 1900 und 2100 MHz)              | UMTS, HSDPA (850, 900, 1900 und 2100 MHz)              | UMTS, HSDPA (850, 900, 1900 und 2100 MHz)              |
| Konnek- tivität                        | Mobil- funk                            | 3G                                     | —                                                                       | —                                                      | —                                                      | HSUPA                                                  | HSUPA                                                  | HSUPA                                                  | HSUPA                                                  |
| Konnek- tivität                        | Mobil- funk                            | 3G                                     | —                                                                       | —                                                      | —                                                      | —                                                      | —                                                      | CDMA2000 (800 und 900 MHz)                             | CDMA2000 (800 und 1900 MHz)                            |
| Konnek- tivität                        | Mobil- funk                            | LTE                                    | —                                                                       | —                                                      | —                                                      | —                                                      | —                                                      | —                                                      | —                                                      |
| Konnek- tivität                        | Mobil- funk                            | LTE                                    | —                                                                       |                                                        |                                                        |                                                        |                                                        |                                                        |                                                        |
| Konnek- tivität                        | SIM-Karte                              | SIM-Karte                              | Mini-SIM                                                                | Mini-SIM                                               | Mini-SIM                                               | Micro-SIM                                              | Micro-SIM                                              | Micro-SIM                                              | Micro-SIM                                              |
| Konnek- tivität                        | WLAN/ Bluetooth-Chip                   | WLAN/ Bluetooth-Chip                   | Marvell                                                                 | Marvell                                                | Broadcom                                               | Broadcom                                               | Broadcom                                               | Broadcom                                               | Broadcom                                               |
| Konnek- tivität                        | WLAN/ Bluetooth-Chip                   | WLAN/ Bluetooth-Chip                   | W8686B13 (WLAN) CSR BlueCore 4 (Bluetooth)                              | 8686 (WLAN) CSR BlueCore 6 (Bluetooth)                 | BCM4325                                                | BCM4329                                                | BCM4329                                                | BCM4329                                                | BCM4330                                                |
| WLAN-Standard                          | WLAN-Standard                          | WLAN-Standard                          | 802.11b/g 2,4 GHz                                                       | 802.11b/g 2,4 GHz                                      | 802.11b/g 2,4 GHz                                      | 802.11b/g/n 2,4 GHz                                    | 802.11b/g/n 2,4 GHz                                    | 802.11b/g/n 2,4 GHz                                    | 802.11b/g/n 2,4 GHz                                    |
| Bluetooth-Version                      | Bluetooth-Version                      | Bluetooth-Version                      | 2.0                                                                     | 2.0 + EDR                                              | 2.1 + EDR                                              | 2.1 + EDR                                              | 2.1 + EDR                                              | 2.1 + EDR                                              | 4.0                                                    |
| Positionsbestimmung                    | Positionsbestimmung                    | Positionsbestimmung                    | – b                                                                     | GPS                                                    | GPS                                                    | GPS                                                    | GPS                                                    | GPS                                                    | GPS und GLONASS                                        |
| Kamera                                 | hinten                                 | Foto                                   | 1600 × 1200 Pixel 1,9 Megapixel                                         | 1600 × 1200 Pixel 1,9 Megapixel                        | 2048 × 1536 Pixel 3,1 Megapixel                        | 2592 × 1936 Pixel 5 Megapixel                          | 2592 × 1936 Pixel 5 Megapixel                          | 2592 × 1936 Pixel 5 Megapixel                          | 3264 × 2448 Pixel 8 Megapixel                          |
| Kamera                                 | hinten                                 | Video                                  | —                                                                       | —                                                      | 640 × 480 Pixel VGA bei 30 fps                         | 1280 × 720 Pixel 720p bei 30 fps                       | 1280 × 720 Pixel 720p bei 30 fps                       | 1280 × 720 Pixel 720p bei 30 fps                       | 1920 × 1080 Pixel 1080p bei 30fps                      |
| Kamera                                 | vorn                                   | Foto                                   | —                                                                       | —                                                      | —                                                      | 640 × 480 Pixel 0,3 Megapixel                          | 640 × 480 Pixel 0,3 Megapixel                          | 640 × 480 Pixel 0,3 Megapixel                          | 640 × 480 Pixel 0,3 Megapixel                          |
| Kamera                                 | vorn                                   | Video                                  | —                                                                       | —                                                      | —                                                      | 640 × 480 Pixel VGA bei 30 fps                         | 640 × 480 Pixel VGA bei 30 fps                         | 640 × 480 Pixel VGA bei 30 fps                         | 640 × 480 Pixel VGA bei 30 fps                         |
| Anschlüsse                             | Anschlüsse                             | Anschlüsse                             | 30-poliger Dock-Connector                                               | 30-poliger Dock-Connector                              | 30-poliger Dock-Connector                              | 30-poliger Dock-Connector                              | 30-poliger Dock-Connector                              | 30-poliger Dock-Connector                              | 30-poliger Dock-Connector                              |
| Anschlüsse                             | Anschlüsse                             | Anschlüsse                             | Headsetausgang (3,5-mm-Klinkenstecker)                                  |                                                        |                                                        |                                                        |                                                        |                                                        |                                                        |
| Sensoren                               | Sensoren                               | Sensoren                               | Mono-Mikrofon                                                           | Mono-Mikrofon                                          | Mono-Mikrofon                                          | Dual-Mikrofon                                          | Dual-Mikrofon                                          | Dual-Mikrofon                                          | Dual-Mikrofon                                          |
| Sensoren                               | Sensoren                               | Sensoren                               | Annäherungssensor, Helligkeitssensor, Drei-Achsen-Beschleunigungssensor |                                                        |                                                        |                                                        |                                                        |                                                        |                                                        |
| Sensoren                               | Sensoren                               | Sensoren                               | —                                                                       | —                                                      | Magnetometer                                           | Magnetometer                                           | Magnetometer                                           | Magnetometer                                           | Magnetometer                                           |
| Sensoren                               | Sensoren                               | Sensoren                               | —                                                                       | —                                                      | —                                                      | Drei-Achsen-Drehratensensor                            | Drei-Achsen-Drehratensensor                            | Drei-Achsen-Drehratensensor                            | Drei-Achsen-Drehratensensor                            |
| Sensoren                               | Sensoren                               | Sensoren                               | —                                                                       |                                                        |                                                        |                                                        |                                                        |                                                        |                                                        |
| Sensoren                               | Sensoren                               | Sensoren                               | —                                                                       |                                                        |                                                        |                                                        |                                                        |                                                        |                                                        |
| Modell                                 | Modell                                 | Modell                                 | iPhone                                                                  | iPhone 3G                                              | iPhone 3GS                                             | iPhone 4                                               | iPhone 4                                               | iPhone 4                                               | iPhone 4s                                              |
| Quellen, sofern nicht explizit genannt | Quellen, sofern nicht explizit genannt | Quellen, sofern nicht explizit genannt | [ 107 ]                                                                 | [ 108 ]                                                | [ 109 ]                                                | [ 110 ]                                                | [ 110 ]                                                | [ 110 ]                                                | [ 111 ]                                                |

| Vertriebsstatus (seitens Apple)        | Vertriebsstatus (seitens Apple)        | Vertriebsstatus (seitens Apple)        | Verkauf eingestellt                                                     | Verkauf eingestellt                                    | Verkauf eingestellt                                    | Verkauf eingestellt                                    | Verkauf eingestellt | Verkauf eingestellt | Verkauf eingestellt | Verkauf eingestellt |            |            |            |            |
| Generation, Revision                   | Generation, Revision                   | Generation, Revision                   | 5,1 GSM                                                                 | 5,2 LTE                                                | 5,3 GSM                                                | 5,4 LTE                                                | 6,1 GSM | 6,2 LTE | 7,2 | 7,1 |            |            |            |            |
| Flash-Speicher                         | Flash-Speicher                         | 4 GB                                   |                                                                         |                                                        |                                                        |                                                        | | | | |            |            |            |            |
| Flash-Speicher                         | Flash-Speicher                         | 8 GB                                   |                                                                         |                                                        | Grünes Häkchensymbol für ja                            | Grünes Häkchensymbol für ja                            | | | | |            |            |            |            |
| Flash-Speicher                         | Flash-Speicher                         | 16 GB                                  | Grünes Häkchensymbol für ja                                             | Grünes Häkchensymbol für ja                            | Grünes Häkchensymbol für ja                            | Grünes Häkchensymbol für ja                            | Grünes Häkchensymbol für ja                                                                                                  | Grünes Häkchensymbol für ja                                                                                                  | Grünes Häkchensymbol für ja                                                                                                  | Grünes Häkchensymbol für ja                                                                                                  |            |            |            |            |
| Flash-Speicher                         | Flash-Speicher                         | 32 GB                                  | Grünes Häkchensymbol für ja                                             | Grünes Häkchensymbol für ja                            | Grünes Häkchensymbol für ja                            | Grünes Häkchensymbol für ja                            | Grünes Häkchensymbol für ja                                                                                                  | Grünes Häkchensymbol für ja                                                                                                  | | |            |            |            |            |
| Flash-Speicher                         | Flash-Speicher                         | 64 GB                                  | Grünes Häkchensymbol für ja                                             | Grünes Häkchensymbol für ja                            |                                                        |                                                        | Grünes Häkchensymbol für ja                                                                                                  | Grünes Häkchensymbol für ja                                                                                                  | Grünes Häkchensymbol für ja                                                                                                  | Grünes Häkchensymbol für ja                                                                                                  |            |            |            |            |
| Flash-Speicher                         | Flash-Speicher                         | 128 GB                                 |                                                                         |                                                        |                                                        |                                                        | | | Grünes Häkchensymbol für ja                                                                                                  | Grünes Häkchensymbol für ja                                                                                                  |            |            |            |            |
| Flash-Speicher                         | Flash-Speicher                         | 256 GB                                 |                                                                         |                                                        |                                                        |                                                        | | | | |            |            |            |            |
| Gehäusefarben                          | Gehäusefarben                          | Gehäusefarben                          | Schwarz, Weiß                                                           | Schwarz, Weiß                                          | Weiß, Pink, Gelb, Blau, Grün                           | Weiß, Pink, Gelb, Blau, Grün                           | Spacegrau, Silber, Gold | Spacegrau, Silber, Gold | Spacegrau, Silber, Gold | Spacegrau, Silber, Gold |            |            |            |            |
| Akku                                   | Typ                                    | Typ                                    | Lithium-Polymer                                                         | Lithium-Polymer                                        | Lithium-Polymer                                        | Lithium-Polymer                                        | Lithium-Polymer | Lithium-Polymer | Lithium-Polymer | Lithium-Polymer |            |            |            |            |
| Akku                                   | Kapazität                              | Kapazität                              | 5,45 Wh 1434 mAh, 3,8 Volt                                              | 5,45 Wh 1434 mAh, 3,8 Volt                             | 5,73 Wh 1508 mAh, 3,8 Volt                             | 5,73 Wh 1508 mAh, 3,8 Volt                             | 5,92 Wh 1558 mAh, 3,8 Volt                                                                                                   | 5,92 Wh 1558 mAh, 3,8 Volt                                                                                                   | 6,91 Wh 1809 mAh, 3,82 Volt                                                                                                  | 11,1 Wh 2906 mAh, 3,82 Volt                                                                                                  |            |            |            |            |
| Akku                                   | Laufzeit (in h) a                      | Telefon                                | 8                                                                       | 8                                                      | 10                                                     | 10                                                     | 10 | 10 | 14 | 24 |            |            |            |            |
| Akku                                   | Laufzeit (in h) a                      | Internet                               | 8                                                                       | 8                                                      | 8                                                      | 8                                                      | 8 | 8 | 10 | 12 |            |            |            |            |
| Akku                                   | Laufzeit (in h) a                      | Standby                                | 225                                                                     | 225                                                    | 250                                                    | 250                                                    | 250 | 250 | 250 | 384 |            |            |            |            |
| Gewicht (in g)                         | Gewicht (in g)                         | Gewicht (in g)                         | 112                                                                     | 112                                                    | 132                                                    | 132                                                    | 112 | 112 | 129 | 172 |            |            |            |            |
| Abmessungen (in mm)                    | Abmessungen (in mm)                    | Höhe                                   | 123,8                                                                   | 123,8                                                  | 124,4                                                  | 124,4                                                  | 123,8 | 123,8 | 138,1 | 158,1 |            |            |            |            |
| Abmessungen (in mm)                    | Abmessungen (in mm)                    | Breite                                 | 58,6                                                                    | 58,6                                                   | 59,2                                                   | 59,2                                                   | 58,6 | 58,6 | 67,0 | 77,8 |            |            |            |            |
| Abmessungen (in mm)                    | Abmessungen (in mm)                    | Dicke                                  | 7,6                                                                     | 7,6                                                    | 8,97                                                   | 8,97                                                   | 7,6 | 7,6 | 6,9 | 7,1 |            |            |            |            |
| Bild- schirm                           |                                        |                                        |                                                                         |                                                        |                                                        |                                                        | | | | |            |            |            |            |
| Typ                                    | Typ                                    | IPS-LCD                                | IPS-LCD                                                                 | IPS-LCD                                                | IPS-LCD                                                | IPS-LCD                                                | IPS-LCD | IPS-LCD | IPS-LCD | |            |            |            |            |
| Größe                                  | Größe                                  | 4″ (10,16 cm)                          | 4″ (10,16 cm)                                                           | 4″ (10,16 cm)                                          | 4″ (10,16 cm)                                          | 4″ (10,16 cm)                                          | 4″ (10,16 cm) | 4,7″ (11,94 cm) | 5,5″ (13,94 cm) | |            |            |            |            |
| Auflösung (in Pixel)                   | Auflösung (in Pixel)                   | 1136 × 640                             | 1136 × 640                                                              | 1136 × 640                                             | 1136 × 640                                             | 1136 × 640                                             | 1136 × 640 | 1334 × 750 | 1920 × 1080 | |            |            |            |            |
| Pixeldichte (in ppi)                   | Pixeldichte (in ppi)                   | 326                                    | 326                                                                     | 326                                                    | 326                                                    | 326                                                    | 326 | 326 | 401 | |            |            |            |            |
| Aktuelles Betriebssystem               | Aktuelles Betriebssystem               | Aktuelles Betriebssystem               | iOS 10.3.4                                                              | iOS 10.3.4                                             | iOS 10.3.4                                             | iOS 10.3.4                                             | iOS 12.4.6 | iOS 12.4.6 | iOS 12.4.6 | iOS 12.4.6 | iOS 12.4.6 | iOS 12.4.6 | iOS 12.4.6 | iOS 12.4.6 |
| SoC                                    | Bezeichnung                            | Bezeichnung                            | Apple A6 Samsung S5L8950                                                | Apple A6 Samsung S5L8950                               | Apple A6 Samsung S5L8950                               | Apple A6 Samsung S5L8950                               | Apple A7 Samsung S5L8960 | Apple A7 Samsung S5L8960 | Apple A8 TSMC APL1011 | Apple A8 TSMC APL1011 |            |            |            |            |
| SoC                                    | Prozessor                              | Typ                                    | Apple Swift                                                             | Apple Swift                                            | Apple Swift                                            | Apple Swift                                            | Apple Cyclone | Apple Cyclone | Apple Typhoon | Apple Typhoon |            |            |            |            |
| SoC                                    | Prozessor                              | Takt (in MHz)                          | 1300                                                                    | 1300                                                   | 1300                                                   | 1300                                                   | 1300 | 1300 | 1400 | 1400 |            |            |            |            |
| SoC                                    | Architektur                            | Architektur                            | ARMv7 32 Bit                                                            | ARMv7 32 Bit                                           | ARMv7 32 Bit                                           | ARMv7 32 Bit                                           | ARMv8 64 Bit | ARMv8 64 Bit | ARMv8 64 Bit | ARMv8 64 Bit |            |            |            |            |
| SoC                                    | Arbeitsspeicher                        | Arbeitsspeicher                        | 1 GB                                                                    | 1 GB                                                   | 1 GB                                                   | 1 GB                                                   | 1 GB | 1 GB | 1 GB | 1 GB |            |            |            |            |
| SoC                                    | Grafik- prozessor                      | Typ                                    | PowerVR                                                                 | PowerVR                                                | PowerVR                                                | PowerVR                                                | PowerVR | PowerVR | PowerVR | PowerVR |            |            |            |            |
| SoC                                    | Grafik- prozessor                      | Typ                                    | SGX 543MP3                                                              | SGX 543MP3                                             | SGX 543MP3                                             | SGX 543MP3                                             | G6430 | G6430 | GX6450 | GX6450 |            |            |            |            |
| SoC                                    | Grafik- prozessor                      | Takt (in MHz)                          | 266                                                                     | 266                                                    | 266                                                    | 266                                                    | | | | |            |            |            |            |
| Konnek- tivität                        | Modem                                  | Modem                                  | Qualcomm                                                                | Qualcomm                                               | Qualcomm                                               | Qualcomm                                               | Qualcomm | Qualcomm | Qualcomm | Qualcomm |            |            |            |            |
| Konnek- tivität                        | Modem                                  | Modem                                  | MDM9615                                                                 | MDM9615                                                | MDM9615                                                | MDM9615                                                | MDM9615 | MDM9615 | MDM9625M | MDM9625M |            |            |            |            |
| Konnek- tivität                        | Mobil- funk                            | 2G                                     | GSM, GPRS, EDGE (Quadband 850, 900, 1800 und 1900 MHz)                  | GSM, GPRS, EDGE (Quadband 850, 900, 1800 und 1900 MHz) | GSM, GPRS, EDGE (Quadband 850, 900, 1800 und 1900 MHz) | GSM, GPRS, EDGE (Quadband 850, 900, 1800 und 1900 MHz) | GSM, GPRS, EDGE (Quadband 850, 900, 1800 und 1900 MHz)                                                                       | GSM, GPRS, EDGE (Quadband 850, 900, 1800 und 1900 MHz)                                                                       | GSM, GPRS, EDGE (Quadband 850, 900, 1800 und 1900 MHz)                                                                       | GSM, GPRS, EDGE (Quadband 850, 900, 1800 und 1900 MHz)                                                                       |            |            |            |            |
| Konnek- tivität                        | Mobil- funk                            | 3G                                     | UMTS, HSDPA (850, 900, 1700/2100, 1900, 2100 MHz)                       | UMTS, HSDPA (850, 900, 1700/2100, 1900, 2100 MHz)      | UMTS, HSDPA (850, 900, 1700/2100, 1900, 2100 MHz)      | UMTS, HSDPA (850, 900, 1700/2100, 1900, 2100 MHz)      | UMTS, HSDPA (850, 900, 1700/2100, 1900, 2100 MHz)                                                                            | UMTS, HSDPA (850, 900, 1700/2100, 1900, 2100 MHz)                                                                            | UMTS, HSDPA (850, 900, 1700/2100, 1900, 2100 MHz)                                                                            | UMTS, HSDPA (850, 900, 1700/2100, 1900, 2100 MHz)                                                                            |            |            |            |            |
| Konnek- tivität                        | Mobil- funk                            | 3G                                     | HSUPA                                                                   |                                                        |                                                        |                                                        | | | | |            |            |            |            |
| Konnek- tivität                        | Mobil- funk                            | 3G                                     | CDMA2000 (800, 1900, 2100 MHz)                                          | —                                                      | CDMA2000 (800, 1900, 2100 MHz)                         | —                                                      | CDMA2000 (800, 1900, 2100 MHz)                                                                                               | — | CDMA2000 (800, 1700/2100, 1900, 2100 MHz)                                                                                    | CDMA2000 (800, 1700/2100, 1900, 2100 MHz)                                                                                    |            |            |            |            |
| Konnek- tivität                        | Mobil- funk                            | LTE                                    | FDD-LTE-Bänder: [4, 17] [1, 3, 5, 13, 25] [1, 3, 5]                     | FDD-LTE-Bänder: [4, 17] [1, 3, 5, 13, 25] [1, 3, 5]    | FDD-LTE-Bänder: [4, 17] [1, 3, 5, 13, 25] [1, 3, 5]    | FDD-LTE-Bänder: [4, 17] [1, 3, 5, 13, 25] [1, 3, 5]    | FDD-LTE-Bänder: [1, 2, 3, 4, 5, 8, 13, 17, 19, 20, 25] [1, 2, 3, 4, 5, 8, 13, 17, 18, 19, 20, 25, 26] [1, 2, 3, 5, 7, 8, 20] | FDD-LTE-Bänder: [1, 2, 3, 4, 5, 8, 13, 17, 19, 20, 25] [1, 2, 3, 4, 5, 8, 13, 17, 18, 19, 20, 25, 26] [1, 2, 3, 5, 7, 8, 20] | FDD-LTE-Bänder: [1, 2, 3, 4, 5, 8, 13, 17, 19, 20, 25] [1, 2, 3, 4, 5, 8, 13, 17, 18, 19, 20, 25, 26] [1, 2, 3, 5, 7, 8, 20] | FDD-LTE-Bänder: [1, 2, 3, 4, 5, 8, 13, 17, 19, 20, 25] [1, 2, 3, 4, 5, 8, 13, 17, 18, 19, 20, 25, 26] [1, 2, 3, 5, 7, 8, 20] |            |            |            |            |
| Konnek- tivität                        | Mobil- funk                            | LTE                                    | TD-LTE-Bänder: [38, 39, 40]                                             | TD-LTE-Bänder: [38, 39, 40]                            | TD-LTE-Bänder: [38, 39, 40]                            | TD-LTE-Bänder: [38, 39, 40]                            | TD-LTE-Bänder: [38, 39, 40, 41]                                                                                              | TD-LTE-Bänder: [38, 39, 40, 41]                                                                                              | TD-LTE-Bänder: [38, 39, 40, 41]                                                                                              | TD-LTE-Bänder: [38, 39, 40, 41]                                                                                              |            |            |            |            |
| Konnek- tivität                        | SIM-Karte                              | SIM-Karte                              | Nano-SIM                                                                | Nano-SIM                                               | Nano-SIM                                               | Nano-SIM                                               | Nano-SIM | Nano-SIM | Nano-SIM | Nano-SIM |            |            |            |            |
| Konnek- tivität                        | WLAN/ Bluetooth-Chip                   | WLAN/ Bluetooth-Chip                   | Broadcom                                                                | Broadcom                                               | Broadcom                                               | Broadcom                                               | Broadcom | Broadcom | Murata | Murata |            |            |            |            |
| Konnek- tivität                        | WLAN/ Bluetooth-Chip                   | WLAN/ Bluetooth-Chip                   | BCM4334                                                                 | BCM4334                                                | BCM43342                                               | BCM43342                                               | BCM43342 | BCM43342 | 339S0228 | 339S0228 |            |            |            |            |
| WLAN-Standard                          | WLAN-Standard                          | WLAN-Standard                          | 802.11b/g/n 2,4 GHz und 5 GHz                                           | 802.11b/g/n 2,4 GHz und 5 GHz                          | 802.11b/g/n 2,4 GHz und 5 GHz                          | 802.11b/g/n 2,4 GHz und 5 GHz                          | 802.11b/g/n 2,4 GHz und 5 GHz                                                                                                | 802.11b/g/n 2,4 GHz und 5 GHz                                                                                                | 802.11b/g/n/ac 2,4 GHz und 5 GHz                                                                                             | 802.11b/g/n/ac 2,4 GHz und 5 GHz                                                                                             |            |            |            |            |
| Bluetooth-Version                      | Bluetooth-Version                      | Bluetooth-Version                      | 4.0                                                                     | 4.0                                                    | 4.0                                                    | 4.0                                                    | 4.0 | 4.0 | 4.0 | 4.0 |            |            |            |            |
| Positionsbestimmung                    | Positionsbestimmung                    | Positionsbestimmung                    | GPS und GLONASS                                                         | GPS und GLONASS                                        | GPS und GLONASS                                        | GPS und GLONASS                                        | GPS und GLONASS | GPS und GLONASS | GPS und GLONASS | GPS und GLONASS |            |            |            |            |
| Kamera                                 | hinten                                 | Foto                                   | 3264 × 2448 Pixel 8 Megapixel                                           | 3264 × 2448 Pixel 8 Megapixel                          | 3264 × 2448 Pixel 8 Megapixel                          | 3264 × 2448 Pixel 8 Megapixel                          | 3264 × 2448 Pixel 8 Megapixel                                                                                                | 3264 × 2448 Pixel 8 Megapixel                                                                                                | 3264 × 2448 Pixel 8 Megapixel                                                                                                | 3264 × 2448 Pixel 8 Megapixel                                                                                                |            |            |            |            |
| Kamera                                 | hinten                                 | Video                                  | 1920 × 1080 Pixel 1080p bei 30 fps                                      | 1920 × 1080 Pixel 1080p bei 30 fps                     | 1920 × 1080 Pixel 1080p bei 30 fps                     | 1920 × 1080 Pixel 1080p bei 30 fps                     | 1080p bei 30 fps 720p bei 120 fps                                                                                            | 1080p bei 30 fps 720p bei 120 fps                                                                                            | 1080p bei 30/60 fps 720p bei 120/240 fps                                                                                     | 1080p bei 30/60 fps 720p bei 120/240 fps                                                                                     |            |            |            |            |
| Kamera                                 | vorn                                   | Foto                                   | 1280 × 960 Pixel 1,2 Megapixel                                          | 1280 × 960 Pixel 1,2 Megapixel                         | 1280 × 960 Pixel 1,2 Megapixel                         | 1280 × 960 Pixel 1,2 Megapixel                         | 1280 × 960 Pixel 1,2 Megapixel                                                                                               | 1280 × 960 Pixel 1,2 Megapixel                                                                                               | 1280 × 960 Pixel 1,2 Megapixel                                                                                               | 1280 × 960 Pixel 1,2 Megapixel                                                                                               |            |            |            |            |
| Kamera                                 | vorn                                   | Video                                  | 1280 × 720 Pixel 720p bei 30 fps                                        | 1280 × 720 Pixel 720p bei 30 fps                       | 1280 × 720 Pixel 720p bei 30 fps                       | 1280 × 720 Pixel 720p bei 30 fps                       | 1280 × 720 Pixel 720p bei 30 fps                                                                                             | 1280 × 720 Pixel 720p bei 30 fps                                                                                             | 1280 × 720 Pixel 720p bei 30 fps                                                                                             | 1280 × 720 Pixel 720p bei 30 fps                                                                                             |            |            |            |            |
| Anschlüsse                             | Anschlüsse                             | Anschlüsse                             | Lightning                                                               | Lightning                                              | Lightning                                              | Lightning                                              | Lightning | Lightning | Lightning | Lightning |            |            |            |            |
| Anschlüsse                             | Anschlüsse                             | Anschlüsse                             | Headsetausgang (3,5-mm-Klinkenstecker)                                  |                                                        |                                                        |                                                        | | | | |            |            |            |            |
| Sensoren                               | Sensoren                               | Sensoren                               | Tri-Mikrofon                                                            | Tri-Mikrofon                                           | Tri-Mikrofon                                           | Tri-Mikrofon                                           | Tri-Mikrofon | Tri-Mikrofon | Tri-Mikrofon | Tri-Mikrofon |            |            |            |            |
| Sensoren                               | Sensoren                               | Sensoren                               | Annäherungssensor, Helligkeitssensor, Drei-Achsen-Beschleunigungssensor |                                                        |                                                        |                                                        | | | | |            |            |            |            |
| Sensoren                               | Sensoren                               | Sensoren                               | Magnetometer                                                            |                                                        |                                                        |                                                        | | | | |            |            |            |            |
| Sensoren                               | Sensoren                               | Sensoren                               | Drei-Achsen-Drehratensensor                                             |                                                        |                                                        |                                                        | | | | |            |            |            |            |
| Sensoren                               | Sensoren                               | Sensoren                               | —                                                                       | —                                                      | —                                                      | —                                                      | Touch-ID-Fingerabdruckscanner                                                                                                | Touch-ID-Fingerabdruckscanner                                                                                                | Touch-ID-Fingerabdruckscanner                                                                                                | Touch-ID-Fingerabdruckscanner                                                                                                |            |            |            |            |
| Sensoren                               | Sensoren                               | Sensoren                               | —                                                                       | —                                                      | —                                                      | —                                                      | — | — | Barometer | Barometer |            |            |            |            |
| Modell                                 | Modell                                 | Modell                                 | iPhone 5                                                                | iPhone 5                                               | iPhone 5c                                              | iPhone 5c                                              | iPhone 5s | iPhone 5s | iPhone 6 | iPhone 6 Plus |            |            |            |            |
| Quellen, sofern nicht explizit genannt | Quellen, sofern nicht explizit genannt | Quellen, sofern nicht explizit genannt | [ 120 ]                                                                 | [ 120 ]                                                | [ 121 ]                                                | [ 121 ]                                                | [ 118 ] | [ 118 ] | [ 122 ] | [ 122 ] |            |            |            |            |

| Modell                                 | Modell                                 | Modell                                 | iPhone 6s                                                                 | iPhone 6s Plus                                                            | iPhone SE (1. Generation)                                                 | iPhone 7                                                                              | iPhone 7 Plus                                                                         |
| -------------------------------------- | -------------------------------------- | -------------------------------------- | ------------------------------------------------------------------------- | ------------------------------------------------------------------------- | ------------------------------------------------------------------------- | ------------------------------------------------------------------------------------- | ------------------------------------------------------------------------------------- |
| Vertriebsstatus (seitens Apple)        | Vertriebsstatus (seitens Apple)        | Vertriebsstatus (seitens Apple)        | Verkauf eingestellt                                                       | Verkauf eingestellt                                                       | Verkauf eingestellt                                                       | Verkauf eingestellt                                                                   | Verkauf eingestellt                                                                   |
| Generation, Revision                   | Generation, Revision                   | Generation, Revision                   | 8,1                                                                       | 8,2                                                                       | 8,4                                                                       | 9,1; 9,3                                                                              | 9,2; 9,4                                                                              |
| Flash-Speicher                         | Flash-Speicher                         | 4 GB                                   |                                                                           |                                                                           |                                                                           |                                                                                       |                                                                                       |
| Flash-Speicher                         | Flash-Speicher                         | 8 GB                                   |                                                                           |                                                                           |                                                                           |                                                                                       |                                                                                       |
| Flash-Speicher                         | Flash-Speicher                         | 16 GB                                  | Grünes Häkchensymbol für ja                                               | Grünes Häkchensymbol für ja                                               | Grünes Häkchensymbol für ja                                               |                                                                                       |                                                                                       |
| Flash-Speicher                         | Flash-Speicher                         | 32 GB                                  | Grünes Häkchensymbol für ja                                               | Grünes Häkchensymbol für ja                                               | Grünes Häkchensymbol für ja                                               | s                                                                                     | s                                                                                     |
| Flash-Speicher                         | Flash-Speicher                         | 64 GB                                  | Grünes Häkchensymbol für ja                                               | Grünes Häkchensymbol für ja                                               | Grünes Häkchensymbol für ja                                               |                                                                                       |                                                                                       |
| Flash-Speicher                         | Flash-Speicher                         | 128 GB                                 | Grünes Häkchensymbol für ja                                               | Grünes Häkchensymbol für ja                                               | Grünes Häkchensymbol für ja                                               | Grünes Häkchensymbol für ja                                                           | Grünes Häkchensymbol für ja                                                           |
| Flash-Speicher                         | Flash-Speicher                         | 256 GB                                 |                                                                           |                                                                           |                                                                           | Grünes Häkchensymbol für ja                                                           | Grünes Häkchensymbol für ja                                                           |
| Gehäusefarben                          | Gehäusefarben                          | Gehäusefarben                          | Spacegrau, Silber, Gold, Roségold                                         | Spacegrau, Silber, Gold, Roségold                                         | Spacegrau, Silber, Gold, Roségold                                         | Schwarz, Diamantschwarz, Silber, Gold, Roségold, Rot                                  | Schwarz, Diamantschwarz, Silber, Gold, Roségold, Rot                                  |
| Akku                                   | Typ                                    | Typ                                    | Lithium-Polymer                                                           | Lithium-Polymer                                                           | Lithium-Polymer                                                           | Lithium-Polymer                                                                       | Lithium-Polymer                                                                       |
| Akku                                   | Kapazität                              | Kapazität                              | 6,55 Wh 1715 mAh, 3,82 Volt                                               | 10,45 Wh 2750 mAh, 3,8 Volt                                               | 6,21 Wh 1624 mAh, 3,82 Volt                                               | 7,45 Wh 1960 mAh, 3,82 Volt                                                           | 11,1 Wh 2906 mAh, 3,82 Volt                                                           |
| Akku                                   | Laufzeit (in h) a                      | Telefon                                | 14                                                                        | 24                                                                        | 14                                                                        | 14                                                                                    | 21                                                                                    |
| Akku                                   | Laufzeit (in h) a                      | Internet                               | 11                                                                        | 12                                                                        | 13                                                                        | 12                                                                                    | 13                                                                                    |
| Akku                                   | Laufzeit (in h) a                      | Standby                                | 240                                                                       | 384                                                                       | 240                                                                       | 240                                                                                   | 384                                                                                   |
| Gewicht (in g)                         | Gewicht (in g)                         | Gewicht (in g)                         | 143                                                                       | 192                                                                       | 113                                                                       | 138                                                                                   | 188                                                                                   |
| Abmessungen (in mm)                    | Abmessungen (in mm)                    | Höhe                                   | 138,3                                                                     | 158,2                                                                     | 123,8                                                                     | 138,3                                                                                 | 158,2                                                                                 |
| Abmessungen (in mm)                    | Abmessungen (in mm)                    | Breite                                 | 67,1                                                                      | 77,9                                                                      | 58,6                                                                      | 67,1                                                                                  | 77,9                                                                                  |
| Abmessungen (in mm)                    | Abmessungen (in mm)                    | Dicke                                  | 7,1                                                                       | 7,3                                                                       | 7,6                                                                       | 7,1                                                                                   | 7,3                                                                                   |
| Bild- schirm                           |                                        |                                        |                                                                           |                                                                           |                                                                           |                                                                                       |                                                                                       |
| Typ                                    | Typ                                    | IPS-LCD                                | IPS-LCD                                                                   | IPS-LCD                                                                   | IPS-LCD                                                                   | IPS-LCD                                                                               |                                                                                       |
| Größe                                  | Größe                                  | 4,7″ (11,94 cm)                        | 5,5″ (13,94 cm)                                                           | 4″ (10,16 cm)                                                             | 4,7″ (11,94 cm)                                                           | 5,5″ (13,94 cm)                                                                       |                                                                                       |
| Auflösung (in Pixel)                   | Auflösung (in Pixel)                   | 1334 × 750                             | 1920 × 1080                                                               | 1136 × 640                                                                | 1334 × 750                                                                | 1920 × 1080                                                                           |                                                                                       |
| Pixeldichte (in ppi)                   | Pixeldichte (in ppi)                   | 326                                    | 401                                                                       | 326                                                                       | 326                                                                       | 401                                                                                   |                                                                                       |
| Aktuelles Betriebssystem               | Aktuelles Betriebssystem               | Aktuelles Betriebssystem               | iOS 15.8.3                                                                | iOS 15.8.3                                                                | iOS 15.8.3                                                                | iOS 15.8.3                                                                            | iOS 15.8.3                                                                            |
| SoC                                    | Bezeichnung                            | Bezeichnung                            | Apple A9 TSMC APL1022 oder Samsung S5L8980                                | Apple A9 TSMC APL1022 oder Samsung S5L8980                                | Apple A9 TSMC APL1022 oder Samsung S5L8980                                | Apple A10 Fusion TSMC APL1W24                                                         | Apple A10 Fusion TSMC APL1W24                                                         |
| SoC                                    | Prozessor                              | Typ                                    | Apple Twister                                                             | Apple Twister                                                             | Apple Twister                                                             | Apple Hurricane                                                                       | Apple Hurricane                                                                       |
| SoC                                    | Prozessor                              | Takt (in MHz)                          | 1840                                                                      | 1840                                                                      | 1840                                                                      | 2400                                                                                  | 2400                                                                                  |
| SoC                                    | Architektur                            | Architektur                            | ARMv8 64 Bit                                                              | ARMv8 64 Bit                                                              | ARMv8 64 Bit                                                              | ARMv8 64 Bit                                                                          | ARMv8 64 Bit                                                                          |
| SoC                                    | Arbeitsspeicher                        | Arbeitsspeicher                        | 2 GB                                                                      | 2 GB                                                                      | 2 GB                                                                      | 2 GB                                                                                  | 3 GB                                                                                  |
| SoC                                    | Grafik- prozessor                      | Typ                                    | PowerVR                                                                   | PowerVR                                                                   | PowerVR                                                                   | PowerVR                                                                               | PowerVR                                                                               |
| SoC                                    | Grafik- prozessor                      | Typ                                    | GT7600                                                                    |                                                                           |                                                                           |                                                                                       |                                                                                       |
| SoC                                    | Grafik- prozessor                      | Takt (in MHz)                          |                                                                           |                                                                           |                                                                           |                                                                                       |                                                                                       |
| Konnek- tivität                        | Modem                                  | Modem                                  | Qualcomm                                                                  | Qualcomm                                                                  | Qualcomm                                                                  | Qualcomm, Intel                                                                       | Qualcomm, Intel                                                                       |
| Konnek- tivität                        | Modem                                  | Modem                                  | MDM9635M                                                                  | MDM9635M                                                                  | MDM9625M                                                                  | MDM9645M, XMM7360                                                                     | MDM9645M, XMM7360                                                                     |
| Konnek- tivität                        | Mobil- funk                            | 2G                                     | GSM, GPRS, EDGE (Quadband 850, 900, 1800 und 1900 MHz)                    | GSM, GPRS, EDGE (Quadband 850, 900, 1800 und 1900 MHz)                    | GSM, GPRS, EDGE (Quadband 850, 900, 1800 und 1900 MHz)                    | GSM, GPRS, EDGE (Quadband 850, 900, 1800 und 1900 MHz)                                | GSM, GPRS, EDGE (Quadband 850, 900, 1800 und 1900 MHz)                                |
| Konnek- tivität                        | Mobil- funk                            | 3G                                     | UMTS, HSDPA (850, 900, 1700/2100, 1900, 2100 MHz)                         | UMTS, HSDPA (850, 900, 1700/2100, 1900, 2100 MHz)                         | UMTS, HSDPA (850, 900, 1700/2100, 1900, 2100 MHz)                         | UMTS, HSDPA (850, 900, 1700/2100, 1900, 2100 MHz)                                     | UMTS, HSDPA (850, 900, 1700/2100, 1900, 2100 MHz)                                     |
| Konnek- tivität                        | Mobil- funk                            | 3G                                     | HSUPA                                                                     |                                                                           |                                                                           |                                                                                       |                                                                                       |
| Konnek- tivität                        | Mobil- funk                            | 3G                                     | CDMA2000 (800, 1700/2100, 1900, 2100 MHz)                                 |                                                                           |                                                                           |                                                                                       |                                                                                       |
| Konnek- tivität                        | Mobil- funk                            | LTE                                    | FDD-LTE-Bänder: [1, 2, 3, 4, 5, 7, 8, 13, 17, 18, 19, 20, 25, 26, 28, 29] | FDD-LTE-Bänder: [1, 2, 3, 4, 5, 7, 8, 13, 17, 18, 19, 20, 25, 26, 28, 29] | FDD-LTE-Bänder: [1, 2, 3, 4, 5, 7, 8, 13, 17, 18, 19, 20, 25, 26, 28, 29] | FDD-LTE-Bänder: [1, 2, 3, 4, 5, 7, 8, 12, 13, 17, 18, 19, 20, 25, 26, 27, 28, 29, 30] | FDD-LTE-Bänder: [1, 2, 3, 4, 5, 7, 8, 12, 13, 17, 18, 19, 20, 25, 26, 27, 28, 29, 30] |
| Konnek- tivität                        | Mobil- funk                            | LTE                                    | TD-LTE-Bänder: [38, 39, 40, 41]                                           |                                                                           |                                                                           |                                                                                       |                                                                                       |
| Konnek- tivität                        | SIM-Karte                              | SIM-Karte                              | Nano-SIM                                                                  | Nano-SIM                                                                  | Nano-SIM                                                                  | Nano-SIM                                                                              | Nano-SIM                                                                              |
| Konnek- tivität                        | WLAN-/ Bluetooth-Chip                  | WLAN-/ Bluetooth-Chip                  | Universal Scientific Industrial                                           | Universal Scientific Industrial                                           | Universal Scientific Industrial                                           | Murata                                                                                | Murata                                                                                |
| Konnek- tivität                        | WLAN-/ Bluetooth-Chip                  | WLAN-/ Bluetooth-Chip                  | 339S00043                                                                 | 339S00043                                                                 | 339S00134                                                                 | 339S00199                                                                             | 339S00199                                                                             |
| WLAN-Standard                          | WLAN-Standard                          | WLAN-Standard                          | 802.11b/g/n/ac 2,4 GHz und 5 GHz                                          | 802.11b/g/n/ac 2,4 GHz und 5 GHz                                          | 802.11b/g/n/ac 2,4 GHz und 5 GHz                                          | 802.11b/g/n/ac 2,4 GHz und 5 GHz                                                      | 802.11b/g/n/ac 2,4 GHz und 5 GHz                                                      |
| Bluetooth-Version                      | Bluetooth-Version                      | Bluetooth-Version                      | 4.2                                                                       | 4.2                                                                       | 4.2                                                                       | 4.2                                                                                   | 4.2                                                                                   |
| Positionsbestimmung                    | Positionsbestimmung                    | Positionsbestimmung                    | Assisted GPS, GLONASS, Galileo und QZSS                                   | Assisted GPS, GLONASS, Galileo und QZSS                                   | Assisted GPS und GLONASS                                                  | Assisted GPS, GLONASS, Galileo und QZSS                                               | Assisted GPS, GLONASS, Galileo und QZSS                                               |
| Kamera                                 | hinten                                 | Foto                                   | 4032 × 3024 Pixel 12,2 Megapixel                                          | 4032 × 3024 Pixel 12,2 Megapixel                                          | 4032 × 3024 Pixel 12,2 Megapixel                                          | 4032 × 3024 Pixel 12,2 Megapixel                                                      | 4032 × 3024 Pixel 12,2 Megapixel 2× optischer Zoom                                    |
| Kamera                                 | hinten                                 | Video                                  | 4K bei 30 fps, 1080p bei 30/60/120 fps 720p bei 30/120/240 fps            | 4K bei 30 fps, 1080p bei 30/60/120 fps 720p bei 30/120/240 fps            | 4K bei 30 fps, 1080p bei 30/60/120 fps 720p bei 30/120/240 fps            | 4K bei 30 fps, 1080p bei 30/60/120 fps 720p bei 30/120/240 fps                        | 4K bei 30 fps, 1080p bei 30/60/120 fps 720p bei 30/120/240 fps                        |
| Kamera                                 | vorn                                   | Foto                                   | 2592 × 1936 Pixel 5 Megapixel                                             | 2592 × 1936 Pixel 5 Megapixel                                             | 1280 × 960 Pixel 1,2 Megapixel                                            | 3072 × 2304 Pixel 7 Megapixel                                                         | 3072 × 2304 Pixel 7 Megapixel                                                         |
| Kamera                                 | vorn                                   | Video                                  | 1280 × 720 Pixel 720p bei 30 fps                                          | 1280 × 720 Pixel 720p bei 30 fps                                          | 1280 × 720 Pixel 720p bei 30 fps                                          | 1920 × 1080 Pixel 1080p bei 30 fps                                                    | 1920 × 1080 Pixel 1080p bei 30 fps                                                    |
| Anschlüsse                             | Anschlüsse                             | Anschlüsse                             | Lightning                                                                 | Lightning                                                                 | Lightning                                                                 | Lightning                                                                             | Lightning                                                                             |
| Anschlüsse                             | Anschlüsse                             | Anschlüsse                             | Headsetausgang (3,5-mm-Klinkenstecker)                                    | Headsetausgang (3,5-mm-Klinkenstecker)                                    | Headsetausgang (3,5-mm-Klinkenstecker)                                    | —                                                                                     | —                                                                                     |
| Sensoren                               | Sensoren                               | Sensoren                               | Tri-Mikrofon                                                              | Tri-Mikrofon                                                              | Tri-Mikrofon                                                              | Tri-Mikrofon                                                                          | Tri-Mikrofon                                                                          |
| Sensoren                               | Sensoren                               | Sensoren                               | Annäherungssensor, Helligkeitssensor, Drei-Achsen-Beschleunigungssensor   |                                                                           |                                                                           |                                                                                       |                                                                                       |
| Sensoren                               | Sensoren                               | Sensoren                               | Magnetometer                                                              |                                                                           |                                                                           |                                                                                       |                                                                                       |
| Sensoren                               | Sensoren                               | Sensoren                               | Drei-Achsen-Drehratensensor                                               |                                                                           |                                                                           |                                                                                       |                                                                                       |
| Sensoren                               | Sensoren                               | Sensoren                               | Touch-ID-Fingerabdruckscanner                                             |                                                                           |                                                                           |                                                                                       |                                                                                       |
| Sensoren                               | Sensoren                               | Sensoren                               | Barometer                                                                 | Barometer                                                                 | —                                                                         | Barometer                                                                             | Barometer                                                                             |
| Modell                                 | Modell                                 | Modell                                 | iPhone 6s                                                                 | iPhone 6s Plus                                                            | iPhone SE (1. Generation)                                                 | iPhone 7                                                                              | iPhone 7 Plus                                                                         |
| Quellen, sofern nicht explizit genannt | Quellen, sofern nicht explizit genannt | Quellen, sofern nicht explizit genannt | [ 132 ]                                                                   | [ 132 ]                                                                   | [ 132 ]                                                                   | [ 133 ]                                                                               | [ 133 ]                                                                               |

| Modell                                 | Modell                                 | Modell                                 | iPhone 8                                                                              | iPhone 8 Plus                                                                         | iPhone X                                                                              |
| -------------------------------------- | -------------------------------------- | -------------------------------------- | ------------------------------------------------------------------------------------- | ------------------------------------------------------------------------------------- | ------------------------------------------------------------------------------------- |
| Vertriebsstatus (seitens Apple)        | Vertriebsstatus (seitens Apple)        | Vertriebsstatus (seitens Apple)        | Verkauf eingestellt                                                                   | Verkauf eingestellt                                                                   | Verkauf eingestellt                                                                   |
| Generation, Revision                   | Generation, Revision                   | Generation, Revision                   | 10,1; 10,4                                                                            | 10,2; 10,5                                                                            | 10,3; 10,6                                                                            |
| Flash-Speicher                         | Flash-Speicher                         | 4 GB                                   |                                                                                       |                                                                                       |                                                                                       |
| Flash-Speicher                         | Flash-Speicher                         | 8 GB                                   |                                                                                       |                                                                                       |                                                                                       |
| Flash-Speicher                         | Flash-Speicher                         | 16 GB                                  |                                                                                       |                                                                                       |                                                                                       |
| Flash-Speicher                         | Flash-Speicher                         | 32 GB                                  |                                                                                       |                                                                                       |                                                                                       |
| Flash-Speicher                         | Flash-Speicher                         | 64 GB                                  | Grünes Häkchensymbol für ja                                                           | Grünes Häkchensymbol für ja                                                           | Grünes Häkchensymbol für ja                                                           |
| Flash-Speicher                         | Flash-Speicher                         | 128 GB                                 |                                                                                       |                                                                                       |                                                                                       |
| Flash-Speicher                         | Flash-Speicher                         | 256 GB                                 | Grünes Häkchensymbol für ja                                                           | Grünes Häkchensymbol für ja                                                           | Grünes Häkchensymbol für ja                                                           |
| Gehäusefarben                          | Gehäusefarben                          | Gehäusefarben                          | Spacegrau, Silber, Gold, Rot                                                          | Spacegrau, Silber, Gold, Rot                                                          | Spacegrau, Silber                                                                     |
| Akku                                   | Typ                                    | Typ                                    | Lithium-Polymer                                                                       | Lithium-Polymer                                                                       | Lithium-Polymer                                                                       |
| Akku                                   | Kapazität                              | Kapazität                              | 6,96 Wh 1821 mAh, 3,82 Volt                                                           | 10,28 Wh 2691 mAh, 3,82 Volt                                                          | 10,35 Wh 2716 mAh, 3,81 Volt                                                          |
| Akku                                   | Laufzeit (in h) a                      | Telefon                                | 14                                                                                    | 21                                                                                    | 21                                                                                    |
| Akku                                   | Laufzeit (in h) a                      | Internet                               | 12                                                                                    | 13                                                                                    | 12                                                                                    |
| Akku                                   | Laufzeit (in h) a                      | Standby                                | 240                                                                                   | 384                                                                                   | 384                                                                                   |
| Gewicht (in g)                         | Gewicht (in g)                         | Gewicht (in g)                         | 148                                                                                   | 202                                                                                   | 174                                                                                   |
| Abmessungen (in mm)                    | Abmessungen (in mm)                    | Höhe                                   | 138,4                                                                                 | 158,4                                                                                 | 143,6                                                                                 |
| Abmessungen (in mm)                    | Abmessungen (in mm)                    | Breite                                 | 67,3                                                                                  | 78,1                                                                                  | 70,9                                                                                  |
| Abmessungen (in mm)                    | Abmessungen (in mm)                    | Dicke                                  | 7,3                                                                                   | 7,5                                                                                   | 7,7                                                                                   |
| Bild- schirm                           |                                        |                                        |                                                                                       |                                                                                       |                                                                                       |
| Typ                                    | Typ                                    | IPS-LCD                                | IPS-LCD                                                                               | OLED                                                                                  |                                                                                       |
| Größe                                  | Größe                                  | 4,7″ (11,94 cm)                        | 5,5″ (13,94 cm)                                                                       | 5,8″ (14,7 cm)                                                                        |                                                                                       |
| Auflösung (in Pixel)                   | Auflösung (in Pixel)                   | 1334 × 750                             | 1920 × 1080                                                                           | 2436 × 1125                                                                           |                                                                                       |
| Pixeldichte (in ppi)                   | Pixeldichte (in ppi)                   | 326                                    | 401                                                                                   | 458                                                                                   |                                                                                       |
| Aktuelles Betriebssystem               | Aktuelles Betriebssystem               | Aktuelles Betriebssystem               | 16.0.1                                                                                | 16.0.1                                                                                | 16.0.1                                                                                |
| SoC                                    | Bezeichnung                            | Bezeichnung                            | Apple A11 Bionic TSMC APL1W72                                                         | Apple A11 Bionic TSMC APL1W72                                                         | Apple A11 Bionic TSMC APL1W72                                                         |
| SoC                                    | Prozessor                              | Typ                                    | Apple Monsoon & Mistral                                                               | Apple Monsoon & Mistral                                                               | Apple Monsoon & Mistral                                                               |
| SoC                                    | Prozessor                              | Maximaler Takt (in MHz)                | 2450                                                                                  | 2450                                                                                  | 2450                                                                                  |
| SoC                                    | Architektur                            | Architektur                            | ARMv8 64 Bit                                                                          | ARMv8 64 Bit                                                                          | ARMv8 64 Bit                                                                          |
| SoC                                    | Arbeitsspeicher                        | Arbeitsspeicher                        | 2 GB                                                                                  | 3 GB                                                                                  | 3 GB                                                                                  |
| SoC                                    | Grafik- prozessor                      | Typ                                    | Apple-entwickelt                                                                      | Apple-entwickelt                                                                      | Apple-entwickelt                                                                      |
| SoC                                    | Grafik- prozessor                      | Typ                                    | Tri-Core                                                                              |                                                                                       |                                                                                       |
| SoC                                    | Grafik- prozessor                      | Takt (in MHz)                          |                                                                                       |                                                                                       |                                                                                       |
| Konnek- tivität                        | Modem                                  | Modem                                  | Qualcomm                                                                              | Qualcomm                                                                              | Qualcomm                                                                              |
| Konnek- tivität                        | Modem                                  | Modem                                  | MDM9655                                                                               |                                                                                       |                                                                                       |
| Konnek- tivität                        | Mobil- funk                            | 2G                                     | GSM, GPRS, EDGE (Quadband 850, 900, 1800 und 1900 MHz)                                | GSM, GPRS, EDGE (Quadband 850, 900, 1800 und 1900 MHz)                                | GSM, GPRS, EDGE (Quadband 850, 900, 1800 und 1900 MHz)                                |
| Konnek- tivität                        | Mobil- funk                            | 3G                                     | UMTS, HSDPA (850, 900, 1700/2100, 1900, 2100 MHz)                                     | UMTS, HSDPA (850, 900, 1700/2100, 1900, 2100 MHz)                                     | UMTS, HSDPA (850, 900, 1700/2100, 1900, 2100 MHz)                                     |
| Konnek- tivität                        | Mobil- funk                            | 3G                                     | HSUPA                                                                                 |                                                                                       |                                                                                       |
| Konnek- tivität                        | Mobil- funk                            | 3G                                     | CDMA2000 (800, 1700/2100, 1900, 2100 MHz)                                             |                                                                                       |                                                                                       |
| Konnek- tivität                        | Mobil- funk                            | LTE                                    | FDD-LTE-Bänder: [1, 2, 3, 4, 5, 7, 8, 12, 13, 17, 18, 19, 20, 25, 26, 28, 29, 30, 66] | FDD-LTE-Bänder: [1, 2, 3, 4, 5, 7, 8, 12, 13, 17, 18, 19, 20, 25, 26, 28, 29, 30, 66] | FDD-LTE-Bänder: [1, 2, 3, 4, 5, 7, 8, 12, 13, 17, 18, 19, 20, 25, 26, 28, 29, 30, 66] |
| Konnek- tivität                        | Mobil- funk                            | LTE                                    | TD-LTE-Bänder: [34, 38, 39, 40, 41]                                                   |                                                                                       |                                                                                       |
| Konnek- tivität                        | SIM-Karte                              | SIM-Karte                              | Nano-SIM                                                                              | Nano-SIM                                                                              | Nano-SIM                                                                              |
| Konnek- tivität                        | WLAN-/ Bluetooth-Chip                  | WLAN-/ Bluetooth-Chip                  | Universal Scientific Industrial                                                       | Universal Scientific Industrial                                                       | Universal Scientific Industrial                                                       |
| Konnek- tivität                        | WLAN-/ Bluetooth-Chip                  | WLAN-/ Bluetooth-Chip                  | 339S00397                                                                             |                                                                                       |                                                                                       |
| WLAN-Standard                          | WLAN-Standard                          | WLAN-Standard                          | 802.11b/g/n/ac 2,4 GHz und 5 GHz                                                      | 802.11b/g/n/ac 2,4 GHz und 5 GHz                                                      | 802.11b/g/n/ac 2,4 GHz und 5 GHz                                                      |
| Bluetooth-Version                      | Bluetooth-Version                      | Bluetooth-Version                      | 5.0                                                                                   | 5.0                                                                                   | 5.0                                                                                   |
| Positionsbestimmung                    | Positionsbestimmung                    | Positionsbestimmung                    | GPS, GLONASS, Galileo und QZSS                                                        | GPS, GLONASS, Galileo und QZSS                                                        | GPS, GLONASS, Galileo und QZSS                                                        |
| Kamera                                 | hinten                                 | Foto                                   | 4032 × 3024 Pixel 12,2 Megapixel                                                      | 4032 × 3024 Pixel 12,2 Megapixel 2 × optischer Zoom                                   | 4032 × 3024 Pixel 12,2 Megapixel 2 × optischer Zoom                                   |
| Kamera                                 | hinten                                 | Video                                  | 4K bei 24/30/60 fps, 1080p bei 30/60/120/240 fps 720p bei 30/120/240 fps              | 4K bei 24/30/60 fps, 1080p bei 30/60/120/240 fps 720p bei 30/120/240 fps              | 4K bei 24/30/60 fps, 1080p bei 30/60/120/240 fps 720p bei 30/120/240 fps              |
| Kamera                                 | vorn                                   | Foto                                   | 3072 × 2304 Pixel 7 Megapixel                                                         | 3072 × 2304 Pixel 7 Megapixel                                                         | 3072 × 2304 Pixel 7 Megapixel                                                         |
| Kamera                                 | vorn                                   | Video                                  | 1920 × 1080 Pixel 1080p bei 30 fps                                                    | 1920 × 1080 Pixel 1080p bei 30 fps                                                    | 1920 × 1080 Pixel 1080p bei 30 fps                                                    |
| Anschlüsse                             | Anschlüsse                             | Anschlüsse                             | Lightning                                                                             | Lightning                                                                             | Lightning                                                                             |
| Anschlüsse                             | Anschlüsse                             | Anschlüsse                             | Kabelloses Laden (mit Qi Ladegeräten)                                                 |                                                                                       |                                                                                       |
| Sensoren                               | Sensoren                               | Sensoren                               | Tri-Mikrofon                                                                          | Tri-Mikrofon                                                                          | Tri-Mikrofon                                                                          |
| Sensoren                               | Sensoren                               | Sensoren                               | Annäherungssensor, Helligkeitssensor, Drei-Achsen-Beschleunigungssensor               |                                                                                       |                                                                                       |
| Sensoren                               | Sensoren                               | Sensoren                               | Magnetometer                                                                          |                                                                                       |                                                                                       |
| Sensoren                               | Sensoren                               | Sensoren                               | Drei-Achsen-Drehratensensor                                                           |                                                                                       |                                                                                       |
| Sensoren                               | Sensoren                               | Sensoren                               | Touch-ID-Fingerabdruckscanner                                                         | Touch-ID-Fingerabdruckscanner                                                         | Face-ID-Sensor                                                                        |
| Sensoren                               | Sensoren                               | Sensoren                               | Barometer                                                                             |                                                                                       |                                                                                       |
| Modell                                 | Modell                                 | Modell                                 | iPhone 8                                                                              | iPhone 8 Plus                                                                         | iPhone X                                                                              |
| Quellen, sofern nicht explizit genannt | Quellen, sofern nicht explizit genannt | Quellen, sofern nicht explizit genannt | [ 139 ]                                                                               | [ 139 ]                                                                               | [ 139 ]                                                                               |

| Modell                                 | Modell                                 | Modell                                 | iPhone XS                                          | iPhone XS Max                                      | iPhone XR                                |
| -------------------------------------- | -------------------------------------- | -------------------------------------- | -------------------------------------------------- | -------------------------------------------------- | ---------------------------------------- |
| Vertriebsstatus (seitens Apple)        | Vertriebsstatus (seitens Apple)        | Vertriebsstatus (seitens Apple)        | Verkauf eingestellt                                | Verkauf eingestellt                                | Verkauf eingestellt                      |
| Generation, Revision                   | Generation, Revision                   | Generation, Revision                   | 11,2                                               | 11,6                                               | 11,8                                     |
| Flash-Speicher                         | Flash-Speicher                         | 64 GB                                  | Grünes Häkchensymbol für ja                        | Grünes Häkchensymbol für ja                        | Grünes Häkchensymbol für ja              |
| Flash-Speicher                         | Flash-Speicher                         | 128 GB                                 |                                                    |                                                    | Grünes Häkchensymbol für ja              |
| Flash-Speicher                         | Flash-Speicher                         | 256 GB                                 | Grünes Häkchensymbol für ja                        | Grünes Häkchensymbol für ja                        | Grünes Häkchensymbol für ja              |
| Flash-Speicher                         | Flash-Speicher                         | 512 GB                                 | Grünes Häkchensymbol für ja                        | Grünes Häkchensymbol für ja                        |                                          |
| Gehäusefarben                          | Gehäusefarben                          | Gehäusefarben                          | Silber, Space Grau, Gold                           | Silber, Space Grau, Gold                           | Blau, Weiß, Schwarz, Gelb, Koralle, Rot  |
| Akku                                   | Typ                                    | Typ                                    |                                                    |                                                    |                                          |
| Akku                                   | Kapazität                              | Kapazität                              | 10,13 Wh 2659mAh, 3,81 Volt                        | 12,08 Wh 3179mAh, 3,80 Volt                        | 11,16 Wh 2944mAh, 3,79 Volt              |
| Akku                                   | Laufzeit (in h) a                      | Telefon                                | 20                                                 | 25                                                 | 25                                       |
| Akku                                   | Laufzeit (in h) a                      | Internet                               | 12                                                 | 13                                                 | 15                                       |
| Akku                                   | Laufzeit (in h) a                      | Standby                                |                                                    |                                                    |                                          |
| Gewicht (in g)                         | Gewicht (in g)                         | Gewicht (in g)                         | 177                                                | 208                                                | 194                                      |
| Abmessungen (in mm)                    | Abmessungen (in mm)                    | Höhe                                   | 143,6                                              | 157,5                                              | 150,9                                    |
| Abmessungen (in mm)                    | Abmessungen (in mm)                    | Breite                                 | 70,9                                               | 77,4                                               | 75,7                                     |
| Abmessungen (in mm)                    | Abmessungen (in mm)                    | Dicke                                  | 7,7                                                | 7,7                                                | 8,3                                      |
| Bild- schirm                           |                                        |                                        |                                                    |                                                    |                                          |
| Typ                                    | Typ                                    | Super Retina HD Display                | Super Retina HD Display                            | Liquid Retina HD Display                           |                                          |
| Größe                                  | Größe                                  | 5,8" (14,7 cm)                         | 6,5″ (16,5 cm)                                     | 6,1″ (15,5 cm)                                     |                                          |
| Auflösung (in Pixel)                   | Auflösung (in Pixel)                   | 2436 × 1125                            | 2688 × 1242                                        | 1792 × 828                                         |                                          |
| Pixeldichte (in ppi)                   | Pixeldichte (in ppi)                   | 458                                    | 458                                                | 326                                                |                                          |
| Aktuelles Betriebssystem               | Aktuelles Betriebssystem               | Aktuelles Betriebssystem               | iOS 18.5                                           | iOS 18.5                                           | iOS 18.5                                 |
| SoC                                    | Bezeichnung                            | Bezeichnung                            | Apple A12 Bionic                                   | Apple A12 Bionic                                   | Apple A12 Bionic                         |
| SoC                                    | Prozessor                              | Typ                                    | Apple Vortex & Tempest                             | Apple Vortex & Tempest                             | Apple Vortex & Tempest                   |
| SoC                                    | Prozessor                              | Maximaler Takt (in MHz)                | 2490                                               | 2490                                               | 2490                                     |
| SoC                                    | Architektur                            | Architektur                            | 64 Bit                                             | 64 Bit                                             | 64 Bit                                   |
| SoC                                    | Arbeitsspeicher                        | Arbeitsspeicher                        | 4 GB                                               | 4 GB                                               | 3 GB                                     |
| SoC                                    | Grafik- prozessor                      | Typ                                    | Apple-entwickelt                                   | Apple-entwickelt                                   | Apple-entwickelt                         |
| SoC                                    | Grafik- prozessor                      | Typ                                    | Quad-Core                                          |                                                    |                                          |
| SoC                                    | Grafik- prozessor                      | Takt (in MHz)                          |                                                    |                                                    |                                          |
| Konnek- tivität                        | Modem                                  | Modem                                  |                                                    |                                                    |                                          |
| Konnek- tivität                        | Modem                                  | Modem                                  |                                                    |                                                    |                                          |
| Konnek- tivität                        | Mobil- funk                            | 2G                                     | GSM/EDGE                                           | GSM/EDGE                                           | GSM/EDGE                                 |
| Konnek- tivität                        | Mobil- funk                            | 3G                                     | UMTS/HSPA+                                         | UMTS/HSPA+                                         | UMTS/HSPA+                               |
| Konnek- tivität                        | Mobil- funk                            | 3G                                     | DC-HSDPA                                           |                                                    |                                          |
| Konnek- tivität                        | Mobil- funk                            | 3G                                     | CDMA EV‑DO Rev. A (bestimmte Modelle)              |                                                    |                                          |
| Konnek- tivität                        | Mobil- funk                            | LTE                                    | Gigabit fähiges LTE                                | Gigabit fähiges LTE                                | LTE Advanced                             |
| Konnek- tivität                        | Mobil- funk                            | LTE                                    | VoLTE                                              |                                                    |                                          |
| Konnek- tivität                        | SIM-Karte                              | SIM-Karte                              | Dual SIM (Nano‑SIM und eSIM)                       | Dual SIM (Nano‑SIM und eSIM)                       | Dual SIM (Nano‑SIM und eSIM)             |
| Konnek- tivität                        | WLAN-/ Bluetooth-Chip                  |                                        |                                                    |                                                    |                                          |
| Konnek- tivität                        |                                        |                                        |                                                    |                                                    |                                          |
| WLAN-Standard                          | WLAN-Standard                          | WLAN-Standard                          | 802.11ac WLAN mit MIMO                             | 802.11ac WLAN mit MIMO                             | 802.11ac WLAN mit MIMO                   |
| Bluetooth-Version                      | Bluetooth-Version                      | Bluetooth-Version                      | 5.0                                                | 5.0                                                | 5.0                                      |
| Positionsbestimmung                    | Positionsbestimmung                    | Positionsbestimmung                    | GPS, GLONASS, Galileo und QZSS                     | GPS, GLONASS, Galileo und QZSS                     | GPS, GLONASS, Galileo und QZSS           |
| Kamera                                 | hinten                                 | Foto                                   | 4032 × 3024 Pixel 12,2 Megapixel 2× optischer Zoom | 4032 × 3024 Pixel 12,2 Megapixel 2× optischer Zoom | 4032 × 3024 Pixel 12,2 Megapixel         |
| Kamera                                 | hinten                                 | Video                                  | 4K bei 24/30/60 fps, 1080p bei 30/60 fps           | 4K bei 24/30/60 fps, 1080p bei 30/60 fps           | 4K bei 24/30/60 fps, 1080p bei 30/60 fps |
| Kamera                                 | vorn                                   | Foto                                   | 7 Megapixel                                        | 7 Megapixel                                        | 7 Megapixel                              |
| Kamera                                 | vorn                                   | Video                                  | 1920 × 1080 Pixel 1080p bei 30/60 fps              | 1920 × 1080 Pixel 1080p bei 30/60 fps              | 1920 × 1080 Pixel 1080p bei 30/60 fps    |
| Anschlüsse                             | Anschlüsse                             | Anschlüsse                             | Lightning                                          | Lightning                                          | Lightning                                |
| Anschlüsse                             | Anschlüsse                             | Anschlüsse                             | Kabelloses Laden (mit Qi Ladegeräten)              |                                                    |                                          |
| Sensoren                               | Sensoren                               | Sensoren                               | 3-Achsen Gyrosensor                                | 3-Achsen Gyrosensor                                | 3-Achsen Gyrosensor                      |
| Sensoren                               | Sensoren                               | Sensoren                               | Beschleunigungssensor                              |                                                    |                                          |
| Sensoren                               | Sensoren                               | Sensoren                               | Näherungssensor                                    |                                                    |                                          |
| Sensoren                               | Sensoren                               | Sensoren                               | Umgebungslichtsensor                               |                                                    |                                          |
| Sensoren                               | Sensoren                               | Sensoren                               | Face-ID-Sensor                                     |                                                    |                                          |
| Sensoren                               | Sensoren                               | Sensoren                               | Barometer                                          |                                                    |                                          |
| Modell                                 | Modell                                 | Modell                                 | iPhone XS                                          | iPhone XS Max                                      | iPhone XR                                |
| Quellen, sofern nicht explizit genannt | Quellen, sofern nicht explizit genannt | Quellen, sofern nicht explizit genannt | [ 143 ]                                            | [ 143 ]                                            | [ 143 ]                                  |

| Modell                          | Modell                          | Modell                          | iPhone 11 Pro                                                               | iPhone 11 Pro Max                                                           | iPhone 11                                                                | iPhone (SE 2. Generation)            |
| ------------------------------- | ------------------------------- | ------------------------------- | --------------------------------------------------------------------------- | --------------------------------------------------------------------------- | ------------------------------------------------------------------------ | ------------------------------------ |
| Vertriebsstatus (seitens Apple) | Vertriebsstatus (seitens Apple) | Vertriebsstatus (seitens Apple) | Verkauf eingestellt                                                         | Verkauf eingestellt                                                         | verfügbar                                                                | verfügbar                            |
| Flash-Speicher                  | Flash-Speicher                  | 64 GB                           | Grünes Häkchensymbol für ja                                                 | Grünes Häkchensymbol für ja                                                 | Grünes Häkchensymbol für ja                                              | Grünes Häkchensymbol für ja          |
| Flash-Speicher                  | Flash-Speicher                  | 128 GB                          |                                                                             |                                                                             | Grünes Häkchensymbol für ja                                              | Grünes Häkchensymbol für ja          |
| Flash-Speicher                  | Flash-Speicher                  | 256 GB                          | Grünes Häkchensymbol für ja                                                 | Grünes Häkchensymbol für ja                                                 | Grünes Häkchensymbol für ja                                              | Grünes Häkchensymbol für ja          |
| Flash-Speicher                  | Flash-Speicher                  | 512 GB                          | Grünes Häkchensymbol für ja                                                 | Grünes Häkchensymbol für ja                                                 |                                                                          |                                      |
| Gehäusefarben                   | Gehäusefarben                   | Gehäusefarben                   | Silber, Space Grau, Gold, Nachtgrün                                         | Silber, Space Grau, Gold, Nachtgrün                                         | Violett, Weiß, Schwarz, Gelb, Grün, Rot                                  | Schwarz, Weiß, Rot                   |
| Akku                            | Kapazität                       | Kapazität                       | 11,67 Wh 3046mAh, 3,83 Volt                                                 | 15,04 Wh 3969mAh, 3,79 Volt                                                 | 11,91 Wh 3110 mAh, 3,83 Volt                                             |                                      |
| Akku                            | Laufzeit (in h) a               | Videowiedergabe                 | 20                                                                          | 18                                                                          | 17                                                                       | 13                                   |
| Akku                            | Laufzeit (in h) a               | Videowiedergabe (gestreamt)     | 12                                                                          | 11                                                                          | 10                                                                       | 8                                    |
| Akku                            | Laufzeit (in h) a               | Audiowiedergabe                 | 80                                                                          | 65                                                                          | 65                                                                       | 40                                   |
| Gewicht (in g)                  | Gewicht (in g)                  | Gewicht (in g)                  | 188                                                                         | 226                                                                         | 194                                                                      | 148                                  |
| Abmessungen (in mm)             | Abmessungen (in mm)             | Höhe                            | 144                                                                         | 158                                                                         | 150,9                                                                    | 138,4                                |
| Abmessungen (in mm)             | Abmessungen (in mm)             | Breite                          | 71,4                                                                        | 77,8                                                                        | 75,7                                                                     | 67,3                                 |
| Abmessungen (in mm)             | Abmessungen (in mm)             | Dicke                           | 8,1                                                                         | 8,1                                                                         | 8,3                                                                      | 7,3                                  |
| Bild- schirm                    |                                 |                                 |                                                                             |                                                                             |                                                                          |                                      |
| Typ                             | Typ                             | Super Retina XDR Display        | Super Retina XDR Display                                                    | Liquid Retina HD Display                                                    | Retina HD Display                                                        |                                      |
| Größe                           | Größe                           | 5,8" (14,7 cm)                  | 6,5″ (16,5 cm)                                                              | 6,1″ (15,5 cm)                                                              | 4,7" (11,94 cm)                                                          |                                      |
| Auflösung (in Pixel)            | Auflösung (in Pixel)            | 2436 × 1125                     | 2688 × 1242                                                                 | 1792 × 828                                                                  | 1334 × 750                                                               |                                      |
| Pixeldichte (in ppi)            | Pixeldichte (in ppi)            | 458                             | 458                                                                         | 326                                                                         | 326                                                                      |                                      |
| Aktuelles Betriebssystem        | Aktuelles Betriebssystem        | Aktuelles Betriebssystem        | iOS 18.5                                                                    | iOS 18.5                                                                    | iOS 18.5                                                                 | iOS 18.5                             |
| SoC                             | Bezeichnung                     | Bezeichnung                     | Apple A13 Bionic                                                            | Apple A13 Bionic                                                            | Apple A13 Bionic                                                         | Apple A13 Bionic                     |
| SoC                             | Prozessor                       | Typ                             | Apple Lightning & Thunder                                                   | Apple Lightning & Thunder                                                   | Apple Lightning & Thunder                                                | Apple Lightning & Thunder            |
| SoC                             | Prozessor                       | Maximaler Takt (in MHz)         | 2660                                                                        | 2660                                                                        | 2660                                                                     |                                      |
| SoC                             | Architektur                     | Architektur                     | 64 Bit                                                                      | 64 Bit                                                                      | 64 Bit                                                                   | 64 Bit                               |
| SoC                             | Arbeitsspeicher                 | Arbeitsspeicher                 | 4 GB                                                                        | 4 GB                                                                        | 4 GB                                                                     | 3 GB                                 |
| SoC                             | Grafik- prozessor               | Typ                             | Apple-entwickelt                                                            | Apple-entwickelt                                                            | Apple-entwickelt                                                         | Apple-entwickelt                     |
| SoC                             | Grafik- prozessor               | Typ                             | Quad-Core                                                                   |                                                                             |                                                                          |                                      |
| Konnek- tivität                 | Mobil- funk                     | 2G                              | GSM/EDGE                                                                    | GSM/EDGE                                                                    | GSM/EDGE                                                                 | GSM/EDGE                             |
| Konnek- tivität                 | Mobil- funk                     | 3G                              | UMTS/HSPA+                                                                  | UMTS/HSPA+                                                                  | UMTS/HSPA+                                                               | UMTS/HSPA+                           |
| Konnek- tivität                 | Mobil- funk                     | 3G                              | DC-HSDPA                                                                    |                                                                             |                                                                          |                                      |
| Konnek- tivität                 | Mobil- funk                     | 3G                              | CDMA EV‑DO Rev. A (bestimmte Modelle)                                       |                                                                             |                                                                          |                                      |
| Konnek- tivität                 | Mobil- funk                     | LTE                             | Gigabit fähiges LTE                                                         | Gigabit fähiges LTE                                                         | Gigabit fähiges LTE                                                      | Gigabit fähiges LTE                  |
| Konnek- tivität                 | Mobil- funk                     | LTE                             | VoLTE                                                                       |                                                                             |                                                                          |                                      |
| Konnek- tivität                 | SIM-Karte                       | SIM-Karte                       | Dual SIM (Nano‑SIM und eSIM)                                                | Dual SIM (Nano‑SIM und eSIM)                                                | Dual SIM (Nano‑SIM und eSIM)                                             | Dual SIM (Nano‑SIM und eSIM)         |
| Konnek- tivität                 | WLAN-Standard                   | WLAN-Standard                   | 802.11ax WLAN / Wi-Fi 6 mit 2x2 MIMO                                        | 802.11ax WLAN / Wi-Fi 6 mit 2x2 MIMO                                        | 802.11ax WLAN / Wi-Fi 6 mit 2x2 MIMO                                     | 802.11ax WLAN / Wi-Fi 6 mit 2x2 MIMO |
| Konnek- tivität                 | Bluetooth-Version               | Bluetooth-Version               | 5.0                                                                         | 5.0                                                                         | 5.0                                                                      | 5.0                                  |
| Konnek- tivität                 | Positionsbestimmung             | Positionsbestimmung             | GPS, GLONASS, Galileo und QZSS                                              | GPS, GLONASS, Galileo und QZSS                                              | GPS, GLONASS, Galileo und QZSS                                           | GPS, GNSS                            |
| Kamera                          | hinten                          | Foto                            | 12 Megapixel Dreifach Kamera Ultraweitwinkel-, Weitwinkel- und Teleobjektiv | 12 Megapixel Dreifach Kamera Ultraweitwinkel-, Weitwinkel- und Teleobjektiv | 12 Megapixel Zweifach Kamera mit Ultraweitwinkel- und Weitwinkelobjektiv | 12 Megapixel                         |
| Kamera                          | hinten                          | Video                           | 4K                                                                          | 4K                                                                          | 4K                                                                       | 4K                                   |
| Kamera                          | vorn                            | Foto                            | 12 Megapixel                                                                | 12 Megapixel                                                                | 12 Megapixel                                                             | 7 Megapixel                          |
| Kamera                          | vorn                            | Video                           | 4K                                                                          | 4K                                                                          | 4K                                                                       | 1080p                                |
| Anschlüsse                      | Anschlüsse                      | Anschlüsse                      | Lightning                                                                   | Lightning                                                                   | Lightning                                                                | Lightning                            |
| Anschlüsse                      | Anschlüsse                      | Anschlüsse                      | Kabelloses Laden (mit Qi Ladegeräten)                                       |                                                                             |                                                                          |                                      |
| Sensoren                        | Sensoren                        | Sensoren                        | 3-Achsen Gyrosensor                                                         | 3-Achsen Gyrosensor                                                         | 3-Achsen Gyrosensor                                                      | 3-Achsen Gyrosensor                  |
| Sensoren                        | Sensoren                        | Sensoren                        | Beschleunigungssensor                                                       |                                                                             |                                                                          |                                      |
| Sensoren                        | Sensoren                        | Sensoren                        | Näherungssensor                                                             |                                                                             |                                                                          |                                      |
| Sensoren                        | Sensoren                        | Sensoren                        | Umgebungslichtsensor                                                        |                                                                             |                                                                          |                                      |
| Sensoren                        | Sensoren                        | Sensoren                        | Face-ID-Sensor                                                              | Face-ID-Sensor                                                              | Face-ID-Sensor                                                           | Touch ID                             |
| Sensoren                        | Sensoren                        | Sensoren                        | Barometer                                                                   |                                                                             |                                                                          |                                      |
| Modell                          | Modell                          | Modell                          | iPhone 11 Pro                                                               | iPhone 11 Pro Max                                                           | iPhone 11                                                                | iPhone (SE 2. Generation)            |

| Modell                          | Modell                          | Modell                          | iPhone 12 Pro Max                                                          | iPhone 12 Pro                                                              | iPhone 12                                                 | iPhone 12 mini                                            |
| ------------------------------- | ------------------------------- | ------------------------------- | -------------------------------------------------------------------------- | -------------------------------------------------------------------------- | --------------------------------------------------------- | --------------------------------------------------------- |
| Vertriebsstatus (seitens Apple) | Vertriebsstatus (seitens Apple) | Vertriebsstatus (seitens Apple) | Verkauf eingestellt                                                        | Verkauf eingestellt                                                        | verfügbar                                                 | verfügbar                                                 |
| Flash-Speicher                  | Flash-Speicher                  | 64 GB                           |                                                                            |                                                                            | Grünes Häkchensymbol für ja                               | Grünes Häkchensymbol für ja                               |
| Flash-Speicher                  | Flash-Speicher                  | 128 GB                          | Grünes Häkchensymbol für ja                                                | Grünes Häkchensymbol für ja                                                | Grünes Häkchensymbol für ja                               | Grünes Häkchensymbol für ja                               |
| Flash-Speicher                  | Flash-Speicher                  | 256 GB                          | Grünes Häkchensymbol für ja                                                | Grünes Häkchensymbol für ja                                                | Grünes Häkchensymbol für ja                               | Grünes Häkchensymbol für ja                               |
| Flash-Speicher                  | Flash-Speicher                  | 512 GB                          | Grünes Häkchensymbol für ja                                                | Grünes Häkchensymbol für ja                                                |                                                           |                                                           |
| Gehäusefarben                   | Gehäusefarben                   | Gehäusefarben                   | Graphit, Silber, Gold, Pazifikblau                                         | Graphit, Silber, Gold, Pazifikblau                                         | Weiß, Schwarz, Blau, Grün, Violett, (Product)Red          | Weiß, Schwarz, Blau, Grün, Violett, (Product)Red          |
| Akkulaufzeit (in h) a           | Akkulaufzeit (in h) a           | Videowiedergabe                 | 20                                                                         | 17                                                                         | 17                                                        | 15                                                        |
| Akkulaufzeit (in h) a           | Akkulaufzeit (in h) a           | Videowiedergabe (gestreamt)     | 12                                                                         | 11                                                                         | 11                                                        | 10                                                        |
| Akkulaufzeit (in h) a           | Akkulaufzeit (in h) a           | Audiowiedergabe                 | 80                                                                         | 65                                                                         | 65                                                        | 50                                                        |
| Gewicht (in g)                  | Gewicht (in g)                  | Gewicht (in g)                  | 226                                                                        | 187                                                                        | 162                                                       | 133                                                       |
| Abmessungen (in mm)             | Abmessungen (in mm)             | Höhe                            | 160,8                                                                      | 146,7                                                                      | 146,7                                                     | 131,5                                                     |
| Abmessungen (in mm)             | Abmessungen (in mm)             | Breite                          | 78,1                                                                       | 71,5                                                                       | 71,5                                                      | 64,2                                                      |
| Abmessungen (in mm)             | Abmessungen (in mm)             | Dicke                           | 7,4                                                                        | 7,4                                                                        | 7,4                                                       | 7,4                                                       |
| Bild- schirm                    |                                 |                                 |                                                                            |                                                                            |                                                           |                                                           |
| Typ                             | Typ                             | Super Retina XDR Display        | Super Retina XDR Display                                                   | Super Retina XDR Display                                                   | Super Retina XDR Display                                  |                                                           |
| Größe                           | Größe                           | 6,7" (14,7 cm)                  | 6,1″ (16,5 cm)                                                             | 6,1″ (15,5 cm)                                                             | 5,4" (13,7 cm)                                            |                                                           |
| Auflösung (in Pixel)            | Auflösung (in Pixel)            | 2778 × 1284                     | 2532 × 1170                                                                | 2532 × 1170                                                                | 2340 × 1080                                               |                                                           |
| Pixeldichte (in ppi)            | Pixeldichte (in ppi)            | 458                             | 460                                                                        | 460                                                                        | 476                                                       |                                                           |
| Aktuelles Betriebssystem        | Aktuelles Betriebssystem        | Aktuelles Betriebssystem        | iOS 18.5                                                                   | iOS 18.5                                                                   | iOS 18.5                                                  | iOS 18.5                                                  |
| SoC                             | Bezeichnung                     | Bezeichnung                     | Apple A14 Bionic                                                           | Apple A14 Bionic                                                           | Apple A14 Bionic                                          | Apple A14 Bionic                                          |
| SoC                             | Prozessor                       | Typ                             | Apple Lightning & Thunder                                                  | Apple Lightning & Thunder                                                  | Apple Lightning & Thunder                                 | Apple Lightning & Thunder                                 |
| SoC                             | Prozessor                       | Architektur                     | 64-Bit                                                                     | 64-Bit                                                                     | 64-Bit                                                    | 64-Bit                                                    |
| SoC                             | Arbeitsspeicher                 | Arbeitsspeicher                 | 6 GB                                                                       | 6 GB                                                                       | 4 GB                                                      | 4 GB                                                      |
| SoC                             | Grafik- prozessor               | Typ                             | Apple-entwickelt                                                           | Apple-entwickelt                                                           | Apple-entwickelt                                          | Apple-entwickelt                                          |
| SoC                             | Grafik- prozessor               | Typ                             | Quad-Core                                                                  |                                                                            |                                                           |                                                           |
| Konnek- tivität                 | Mobil- funk                     | 2G                              | GSM/EDGE                                                                   | GSM/EDGE                                                                   | GSM/EDGE                                                  | GSM/EDGE                                                  |
| Konnek- tivität                 | Mobil- funk                     | 3G                              | UMTS/HSPA+                                                                 | UMTS/HSPA+                                                                 | UMTS/HSPA+                                                | UMTS/HSPA+                                                |
| Konnek- tivität                 | Mobil- funk                     | 3G                              | DC-HSDPA                                                                   |                                                                            |                                                           |                                                           |
| Konnek- tivität                 | Mobil- funk                     | 3G                              | CDMA EV‑DO Rev. A (bestimmte Modelle)                                      |                                                                            |                                                           |                                                           |
| Konnek- tivität                 | Mobil- funk                     | LTE                             | Gigabit fähiges LTE                                                        | Gigabit fähiges LTE                                                        | Gigabit fähiges LTE                                       | Gigabit fähiges LTE                                       |
| Konnek- tivität                 | Mobil- funk                     | LTE                             | VoLTE                                                                      |                                                                            |                                                           |                                                           |
| Konnek- tivität                 | Mobil- funk                     | 5G                              | 5G                                                                         | 5G                                                                         | 5G                                                        | 5G                                                        |
| Konnek- tivität                 | SIM-Karte                       | SIM-Karte                       | Dual SIM (Nano‑SIM und eSIM)                                               | Dual SIM (Nano‑SIM und eSIM)                                               | Dual SIM (Nano‑SIM und eSIM)                              | Dual SIM (Nano‑SIM und eSIM)                              |
| Konnek- tivität                 | WLAN-Standard                   | WLAN-Standard                   | 802.11ax WLAN / Wi-Fi 6 mit 2x2 MIMO                                       | 802.11ax WLAN / Wi-Fi 6 mit 2x2 MIMO                                       | 802.11ax WLAN / Wi-Fi 6 mit 2x2 MIMO                      | 802.11ax WLAN / Wi-Fi 6 mit 2x2 MIMO                      |
| Konnek- tivität                 | Bluetooth-Version               | Bluetooth-Version               | 5.0                                                                        | 5.0                                                                        | 5.0                                                       | 5.0                                                       |
| Konnek- tivität                 | Positionsbestimmung             | Positionsbestimmung             | GPS, GLONASS, Galileo und QZSS                                             | GPS, GLONASS, Galileo und QZSS                                             | GPS, GLONASS, Galileo und QZSS                            | GPS, GLONASS, Galileo und QZSS                            |
| Kamera                          | hinten                          | Foto                            | 12 MP Drei-Kamera-System (Tele‑, Weitwinkel‑ und Ultraweitwinkel-Objektiv) | 12 MP Drei-Kamera-System (Tele‑, Weitwinkel‑ und Ultraweitwinkel-Objektiv) | 12 MP Zwei-Kamera-System (Weitwinkel und Ultraweitwinkel) | 12 MP Zwei-Kamera-System (Weitwinkel und Ultraweitwinkel) |
| Kamera                          | hinten                          | Video                           | 4K                                                                         | 4K                                                                         | 4K                                                        | 4K                                                        |
| Kamera                          | vorn                            | Foto                            | 12 Megapixel                                                               | 12 Megapixel                                                               | 12 Megapixel                                              | 12 Megapixel                                              |
| Kamera                          | vorn                            | Video                           | 4K                                                                         | 4K                                                                         | 4K                                                        | 4K                                                        |
| Anschlüsse                      | Anschlüsse                      | Anschlüsse                      | Lightning                                                                  | Lightning                                                                  | Lightning                                                 | Lightning                                                 |
| Anschlüsse                      | Anschlüsse                      | Anschlüsse                      | Kabelloses Laden (mit Qi Ladegeräten)                                      |                                                                            |                                                           |                                                           |
| Sensoren                        | Sensoren                        | Sensoren                        | 3-Achsen Gyrosensor                                                        | 3-Achsen Gyrosensor                                                        | 3-Achsen Gyrosensor                                       | 3-Achsen Gyrosensor                                       |
| Sensoren                        | Sensoren                        | Sensoren                        | Beschleunigungssensor                                                      |                                                                            |                                                           |                                                           |
| Sensoren                        | Sensoren                        | Sensoren                        | Näherungssensor                                                            |                                                                            |                                                           |                                                           |
| Sensoren                        | Sensoren                        | Sensoren                        | Umgebungslichtsensor                                                       |                                                                            |                                                           |                                                           |
| Sensoren                        | Sensoren                        | Sensoren                        | Face-ID-Sensor                                                             |                                                                            |                                                           |                                                           |
| Sensoren                        | Sensoren                        | Sensoren                        | Barometer                                                                  |                                                                            |                                                           |                                                           |
| Modell                          | Modell                          | Modell                          | iPhone 12 Pro Max                                                          | iPhone 12 Pro                                                              | iPhone 12                                                 | iPhone 12 mini                                            |

| Modell                                             | Modell                                             | Modell                          | iPhone 13 Pro Max                                                          | iPhone 13 Pro                                                              | iPhone 13                                                 | iPhone 13 mini                                            |
| -------------------------------------------------- | -------------------------------------------------- | ------------------------------- | -------------------------------------------------------------------------- | -------------------------------------------------------------------------- | --------------------------------------------------------- | --------------------------------------------------------- |
| Vertriebsstatus (seitens Apple)                    | Vertriebsstatus (seitens Apple)                    | Vertriebsstatus (seitens Apple) | verfügbar                                                                  | verfügbar                                                                  | verfügbar                                                 | verfügbar                                                 |
| Flash-Speicher                                     | Flash-Speicher                                     | 128 GB                          | Grünes Häkchensymbol für ja                                                | Grünes Häkchensymbol für ja                                                | Grünes Häkchensymbol für ja                               | Grünes Häkchensymbol für ja                               |
| Flash-Speicher                                     | Flash-Speicher                                     | 256 GB                          | Grünes Häkchensymbol für ja                                                | Grünes Häkchensymbol für ja                                                | Grünes Häkchensymbol für ja                               | Grünes Häkchensymbol für ja                               |
| Flash-Speicher                                     | Flash-Speicher                                     | 512 GB                          | Grünes Häkchensymbol für ja                                                | Grünes Häkchensymbol für ja                                                | Grünes Häkchensymbol für ja                               | Grünes Häkchensymbol für ja                               |
| Flash-Speicher                                     | Flash-Speicher                                     | 1 TB                            | Grünes Häkchensymbol für ja                                                | Grünes Häkchensymbol für ja                                                |                                                           |                                                           |
| Gehäusefarben                                      | Gehäusefarben                                      | Gehäusefarben                   | Graphit, Silber, Gold, Sierrablau                                          | Graphit, Silber, Gold, Sierrablau                                          | Polarstern, Mitternacht, Blau, Rosé, (Product)Red         | Polarstern, Mitternacht, Blau, Rosé, (Product)Red         |
| Akkulaufzeit (in h) a                              | Akkulaufzeit (in h) a                              | Videowiedergabe                 | 28                                                                         | 22                                                                         | 19                                                        | 17                                                        |
| Akkulaufzeit (in h) a                              | Akkulaufzeit (in h) a                              | Videowiedergabe (gestreamt)     | 25                                                                         | 20                                                                         | 15                                                        | 13                                                        |
| Akkulaufzeit (in h) a                              | Akkulaufzeit (in h) a                              | Audiowiedergabe                 | 95                                                                         | 75                                                                         | 75                                                        | 55                                                        |
| Gewicht (in g)                                     | Gewicht (in g)                                     | Gewicht (in g)                  | 238                                                                        | 203                                                                        | 173                                                       | 140                                                       |
| Abmessungen (in mm)                                | Abmessungen (in mm)                                | Höhe                            | 160,8                                                                      | 146,7                                                                      | 146,7                                                     | 131,5                                                     |
| Abmessungen (in mm)                                | Abmessungen (in mm)                                | Breite                          | 78,1                                                                       | 71,5                                                                       | 71,5                                                      | 64,2                                                      |
| Abmessungen (in mm)                                | Abmessungen (in mm)                                | Dicke                           | 7,65                                                                       | 7,65                                                                       | 7,65                                                      | 7,65                                                      |
| Bild- schirm                                       |                                                    |                                 |                                                                            |                                                                            |                                                           |                                                           |
| Typ                                                | Typ                                                | Super Retina XDR Display        | Super Retina XDR Display                                                   | Super Retina XDR Display                                                   | Super Retina XDR Display                                  |                                                           |
| Größe                                              | Größe                                              | 6,7" (17,0 cm)                  | 6,1″ (15,5 cm)                                                             | 6,1″ (15,5 cm)                                                             | 5,4" (13,7 cm)                                            |                                                           |
| Auflösung (in Pixel)                               | Auflösung (in Pixel)                               | 2778 × 1284                     | 2532 × 1170                                                                | 2532 × 1170                                                                | 2340 × 1080                                               |                                                           |
| Pixeldichte (in ppi)                               | Pixeldichte (in ppi)                               | 458                             | 460                                                                        | 460                                                                        | 476                                                       |                                                           |
| ProMotion (adaptive Bildwiederholraten bis 120 Hz) | ProMotion (adaptive Bildwiederholraten bis 120 Hz) | Grünes Häkchensymbol für ja     | Grünes Häkchensymbol für ja                                                |                                                                            |                                                           |                                                           |
| Aktuelles Betriebssystem                           | Aktuelles Betriebssystem                           | Aktuelles Betriebssystem        | iOS 18.5                                                                   | iOS 18.5                                                                   | iOS 18.5                                                  | iOS 18.5                                                  |
| SoC                                                | Bezeichnung                                        | Bezeichnung                     | Apple A15 Bionic                                                           | Apple A15 Bionic                                                           | Apple A15 Bionic                                          | Apple A15 Bionic                                          |
| SoC                                                | Prozessor                                          | Typ                             | Apple Avalanche & Blizzard                                                 | Apple Avalanche & Blizzard                                                 | Apple Avalanche & Blizzard                                | Apple Avalanche & Blizzard                                |
| SoC                                                | Prozessor                                          | Architektur                     | 64-Bit                                                                     | 64-Bit                                                                     | 64-Bit                                                    | 64-Bit                                                    |
| SoC                                                | Arbeitsspeicher                                    | Arbeitsspeicher                 | 6 GB                                                                       | 6 GB                                                                       | 4 GB                                                      | 4 GB                                                      |
| SoC                                                | Grafik- prozessor                                  | Typ                             | Apple-entwickelt                                                           | Apple-entwickelt                                                           | Apple-entwickelt                                          | Apple-entwickelt                                          |
| SoC                                                | Grafik- prozessor                                  | Typ                             | 5-Core                                                                     | 5-Core                                                                     | Quad-Core                                                 | Quad-Core                                                 |
| Konnek- tivität                                    | Mobil- funk                                        | 2G                              | GSM/EDGE                                                                   | GSM/EDGE                                                                   | GSM/EDGE                                                  | GSM/EDGE                                                  |
| Konnek- tivität                                    | Mobil- funk                                        | 3G                              | UMTS/HSPA+                                                                 | UMTS/HSPA+                                                                 | UMTS/HSPA+                                                | UMTS/HSPA+                                                |
| Konnek- tivität                                    | Mobil- funk                                        | 3G                              | DC-HSDPA                                                                   |                                                                            |                                                           |                                                           |
| Konnek- tivität                                    | Mobil- funk                                        | 3G                              | CDMA EV‑DO Rev. A (bestimmte Modelle)                                      |                                                                            |                                                           |                                                           |
| Konnek- tivität                                    | Mobil- funk                                        | LTE                             | Gigabit fähiges LTE                                                        | Gigabit fähiges LTE                                                        | Gigabit fähiges LTE                                       | Gigabit fähiges LTE                                       |
| Konnek- tivität                                    | Mobil- funk                                        | LTE                             | VoLTE                                                                      |                                                                            |                                                           |                                                           |
| Konnek- tivität                                    | Mobil- funk                                        | 5G                              | 5G                                                                         | 5G                                                                         | 5G                                                        | 5G                                                        |
| Konnek- tivität                                    | SIM-Karte                                          | SIM-Karte                       | Dual SIM (Nano‑SIM und eSIM)                                               | Dual SIM (Nano‑SIM und eSIM)                                               | Dual SIM (Nano‑SIM und eSIM)                              | Dual SIM (Nano‑SIM und eSIM)                              |
| Konnek- tivität                                    | WLAN-Standard                                      | WLAN-Standard                   | 802.11ax WLAN / Wi-Fi 6 mit 2x2 MIMO                                       | 802.11ax WLAN / Wi-Fi 6 mit 2x2 MIMO                                       | 802.11ax WLAN / Wi-Fi 6 mit 2x2 MIMO                      | 802.11ax WLAN / Wi-Fi 6 mit 2x2 MIMO                      |
| Konnek- tivität                                    | Bluetooth-Version                                  | Bluetooth-Version               | 5.0                                                                        | 5.0                                                                        | 5.0                                                       | 5.0                                                       |
| Konnek- tivität                                    | Positionsbestimmung                                | Positionsbestimmung             | GPS, GLONASS, Galileo und QZSS                                             | GPS, GLONASS, Galileo und QZSS                                             | GPS, GLONASS, Galileo und QZSS                            | GPS, GLONASS, Galileo und QZSS                            |
| Kamera                                             | hinten                                             | Foto                            | 12 MP Drei-Kamera-System (Tele‑, Weitwinkel‑ und Ultraweitwinkel-Objektiv) | 12 MP Drei-Kamera-System (Tele‑, Weitwinkel‑ und Ultraweitwinkel-Objektiv) | 12 MP Zwei-Kamera-System (Weitwinkel und Ultraweitwinkel) | 12 MP Zwei-Kamera-System (Weitwinkel und Ultraweitwinkel) |
| Kamera                                             | hinten                                             | Video                           | 4K                                                                         | 4K                                                                         | 4K                                                        | 4K                                                        |
| Kamera                                             | vorn                                               | Foto                            | 12 Megapixel                                                               | 12 Megapixel                                                               | 12 Megapixel                                              | 12 Megapixel                                              |
| Kamera                                             | vorn                                               | Video                           | 4K                                                                         | 4K                                                                         | 4K                                                        | 4K                                                        |
| Anschlüsse                                         | Anschlüsse                                         | Anschlüsse                      | Lightning                                                                  | Lightning                                                                  | Lightning                                                 | Lightning                                                 |
| Anschlüsse                                         | Anschlüsse                                         | Anschlüsse                      | Kabelloses Laden (mit Qi Ladegeräten)                                      |                                                                            |                                                           |                                                           |
| Sensoren                                           | Sensoren                                           | Sensoren                        | 3-Achsen Gyrosensor                                                        | 3-Achsen Gyrosensor                                                        | 3-Achsen Gyrosensor                                       | 3-Achsen Gyrosensor                                       |
| Sensoren                                           | Sensoren                                           | Sensoren                        | Beschleunigungssensor                                                      |                                                                            |                                                           |                                                           |
| Sensoren                                           | Sensoren                                           | Sensoren                        | Näherungssensor                                                            |                                                                            |                                                           |                                                           |
| Sensoren                                           | Sensoren                                           | Sensoren                        | Umgebungslichtsensor                                                       |                                                                            |                                                           |                                                           |
| Sensoren                                           | Sensoren                                           | Sensoren                        | Face-ID-Sensor                                                             |                                                                            |                                                           |                                                           |
| Sensoren                                           | Sensoren                                           | Sensoren                        | Barometer                                                                  |                                                                            |                                                           |                                                           |
| Modell                                             | Modell                                             | Modell                          | iPhone 13 Pro Max                                                          | iPhone 13 Pro                                                              | iPhone 13                                                 | iPhone 13 mini                                            |

## Software

### Betriebssystem
Als Betriebssystem dient iOS (früher iPhone OS genannt), welches zur Interaktion mit dem Benutzer den Home-Bildschirm und die installierten Programme (Apps) bereitstellt. Der Home-Bildschirm stellt die eigentliche Benutzeroberfläche von iOS dar, von dem sich Programme aufrufen lassen, die bereits vorinstalliert sind oder aus dem App Store heruntergeladen wurden. Allgemein besitzt iOS eine starke Anbindung an Apple-Dienste, wie dem iTunes Store, App Store oder iCloud.
Der Kern von iOS ist ein angepasstes macOS, welches das Betriebssystem des Macs ist. Allerdings fällt der Funktionsumfang durch Beschränkungen, wie zum Beispiel fehlende Root-Zugriffe, geringer aus.

### Bedienkonzept

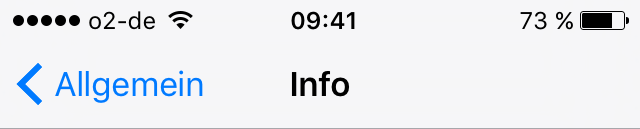
Statusleiste und Menübereich des iPhone

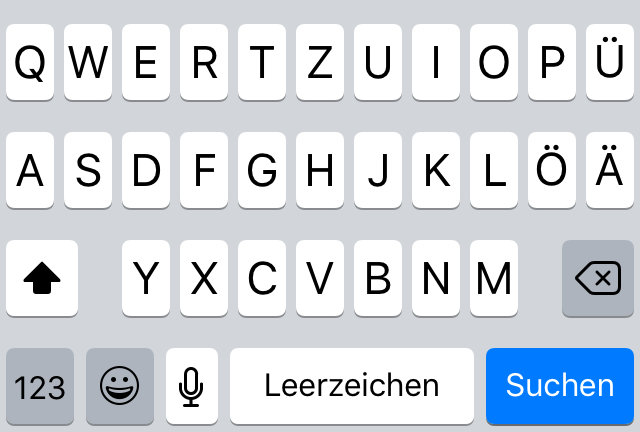
Virtuelle Tastatur des iPhone
Bis zu iOS 8 wurden auch ohne aktiviertem Shift/Caps-Lock die Buchstaben auf der Tastatur groß angezeigt.

Das iPhone wird praktisch vollständig über den Multi-Touch-Bildschirm bedient, wobei die verwendete grafische Benutzeroberfläche jeweils nur ein Programmfenster anzeigt. Der Bildschirm ist meist folgendermaßen aufgeteilt:
- Eine rund 4 mm hohe Statusleiste am oberen Bildrand (Anzeige von Signalstärke, Provider, Mobilfunkmodus [LTE, 3G, EDGE, GPRS], Batteriestatus etc.)
- Darunter ein rund ein Zentimeter breiter Menübereich mit Programmnamen und, sofern erforderlich, einigen wenigen Menüpunkten (etwa ein + zum Hinzufügen neuer Einträge, ein Bearbeiten zum Editieren von Einträgen, oder Tag, Monat und Jahr zum Umschalten der Kalenderansichten)
- Darunter schließt sich das eigentliche Programmfenster an
- Gegebenenfalls findet sich unter dem Programmfenster noch eine weitere Menüleiste, mit der Programme in verschiedene Modi geschaltet werden können (beispielsweise die Uhr zwischen Weltzeit, Timer, Wecker und Stoppuhr)

Seit iOS 7 sind viele Elemente des Betriebssystems, wie die Statusliste und Menübereich, leicht transparent und weichgezeichnet und zeigen den Programminhalt, der sich dahinter befindet.
Der Touchscreen wird mit verschiedenen Fingerbewegungen bedient:
- Tippen: Unterliegende Funktion wird ausgeführt.
- Doppeltippen: Vergrößert bzw. verkleinert einen Bildausschnitt.
- Antippen und halten: Es wird eine Lupenfunktion eingeblendet. Durch Bewegen des gedrückten Fingers kann die Textmarke zu einer gewünschten Stelle bewegt werden. Gegebenenfalls wird ein Optionsmenü angezeigt.
- Wischen (Aufsetzen des Fingers in der Bewegung, Wischen über den Bildschirm, Loslassen): Dient dem Rollen durch Listen (Adressen und Ähnliches; vertikale Wischbewegung) oder Ansichten (Wetterbilder, Cover Flow, Webseiten; horizontales Wischen)
- Antippen und Bewegen: Verschiebt die Ansicht auf dem Bildschirm (beispielsweise bei Landkarten oder HTML-Seiten)
- Greifen und Bewegen: Bei bestimmten Funktionen kann durch Antippen eines Objekts (z. B. Anruferliste, Ortsliste für das Wetter) an einer bestimmten, durch drei horizontale Striche gekennzeichneten Stelle, das Objekt durch Bewegen des Fingers an eine andere Stelle der Liste verschoben werden.
- Spreizen und Zusammendrücken: Diese Geste wird mit zwei Fingern durchgeführt, die voneinander weg oder zueinander hin bewegt werden. Die Ansicht auf dem Bildschirm wird vergrößert oder verkleinert (beispielsweise im Webbrowser, bei der Ansicht von Fotos und Landkarten).

Mit der Einführung von 3D Touch auf dem iPhone 6s können durch Druck auf dem Bildschirm (Peek und Pop) weitere Inhalte, Optionen und Vorschauansichten angezeigt werden.
Die Texteingabe erfolgt über eine im Programmfenster eingeblendete Bildschirmtastatur. Umlaute und andere Zusätze von lateinischen Schriftzeichen können durch Halten statt Tippen der Grundtaste und anschließendem Bewegen des Fingers zu dem eingeblendeten Zeichen eingegeben werden. Bei eingestelltem Tastaturlayout Deutsch sind deutsche Umlaute und das ‚ß‘ direkt als Tasten vorhanden. Der eingegebene Text wird in einem kleinen Feld am oberen Bildrand oder direkt über der Tastatur angezeigt. Die Genauigkeit der Eingabe hängt von der Größe der Finger und dem manuellen Geschick des Bedieners ab, wobei eine lernfähige Korrekturfunktion die Eingabe unterstützt.
Apple versucht, auch behinderten Menschen den Zugang zum iPhone zu ermöglichen. Aus diesem Grund verfügt das iPhone seit dem iPhone 3GS über zahlreiche Bedienungshilfen für Menschen mit Hör-, Seh- und Körperbehinderung. Das iPhone ermöglicht vor allem sehbehinderten Nutzern durch den gestenbasierten Screenreader VoiceOver eine barrierefreie Bedienung. Außerdem verfügt das iPhone über zahlreiche optische Anpassungsmöglichkeiten wie eine integrierte Zoom-Funktion, welche es Menschen mit einer Sehschwäche gestattet, das iPhone zu verwenden.

### Anrufbeantworter
Mit Visual Voicemail können aufgesprochene Nachrichten übersichtlich in einer Liste angezeigt werden. Das Anrufen des Anrufbeantworters entfällt so. Die Mobilfunkanbieter müssen für diesen Dienst Server mit Apple-Software betreiben. In Deutschland, Österreich und der Schweiz bieten diesen Dienst die Netzbetreiber Vodafone, Telekom, O2, Swisscom, Sunrise Communications und Salt Mobile in ihren iPhone-Tarifen an.

### Synchronisation
Über iTunes können Kontakte (Namen, Telefonnummern, Adressen, E-Mail-Adressen), Kalender-Termine und -Ereignisse, E-Mail-Konto-Einstellungen, Lesezeichen für Webseiten, Notizen, Klingeltöne, Musik, Hörbücher, Fotos, Podcasts, Filme, Fernsehsendungen, Musikvideos und aus dem iTunes Store geladene Programme mit einem Computer synchronisiert werden. Das iPhone lässt sich auch über einen Microsoft-Exchange-Server oder, wie heute üblich, den hauseigenen iCloud-Service synchronisieren.

### Weitere Programme
In seiner Keynote zur Einführung des iPhone wies Steve Jobs auf Cocoa Touch als Haupt-Programmierschnittstelle (API) der iPhone-Software hin.
Auf der WWDC 2007 wurde zunächst bekanntgegeben, dass andere Hersteller keine klassischen Anwendungen für das iPhone schreiben konnten und dies stattdessen über Webapplikation gelöst werden solle, die auf offenen Standards wie Ajax basieren und im Webbrowser Safari angezeigt werden können. Von Safari aus könnten dann iPhone-eigene Anwendungen wie Google Maps oder die Telefonfunktion genutzt werden. Eine ebenfalls angekündigte Version von Safari für Microsoft Windows ermöglichte das Mac-OS-X-unabhängige Testen solcher Anwendungen für Entwickler aus der Windows-Welt. Durch das dabei verwendete, auch von Java bekannte, Sandkasten-Prinzip sollte das iPhone vor Fehlfunktionen und Manipulationen durch Software besser schützen.
Am 17. Oktober 2007 stellte Steve Jobs nach zahlreichen Protesten von Entwicklern auf der Apple-Webseite als Hot News ein Entwicklungswerkzeug, auch für native Anwendungen, in Aussicht. Das Entwicklungssystem (engl. Software Development Kit (SDK)) hatte eine lange Entwicklungszeit, weil Apple versuchte, zwei entgegengesetzte Ziele zu verwirklichen – eine offene Plattform für Entwickler zu bieten und gleichzeitig das iPhone vor Viren, Schadprogrammen, Angriffen auf private Daten usw. zu schützen. Am 6. März 2008 wurde dann auf einer Veranstaltung die iPhone-OS-Version 2.0 vorgestellt, die neben Microsoft Exchange Server und anderen Netzwerkprotokollen auch das iPhone-SDK unterstützt. Die Software ist seit dem 11. Juli 2008 öffentlich verfügbar.
Apple entwickelte für das iPhone eine mobile Variante seines Cocoa-Frameworks namens Cocoa touch. Das SDK wird zusammen mit einer neuen Version von Apples integrierter Entwicklungsumgebung Xcode ausgeliefert. Darin enthalten ist auch ein iPhone-Simulator, der es weitestgehend ermöglicht, die Anwendungen während der Entwicklungsphase auf dem Mac zu testen. Der Vertrieb der Programme erfolgt über den App Store. Die Entwickler können den Preis für ihre Software selbst festlegen, Apple nimmt jedoch 30 Prozent davon als Provision. Während das SDK selbst kostenlos von Apples Entwicklerseiten bezogen werden kann, ist für die Veröffentlichung im App Store ein kostenpflichtiges Entwicklerkonto zum Preis von 99 $ (Standard) oder 299 $ (unternehmensinterne Anwendungen) pro Jahr erforderlich.
In der Zwischenzeit hatten Programmierer Verfahren etabliert, um Programme auf dem Gerät lauffähig zu machen, die nicht als Webapplikation ausgeführt sind (sogenannte native Applikationen). Im Juli 2007 gelang es Hackern mithilfe eines Jailbreaks erstmals, ein Hallo-Welt-Programm auf dem iPhone auszuführen. Apple stand anfangs diesen Programmieransätzen neutral gegenüber; störte also die Entwicklungen nicht, bemühte sich aber auch nicht, die Lauffähigkeit solcher Programme mit späteren Versionen des Betriebssystems zu erhalten. Die Entwicklung des Jailbreaks nahm weitere Fortschritte an und wurde in der Hochzeit des Jailbreaks, den Jahren 2010 bis 2012 zu einem Wettrüsten zwischen Jailbreakentwicklern und Apple. Mittlerweile hat der Jailbreak jedoch einen deutlichen Rückgang zu verzeichnen.

### Andere Betriebssysteme
Seit das iPhone auf dem Markt ist, gibt es Bestrebungen, das proprietäre Betriebssystem iOS durch ein quelloffenes zu ersetzen. Insbesondere die Programmierer planetbeing und CPICH haben dieser Entwicklung Vorschub geleistet. Aus ihrer Entwicklungsarbeit ist iDroid hervorgegangen. Teil davon ist der quelloffene Boot-Loader OpeniBoot, der alternativ zu Apples iBoot auf den ersten beiden iPhone-Generationen installiert werden kann. OpeniBoot erlaubt es, eine beliebige Firmware auf dem iPhone zu booten. (Apples iBoot startet ausschließlich von Apple signierte Firmware.)
Im Dezember 2008 demonstrierte PlanetBeing auf dem iPhone erstmals eine Linux-Distribution, daraufhin im April 2010 Googles Betriebssystem Android. Der Nutzer hat hierbei durch ein Boot-Menü die Wahl, welches System er booten möchte – iOS bleibt weiterhin startbar.
In der Praxis haben sich alternative Betriebssysteme bisher nicht etabliert, da die einzigen öffentlichen Android-Portierungen nur mit Geräten funktionieren, die ältere Prozessoren nutzen. Auf neueren iPhones, die andere Prozessoren verwenden, ist die Installation alternativer Betriebssysteme aufgrund zunehmend geschlossener Sicherheitslücken mittlerweile kaum möglich.

## Rezeption

### Verbreitung und Konkurrenzprodukte
Nach der Veröffentlichung des iPhone kritisierte Steve Ballmer als CEO von Microsoft, dass das iPhone zum Preis von 500 US-Dollar das teuerste Telefon der Welt und wegen fehlender Apps und der virtuellen Tastatur kaum für Geschäftskunden geeignet sei.
Da das iPhone aber viele positive Kritiken erhielt und die Marktanteile ausbaute, stellten asiatische Unternehmen wie Samsung und LG ebenfalls Touchscreen-Telefone her.
Mit dem Betriebssystem Android von Google, welches 2008 erschien, gelang es den Herstellern, eigene gleichartige Touchscreen-Telefone herzustellen. Ab 2010 wurde Android populärer, weil die meisten Android-Telefone deutlich günstiger waren. Daher überholte Android im ersten Quartal von 2010 das iPhone-Betriebssystem iOS in den Marktanteilen.
Nokia, Blackberry und Microsoft sahen spät ein, wie schnell Touchscreen-Handys den Markt dominieren würden. Somit sanken die Marktanteile von Symbian-, Blackberry- und Windows-Mobile-Telefonen bis 2011 stark ab. Microsoft versuchte mit Windows Phone ein neues Betriebssystem für Touchscreen-Smartphones zu entwickeln und kooperierte mit Nokia – jedoch letztlich vergeblich.
2011/12 erzielte das iPhone mit 23 % seinen höchsten Marktanteil. Seither sinken die Marktanteile des iPhone zugunsten von Android-Geräten bis 2019 auf 12 %.
Apple-CEO Tim Cook zufolge geht es nicht um hohe Marktanteile, sondern darum, ein hochwertiges Produkt zu entwickeln, welches viel benutzt wird und zufriedene Benutzer hat.

### Verkaufszahlen
Im vierten Quartal 2016 verkaufte Apple 45,5 Millionen iPhones weltweit, bis Juli 2016 wurden insgesamt eine Milliarde Geräte verkauft. Somit ist das iPhone das wichtigste Produkt für Apple, denn allein mit dem iPhone erwirtschaftete der Konzern im zweiten Quartal 2015 40,3 Milliarden US-Dollar und somit mehr als zwei Drittel des gesamten Geschäfts.
Das Finanzjahr von Apple läuft von Oktober bis September. Dementsprechend umfasst das erste Quartal die Monate Oktober bis Dezember, also auch das Weihnachtsgeschäft. Das zweite Quartal umfasst die Monate Januar bis März, das dritte die Monate April bis Juni. Im vierten Quartal wird üblicherweise die neueste iPhone-Version vorgestellt.
| Finanzjahr | Q1 (Okt.–Dez.) | Q2 (Jan.–März) | Q3 (Apr.–Juni) | Q4 (Juli–Sep.) | Summe         |
| ---------- | -------------- | -------------- | -------------- | -------------- | ------------- |
| 2007       |                |                | 00270.000      | 01.119.000     | 00001.389.000 |
| 2008       | 02.315.000     | 01.703.000     | 00717.000      | 06.890.000     | 00011.625.000 |
| 2009       | 04.363.000     | 03.793.000     | 05.208.000     | 07.367.000     | 00020.731.000 |
| 2010       | 08.737.000     | 08.752.000     | 08.398.000     | 14.100.000     | 00039.987.000 |
| 2011       | 16.240.000     | 18.650.000     | 20.340.000     | 17.070.000     | 00072.300.000 |
| 2012       | 37.044.000     | 35.064.000     | 26.028.000     | 26.910.000     | 00125.046.000 |
| 2013       | 47.789.000     | 37.430.000     | 31.241.000     | 33.797.000     | 00150.257.000 |
| 2014       | 51.025.000     | 43.719.000     | 35.203.000     | 39.272.000     | 00169.219.000 |
| 2015       | 74.468.000     | 61.170.000     | 47.534.000     | 48.046.000     | 00231.218.000 |
| 2016       | 74.779.000     | 51.193.000     | 40.399.000     | 45.513.000     | 00211.844.000 |
| 2017       | 78.290.000     | 50.763.000     | 41.026.000     | 46.677.000     | 00216.756.000 |
| 2018       | 77.316.000     | 52.217.000     | 41.300.000     | 46.889.000     | 00217.772.000 |
| Summe      |                |                |                |                | 1.468.144.000 |

### iOS
Häufig wird die abgeschlossene Natur der Plattform kritisiert. Einige Nutzer fühlen sich durch die von Apple getroffenen Einschränkungen bevormundet und stören sich an der zu starken Kontrolle. Beispielsweise sind die Personalisierungsmöglichkeiten stark eingeschränkt. Eine beliebte Abhilfe stellt das Jailbreaking dar.
Beispielsweise überprüft Apple alle Programme, die für den App Store eingereicht werden, vor der Veröffentlichung auf eine Reihe von technischen – etwa Sicherheit und Stabilität –, aber auch inhaltlichen Kriterien. Da es Nutzern schwer möglich ist, aus anderen Quellen als dem App Store native Programme zu beziehen, sehen Kritiker in der Nichtzulassung von Programmen eine Zensur.
Andere Autoren sehen die Kontrolle des App Stores dagegen als möglichen Vorteil für Nutzer an:

“As more consumers have fears about security on the Internet, viruses and malware, they may be happy to opt for Apple’s gated community.”

„Da immer mehr Verbraucher sich Sorgen um die Sicherheit im Internet, Viren und Schadsoftware machen, werden sie sich möglicherweise gern für Apples abgeschottetes System entscheiden.“

Viel Kritik erhielt Apple anfangs dafür, dass es für iOS keinen Flash Player gab. Nach langen Diskussionen stellte Adobe im November 2011 die Entwicklung des Flash Players für mobile Endgeräte ein, im August 2012 wurde der Download komplett eingestellt.
Unter iOS 6 wurde ein eigener Kartendienst eingeführt, der aufgrund von gravierenden Fehlern im Kartenmaterial stark kritisiert wurde. Apples CEO Tim Cook entschuldigte sich in einem offenen Brief und versicherte, dass das Kartenmaterial verbessert werde.

### SIM-Lock

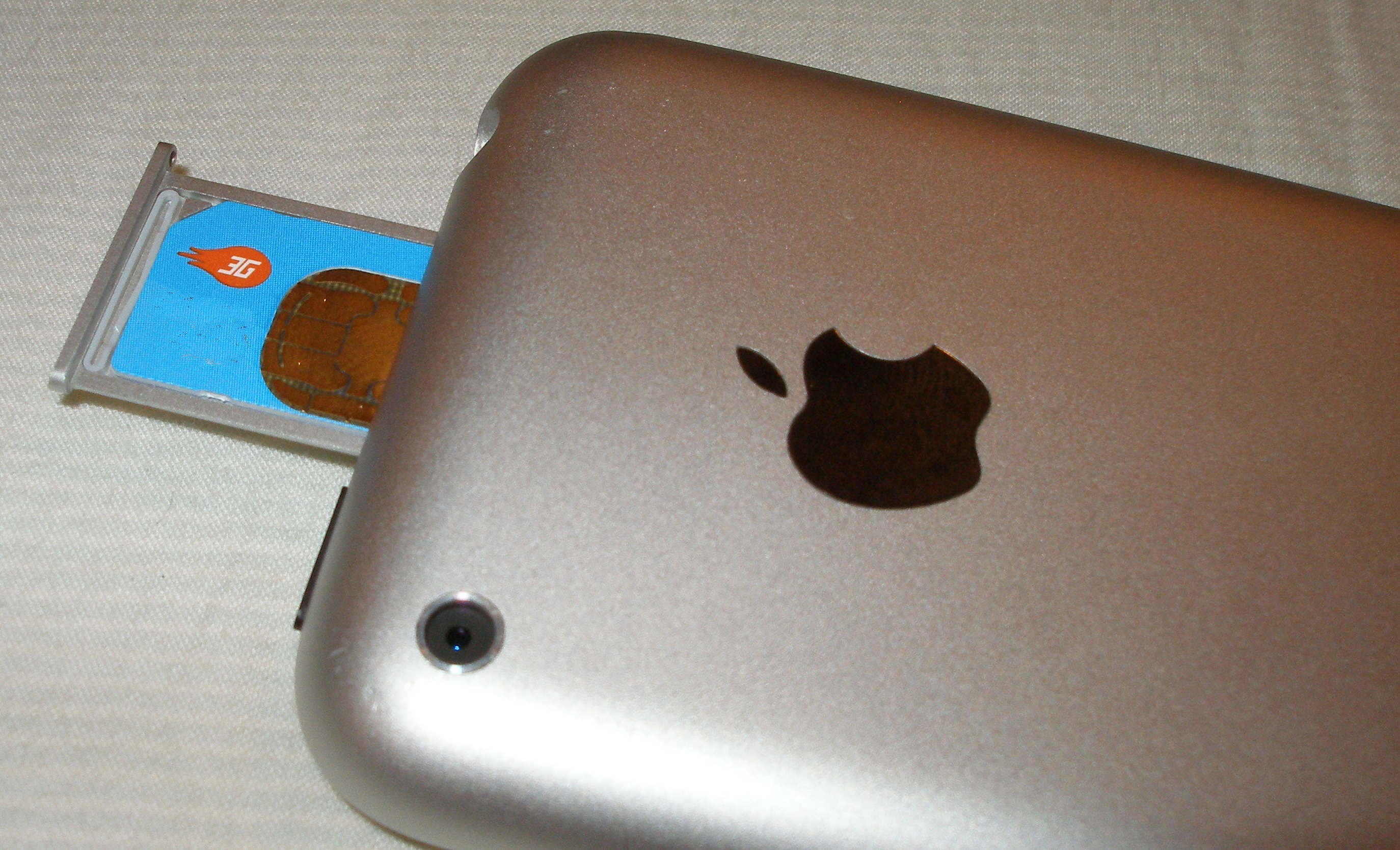
Das SIM-Kartenfach eines iPhones der 1. Generation mit eingelegter SIM-Karte

Häufig wurde beim Kauf des iPhone bei einem Netzbetreiber, wie der Telekom, das Gerät mit einem SIM-Lock versehen und konnte dann nicht mit der SIM-Karte eines anderen Anbieters benutzt werden. Solche Geräte können jedoch in der Regel beim Netzbetreiber gegen eine Gebühr innerhalb der Vertragslaufzeit oder kostenfrei nach der Vertragslaufzeit entsperrt werden. Nach einem Jailbreak ist es mit zusätzlicher Software auch möglich, das SIM-Lock auf inoffiziellem Wege zu umgehen.
Seit Februar 2013 wird das iPhone in Deutschland bei allen Netzanbietern ohne SIM-Lock verkauft. Jedoch muss zur erstmaligen Aktivierung des iPhone eine SIM-Karte eingelegt werden.
Auch in vielen anderen Ländern ist das iPhone bei Apple oder bei Netzbetreibern ohne SIM-Lock erhältlich.

### Geodaten-Speicherung
Am 20. April 2011 wurde publiziert, dass das iPhone und iPad kontinuierlich Positionsdaten, bezogen von Funkmasten und WLAN-Stationen, speichern und damit den Aufenthaltsort des Nutzers mit einem Zeitstempel in einer speziellen Datei ablegen.
In einer Presseerklärung gab Apple am 27. April 2011 bekannt, dass ein Softwarefehler für die Aufzeichnung der Daten – trotz Deaktivierung – und deren lange Speicherdauer verantwortlich gewesen sei. Am 4. Mai 2011 veröffentlichte Apple mit iOS 4.3.3 eine Aktualisierung, womit die Datenbank nur noch die letzten Tage der Geodaten vorhielt. Diese Datenbank wurde nicht mehr durch iTunes auf den Rechner übertragen und beim Deaktivieren des CoreLocation-Dienstes gelöscht.

### Verschlüsselung
Nach dem Terroranschlag in San Bernardino wandte sich das FBI an Apple mit der Bitte, beim Entschlüsseln der Daten auf iPhones der Attentäter behilflich zu sein. Apple wurde in diesem Zusammenhang auch gerichtlich angewiesen, dem FBI beim Entsperren eines iPhones 5c zu helfen. Apple weigerte sich aber und löste eine Debatte um die Nutzung von Verschlüsselung aus. Schließlich gelang es dem FBI selbst, an die Daten auf dem Handy zu gelangen. Nach Presseinformationen hatte das FBI dafür aus Hackerkreisen Informationen über eine Schwachstelle gekauft, die es ermöglichten, den Passwortschutz des Mobiltelefons auszuhebeln.

### Speichergrößen
Das iPhone ist seit der Markteinführung mit verschiedenen Speichergrößen (derzeit – je nach Modell – wahlweise 64, 128, 256, 512 GB oder 1 TB) erhältlich.
Der tatsächlich verfügbare Speicher hängt primär vom verwendeten Betriebssystem ab. Das iOS misst seinen Speicher in GiB, gibt jedoch GB als Einheit an. Deshalb stellt die „16 GB“-Variante tatsächlich nur 14,9 GiB Speicher zur Verfügung, auf dem auch das etwa 2,1 GiB große Betriebssystem (iOS 9) gespeichert ist. Zusätzlich dazu müssen 200 MiB Speicherplatz frei bleiben, da iOS Speicherplatz für Cache benötigt. Somit bleiben bei der 16-GB-Variante des iPhone 6 Plus noch 12,6 GiB nutzbarer Speicher übrig. In die Kritik geraten bei Smartphones immer wieder die kleinsten Speicherkapazitäten, da sie oftmals nicht dem entsprechen, was Konsumenten erwarten würden. Der britische Blog Which? verglich die 16-GB-Modelle verschiedener Hersteller auf den tatsächlich nutzbaren Speicher. Dabei schnitt das iPhone 5c mit 12,6 GiB am besten ab.
Apple stellte den Verkauf von kleinen Speichergrößen beim ersten iPhone recht schnell ein. Bereits im September 2007, acht Monate nach der Vorstellung des iPhone, wurde der Verkauf der 4-GB-Variante mit Ausnahme von Restposten eingestellt. Beim iPhone 5c hingegen brachte Apple im März 2014 nachträglich wieder eine 8-GB-Variante auf den Markt.
Zur Einführung des iPhone 7 wurde die 16-GB-Basisspeichergröße zugunsten einer 32-GB-Variante ersetzt. Das iPhone 8 ist in der kleinsten Größe standardmäßig mit 64 GB ausgestattet.

### Sonstiges
2015 kam mit Tangerine L.A. der erste Breitbildformat-Kinofilm, der ausschließlich mit iPhones gedreht wurde, in die Kinos.

## Kritik

### Leistungsabfall
Apple hat zugegeben, dass die Leistung älterer Modelle dynamisch gedrosselt werden kann, um das unerwartete Ausschalten des Geräts bei hoher Leistung zu verhindern. Die Drosselung setze immer dann ein, wenn der fest eingebaute Lithium-Ionen-Akku aufgrund benutzungsbedingter Alterung nicht mehr in der Lage ist, Spitzenlasten bei der Stromversorgung zu liefern. Jedoch hat Apple angekündigt, iPhone-Nutzern die umstrittene Drosselung der Leistung ihrer Geräte bei abgenutzten Batterien abschalten zu lassen, jedoch mit dem Risiko unerwarteter Abschaltungen.

### Erschwerung von Reparaturen
Apple erschwert Reparaturen durch den Nutzer und andere; auch Bauteile von Fremdherstellern können ausgesperrt werden.
Zu den Maßnahmen gehören unkonventionelle Formen von Schraubenköpfen, übermäßige Verwendung von Klebstoff im Gehäuse und die Verknüpfung der Home-Taste und des Akkus mit der einmaligen Seriennummer des Gerätes, bei dessen Unstimmigkeit einige Funktionen deaktiviert oder der Betrieb des Gerätes gänzlich verweigert werden könnte.

### Arbeitsbedingungen
Die Arbeitsbedingungen bei der Fertigung der iPhones beim Unternehmen Foxconn in China wurden kritisiert. So kam es dort zu mehreren Selbstmorden.
Auch in Indien kam es zu Protesten. Ende 2020 kam es zu Ausschreitungen bei Wistron in Kolar, im Teilstaat Karnataka – die Arbeiter protestierten gegen die Arbeitsbedingungen, Schichten von 12 Stunden statt der vereinbarten 8, zunehmenden Zeitdruck und weil sie keinen oder zu wenig Lohn erhalten hätten.

### Strahlungswerte
Einige iPhone-Modelle werden für ihre vergleichsweise hohen SAR-Werte kritisiert. Diese liegen zwar noch unter dem europäischen Grenzwert von 2 W/kg, jedoch weisen manche iPhone-Modelle, dem Bundesamt für Strahlenschutz zufolge, mittelhohe bis hohe SAR-Werte auf.
Am 12. September 2023 erklärte die französische Strahlenaufsicht ANFR, das Modell iPhone 12 sende elektromagnetische Wellen aus, die über dem für den menschlichen Körper erlaubten Grenzwert liegen. ANFR habe den Technologiekonzern Apple angewiesen, das iPhone 12 ab sofort aus dem Verkauf zu nehmen und bereits im Umlauf befindliche Modelle zu überarbeiten, um sie »in Übereinstimmung mit der Norm« zu bringen.

### Datenschutz
Apple erhält die wesentlichen Telefoniedaten jedes Anrufs, wenn der Nutzer, wie zumeist üblich, die iCloud nutzt.
Zugleich wurde eine seriöse Verschlüsselung der iCloud-Daten offenbar nach einem Gespräch mit dem FBI verworfen.
Apple hatte im April 2021 die Funktion „App Tracking Transparency“ eingeführt, um den App-Betreibern das Tracking zu erschweren, indem keine „Identifiers for Advertisers“ (IDFA) für Werbungsaktivitäten mehr versendet werden dürfen, wenn der Nutzer dies ablehnt. Dies verbessert zwar den Datenschutz für die Nutzer der Geräte, allerdings haben Verbraucherschützer kritisiert, dass in vielen Fällen die betroffenen Apps die Funktion gar nicht unterstützen, die gesammelten Daten dennoch verwenden dürfen, wenn diese nicht für die Anzeige gezielter Werbung eingesetzt werden, oder wenn die gesammelten Daten nicht an Dritte weitergegeben werden. Ferner ist das Fingerprinting damit nicht unterbunden, und App-Betreiber können andere Bezeichner (IDs) verwenden, um die Aktivität der Nutzer zu verfolgen.

### Sicherheitslücke bei Diebstahl von iPhone und PIN
Wer Zugriff auf das iPhone hat und die PIN des iPhones kennt – etwa, indem bei einem Raub der Besitzer genötigt wird, die PIN anzugeben – kann das zentrale Apple-Account-Passwort ändern und so Zugriff auf alle Daten einschließlich Bankkonten erhalten. Das Wall Street Journal berichtete im Februar 2023 von Fällen in Asien, Amerika und Europa. Apple bot darauf eine Einstellung für zusätzlichen Diebstahlschutz an. Dieser sogenannte „Schutz für gestohlene Geräte“ verlangt bei sicherheitsrelevanten Änderungen, wie dem Ändern des Apple-Account-Passworts oder dem Deaktivieren von „Wo ist?“, eine Face ID- oder Touch ID-Verifizierung sowie eine einstündige Wartezeit, bevor die Änderung wirksam wird. So soll verhindert werden, dass Diebe nach einem Raub sofort Zugriff auf sensible Daten und Konten erhalten.